# 解散したお笑いグループ一覧
解散したお笑いグループ一覧（かいさんしたおわらいグループいちらん）は、解散したお笑いグループについて記載する。
メンバーの死別による解散、加入・脱退などによるグループ名変更も含むがメンバーが解散を公言していないグループや活動休止（停止）中などは、ここには含まれない。グループ名・個人名の後に判明している範囲で所属事務所と解散した年を記載する。
| 目次 | 目次 | 目次 | 目次 | 目次 | 目次 | 目次 | 目次 | 目次 | 目次 | 目次 |
| ---- | ---- | ---- | ---- | ---- | ---- | ---- | ---- | ---- | ---- | ---- |
| わ   | ら   | や   | ま   | は   |      | な   | た   | さ   | か   | あ   |
|      | り   |      | み   | ひ   |      | に   | ち   | し   | き   | い   |
|      | る   | ゆ   | む   | ふ   |      | ぬ   | つ   | す   | く   | う   |
|      | れ   |      | め   | へ   |      | ね   | て   | せ   | け   | え   |
| ん   | ろ   | よ   | も   | ほ   |      | の   | と   | そ   | こ   | お   |

## あ行

### あ
- アーネスト（わだたかし、門野）吉本興業
  - 「パーフェクト・ダブル・シュレッダー」から改名。わだはピン芸人を経て、元「ハブシセン」の河合康浩と「えびすワーカーズ」を結成[1]。門野は「かどちゃん」に改名し、ピン芸人を経て元「女ガールズ」「週刊ソーイング増刊号」のなっさん（なつきガールズ）と「飛び蹴りサワー」を結成[2]。
- アームストロング（栗山直人、安村昇剛）よしもとクリエイティブ・エージェンシー
  - 栗山は「くり」の名でパチスロライター、安村はピン芸人「とにかく明るい安村」として活動。
- アイアンボーイ（田中慎之介、金田慶哲）プロダクション人力舎
  - 田中は釜戸達考と「ハッピーエンド」を結成（後に釜戸が脱退し、元「スタンデライオン」の山本譲城（後に「ゆずき」に改名、ゆずきヶ島）が加入するも解散）。その後はピン芸人「しんのすけ」を経て、コンビ「オテンキ」に加入。金田はピン芸人「慶」として活動。
- アイカギ（福田麻貴、國松恵）よしもとクリエイティブ・エージェンシー
  - 福田は元「カーニバル」の山口ゆきえ（現・ゆきえ）との「キス」を経て[3]、元「ハラペコバンジー」のかなで・元「ゆめみがち」のゆめっちと「3時のヒロイン」を結成。國松はピン芸人「グリフォン國松」や元「鶏あえず」のTOKU（渡久山敬士）との「ぐりtoとく」を経て[4]、元「モンローズ」のマエノリュウタと「ピノッチオ」を結成し[5]、後に解散（TRFのものまねユニット「イージードゥダンサーズ」のメンバーとしても活動[6]）。
- 相方不在（さな、吉野ももみ）サンズエンタテインメント
  - さなはピン芸人として活動。吉野は留学のため一時引退していたが[7]、2010年8月にフットサル選手の高橋健介との結婚を発表[8]。
- IQ（穴井一久、小林航）プロダクション人力舎
  - 穴井は元「シェイカーズ」「ノコギリクワガタ」の木村直博との「Lucy!（後に「ルーシー」に改名）」を経て、構成作家「あないかずひさ」として活動。
- I少年D（森田嘉宏、山崎雅行）吉本興業
  - 森田はピン芸人「コラーゲン配合マン（後に「コラアゲンはいごうまん」に改名）」として活動。
- アイスクリーム（勝山慎司、梶剛）よしもとクリエイティブ・エージェンシー
  - 「勝山梶」から改名。勝山はピン芸人「ムーディ勝山」、梶もピン芸人「梶つよし」として活動。
- あいつら（原田大、田中健三）プライム
  - 「ニーチェとその息子たち」から改名。田中は元「ヘモグロビン」の桐畑亨（現・桐畑トール）との「熊本キリン」を経て引退[9]。
- 青芝金太・紋太（青芝金太、青芝紋太）和光プロダクション
  - 紋太はピン芸人「青芝モンタ」やゼンジー・一億（セイント・アリババ）との「モンタ&一億」を経て、解散後は再度ピン芸人として活動。金太は引退。
- 青芝フック・キック（青芝フック、青芝キック）和光プロダクション
  - フックはタレント・ピン芸人として活動。
- 青空アバンティ（ゆい、りるさ）フリー→ニュースタッフプロダクション
  - ゆい（伊達唯）はピン芸人「伊達ゆい」として活動。
- 青空千夜・一夜（青空千夜、青空一夜）
  - 千夜は1991年6月20日に肝不全のため死去[10]。一夜はピン芸人・司会者として活動していたが、1996年4月23日に急性肺炎のため死去[10]。
- 青空はるお・あきお（青空はるお、青空あきお）
  - はるおは俳優として活動。あきおも「横山あきお」の名で俳優として活動していたが、2014年6月20日に肺炎のため死去。
- 青山一浪・二浪（青山一浪、青山二浪）
  - 一浪（森たけし）は読売テレビのアナウンサーとして活動（後にフリーに転向）。
- 赤い太陽（中山功太、薮田真宏）吉本興業
  - 中山はピン芸人として活動。
- 赤いタンバリン（柳沢寛々、吉内一洋）ひばりプロダクション
  - 柳沢はピン芸人「カンカン」や元「ウラカン・ラナ」の筏津龍人（現・イカ）との「浜風キッド」、再度ピン芸人を経て元「こんらんチョップ」「グーとパー」、ピン芸人の前すすむ（上林尊久）と「全力じじぃ（後に「TOKYO COOL」に改名）」を結成（SMA NEET Project、フリーを経てグレープカンパニーに移籍）。
- あかいらか（長谷川ヨシテル、内田英輔）ワタナベエンターテインメント
  - 長谷川はピン芸人を経て作家として活動。内田は元「ムービングボール」「スナッチ」、ピン芸人のバッドナイス常田（常田功、現・バッツネ）と「つねうち（後に「バッドナイス」に改名）」を結成し、後に解散に伴い引退[11]。
- あがすけ（タツキ・マイアミ、吉村和彬）グレープカンパニー
  - タツキは退所しフリーのタレントとして活動、吉村は元「ブラットピーク」、ピン芸人の土屋慧（現・土屋）と「孫だしひやしとがし（後に「孫ダッシュ」に改名）」を結成。
- 暁伸・ミスハワイ（暁伸、ミスハワイ）
  - 伸はピン芸人として活動していたが、2011年12月26日に心筋梗塞のため死去[12]。ミスハワイは1998年に死去[13]。
- 暁照雄・光雄（暁照雄、暁光雄）松竹芸能
  - 「暁照夫・光夫」から改名[14]。照雄は2015年5月29日に下咽頭がんのため死去[14]、光雄は弟弟子の暁明夫・暁輝晶と「暁トリオ」を結成[15]。
- 赤もみじ（村田大樹、阪田ベーカリー）マセキ芸能社
  - 村田はピン芸人を経て元「衝撃デリバリー」のかつやま（ピン芸人「頑張るかつやま」）と「とんかつ街道（後に「ド桜」に改名）」を結成[16]、阪田は引退[17]。
- AKIKO（奈津あつし、河田貴一、伊勢浩二）サワズカンパニー
  - 河田（現・河田キイチ）と伊勢はコンビ「BOOMER」を結成。奈津は佐藤企画に移籍し、松原桃太郎（松原ひとし）との「まんもす2」を経て「佐藤あつし（さとうあつし）」の名でコメディアン・歌手として活動。
- 秋田Aスケ・Bスケ（秋田Aスケ、秋田Bスケ）吉本興業→大滝エージェンシー→パルティール
  - Aスケは2015年8月24日に糖尿病性腎症のため、2代目Bスケは2016年2月22日に急性循環不全のため2人とも死去。
- アクアキャンディー（石井康平、佐野寛）タイタン
  - 佐野は元「クレソン」のオーニシリョーガと「クニ（後に「バターヤング」に改名）」を結成、石井は引退。
- アクアプラス（石井康平、加賀谷秀明）プロダクション人力舎
  - 石井は元「スリーパーズ」「ピレニーズ」の小島大輔（現・こじま観光）との「マチェーテ」や元「ドリーマーズ」の坂本崇裕（現・坂本No.1）との「クリーニングマン」、佐野寛との「アクアキャンディー」を経て引退。加賀谷は横井かりこると「フタリシズカ」を結成し、ワタナベエンターテインメントに移籍。
- アゲイン（けーた、ノリ）松竹芸能→フリー→ライジング・アップ
  - けーたは松竹芸能に移籍し[18]、ピン芸人を経て元「ジーター」のバメヤンと「ささきら」を結成[19]。ノリはピン芸人「河村ノリト」として活動（後にソニー・ミュージックアーティスツに移籍）[20]。
- あご&きんぞう（あご勇、桜金造）太田プロダクション→オフィスマシェッラ
  - 「アゴ&キンゾー」から改名。あごはタレント・バスガイド、桜はタレント・俳優・政治家として活動。
- 朝倉小松崎（朝倉隼人、小松崎和也）サンミュージックプロダクション
  - 朝倉は「朝倉プトン」の名でバンド「Ecthelion」のギタリストを経て（2015年解散）、「自主盤倶楽プトン」の名でバンド「怪盗少年（後に「怪盗戦隊-A-」→「怪盗戦隊ヌスムンジャー」に改名）」のギタリストとして活動していたが、2020年6月に脱退。小松崎（現・コンプライアンス小松崎）は元「リアルパンプキン」の本間照との「ハッピーパンプキン」を経て、元「ヤングミセス」「チューバッカ―」「コブラナッツ」の関谷友美（関谷あるみ）と「花いちご（後に「ハナイチゴ」に改名）」を結成。
- あさり・かつお（立花あさり、土佐かつお）吉本興業
  - あさりは本名の「浅利哲也」として構成作家に転身[21]。かつおは職域ユニフォーム専門店「高知ユニフォームセンター」の代表取締役社長を務める傍ら、高知県のローカルタレントとして活動[22]。
- アジアン（隅田美保、馬場園梓）吉本興業
  - 隅田は女優、馬場園はピン芸人として活動。
- 足軽エンペラー（山里亮太、西田富男）吉本興業
  - 山里はピン芸人を経て元「西中サーキット」「山崎二宮」の山崎静代（しずちゃん）と「南海キャンディーズ」を結成、西田は引退[23]。
- あしゅら（大脇拓平、SAKU、ウ・キリュウ）よしもとクリエイティブ・エージェンシー
  - 「亜修羅」から改名[24]。大脇はピン芸人「グイグイ大脇」として活動[25]。SAKU（作井良太、現・サク。）は「フクロウ」や元「ツインゴリラ」「ワシントン」「かつかれ～」「古都ボーイズ」の萩原清輝（ピン芸人「おはぎマン」、現・はぎちゃん）との「花金バーナード」、元「顔色よろしわろし」「シャケ炒飯」の小前徹との「まぼろしのアレ」を経て[26]、解散後はピン芸人として活動[27]。ウはピン芸人・韓流MCとして活動[28]。
- 東京二・京太（東京二、東京太）
  - 「西菊二・若二」から改名。京二は妻で元「さえずり姉妹」の東笑子（京美佐子）との「東京二・笑子」や弟子の東たかし（現・結城たかし）との「東京二・たかし」、漫談家を経てたかしと「J・J京二・たかし」として再結成し、後に再度解散。京太は妻のゆめ子と「東京太・ゆめ子」を結成（2025年にゆめ子が心不全のため死去）。
- 東京丸・京平（東京丸、東京平）
  - 京丸は2021年1月30日に心不全のため死去[29]、京平は漫談家として活動。
- 東秀典・佑典（東秀典、東佑典）松竹芸能
  - 秀典は元「銀次・政二」の銀次（ピン芸人「タイヘイ銀次」）と「銀秀」を結成し、後に解散。佑典は「東ユースケ」の名で音楽家・ラジオパーソナリティとして活動。
- 東三田村（ウチクリ内倉、ロッキー）オフィス★怪人社
  - 内倉は俳優・ピン芸人として活動[30]。ロッキー（田口英明）はピン芸人を経て、後に妻となる元「虹組キララと研究生」、ピン芸人の虹組キララと「アムール」を結成[31]。
- アセチルサリチル酸（ゴスケ、SHiN）吉本興業
  - ゴスケはピン芸人として活動[32]。
- あっちこっち（深沢招広、白幡一穂）プロダクション人力舎
  - 深沢は元「シングスピール」の山本好一と「スマイルジャック」を結成し[33]、後に解散。白幡（現・白幡いちほ）は残間萌（ピン芸人「ざんまなえ」）との「裏庭コミックス」やピン芸人、元「WASABI」のおおたさゆり（フラポテおおた）との「ハネリスピカ（後に「少女ジャンプーズ」に改名）」を経て、解散後はタレント・歌手として活動。
- アッチャンズ（近藤夢、近藤六）オフィス北野
  - 共にピン芸人として活動[34][35]。
- アッパー8（ブッチー武者、水島びん）
  - ブッチーはピン芸人・俳優、水島（後に「水島敏照」に改名、現・水島敏）は漫談家として活動。
- あっぱれ!（ky、カマタツ）プロダクション人力舎
  - ky（川井洋平）はピン芸人「川井（後に「コネオ」→「コネオ・インターナショナル」に改名）」を経て引退。
- アッパレ倶楽部（渡部ダイシ、安藤ヒロキオ）ワタナベエンターテインメント
  - 渡部は元「ハッピーレシピ」「ケソケソ」、ピン芸人のあんじぇらとの「愛してマスカット」を経てピン芸人、安藤は俳優として活動。
- あっぱれ婦人会（木下あや、天野裕加里、モコちゃん）SMA HEET Project
  - 「大正ロマネチカ」から改名。木下はピン芸人「とんでもあや」として活動[36]、天野はちゃんともteaと「純喫茶・ウバ」を結成[37]。モコちゃん（橋本智子）は十天童子ドキ彦（虹岡誠）とのユニット「ドキ彦とモコ」を経てピン芸人として活動[38]。
- アップルパイン（みほ、もりまい）ホリプロ
  - みほは「大湯みほ」の名でタレント・ぬか漬けマイスター[39]、もりまい（森下まい）は読者モデルとして活動[40]。
- アナクロニスティック（長谷川巧貴、ホビー）プロダクション人力舎
  - ホビーはピン芸人を経て元「バオバブ」のげん（一時期「ゲンファインセンキュー」に改名）と「アカチャン（後に「ハンクス」に改名）」を結成し[41]、解散後は再度ピン芸人を経て引退[42]。長谷川も解散に伴い引退[43]。
- 兄貴会（ガンビーノ小林、ケン鶴見）オフィス北野
  - 小林はピン芸人、鶴見（鳩山来留夫、現・まっく赤坂見附）も元「侍ピーターパン」のケンタエリザベス3世（宮内建太）との「ヤチョウの会」を経てピン芸人として活動。
- アニマル梯団（おさる、コアラ）浅井企画
  - おさる（一時期「モンキッキー」に改名）はピン芸人・書家、コアラ（一時期「ハッピハッピー。」に改名）はタレント・実業家として活動。
- あばれヌンチャク（竹内幸輔、斎藤恭央）石井光三オフィス
  - 竹内は声優として活動していたが2022年6月8日に病気のため、斎藤は「桜塚やっくん」の名でピン芸人・俳優・歌手として活動していたが2013年10月5日に交通事故のため2人とも死去。
- アバンギャル'S（朝倉えつ子、西田たか子）プロダクションノータイトル→フリー
  - 西田はタレントとして活動、朝倉は引退[44]。
- アビリティモンキー（永井塁、後藤亮介）ホリプロコム
  - 後藤は元「ダルメシアン」の川口英之との「ボストンミルク（後に「ホタテーズ」に改名）」や元「パンダユナイテッド」の石井勇気・元「湘南デストラーデ」のナオ・デストラーデ（吉田尚）との「マイアミバスケットボールクラブ」（後にフリーを経て浅井企画に移籍）を経て引退[45]。永井は元「わたがし兄弟」の飯野裕太郎との「ナイーヴ」や元「少年ハリケーン」の塩沢啓太朗との「ベントナー」[46]、ゲルマニウム三世（舘野友憲）との「シモツケ」を経て[47]、解散後は栃木県を中心にピン芸人・ローカルタレントとして活動[48]。
- アボカドール（三条ユリーカ、大黒まりこ）石井光三オフィス
  - 三条は「yurica」の名でロックバンド「LAST MAY JAGUAR」のボーカル（2021年に活動休止）[49]、大黒はアカペラコーラスユニット「桜式部」のメンバーとして活動[50]。
- アボカドランドリ（難波麻人、桝本コージ、田中光）グレープカンパニー
  - 「マスモトコインロッカー」→「アボカドランドリー」から改名。難波と桝本はコンビ「キャラバン（「夕暮れヒーロー」から改名）」を結成するも、後に解散に伴い共に引退。桝本はYouTuber「ノビター」として活動[51]。田中はピン芸人「タナカダファミリア」を経て、漫画家との兼業芸人に転向（お見送り芸人しんいちとのユニット「田中上野」としても活動）。
- アホマイルド（坂本雅仁、高橋邦彦）よしもとクリエイティブ・エージェンシー
  - 坂本はタレント「アホマイルド坂本」、高橋（クニ）は構成作家として活動。
- あまえんB（kento fukaya、たわた）吉本興業
  - kento fuyakaはピン芸人、たわたは本名の「多和田上人」として吉本新喜劇で活動。
- 尼神インター（誠子、渚）吉本興業
  - 渚はピン芸人「ナ酒渚」、誠子は退社しフリーのピン芸人として活動[52]。
- 天の川（天野孝一、川井洋平）プロダクション人力舎
  - 川井（ky）は元「ニッコリスイング」の鎌田龍也（カマタツ）との「あっぱれ!」やピン芸人「川井（後に「コネオ」→「コネオ・インターナショナル」に改名）」を経て引退、天野は解散に伴い引退[53]。
- アミ・ボロロク・ホエ・デシェ・ジェテ・チャイ（学、アベディン）稲川素子事務所
  - 学は元「ビックウェー部」のウェルカム大助と「すっぽん大学」を結成、アベディンは俳優として活動。
- 雨上がり決死隊（宮迫博之、蛍原徹）吉本興業
  - 2019年に宮迫が闇営業問題で吉本興業を解雇されて以降、コンビとしては事実上の活動休止状態が続いていた。なお、解散後も蛍原は吉本に在籍。
- 雨ザラシ（根喜田拓也、岡田誠）SMA NEET Project
  - 根喜田は松井瀬己との「ライダースライダー」を経てピン芸人「ねぎたたくや」（元「ペパーミントの風に吹かれて」「幾三」「ワン・デシリットル」、ピン芸人の成田デシリットル（成田陽平）・元「リッチトランプ」、ピン芸人のアポロ奥村（奥村俊祐）とのトリオ「アポロズ」としても活動[54]）[55]、岡田（現・横一郎）も北村公男との「さわやか」を経てピン芸人として活動[56][57]。
- アメデオ（森枝天平、大川原篤史）プロダクション人力舎
  - 森枝（現・ガッテン森枝）は元「チャップメン」の加藤憲（ピン芸人「ケン・カトウ」）との「エレファントジョン」を経て構成作家として活動、大川原（現・おおかわら）は元「チャップメン」の野田祐介（現・アイアム野田）・浅沼達郎と「鬼ヶ島」を結成（後に浅沼が脱退し、元「CUBE」「シンガポールママ」の和田貴志（ピン芸人「和田戦車」、現・アイアム和田）が加入）。
- アメリカンコミックス（飯島翔平、鈴木祐介）サンミュージックプロダクション
  - 飯島は引退し、YouTuber・TikTokerとして活動の傍ら[58]、喜劇衆「ギガンティックシアター」に所属[59]。鈴木は元「カルマライン」の柳原聖（現・柳木ガリ）との「スペシャルワン」やピン芸人を経て、元「ニュージーズ」「ひみつスナイパー健」「シャドモン」「イカのおすしちゃん」、ピン芸人のふじこ・元「ラフネス」「一本槍」のりょうちゃん（中尾亮）と「素晴らしき人生」を結成し松竹芸能に移籍[60]。
- あめん（キューティー上木、よろこんで佐藤）ワタナベエンターテインメント
  - 上木（現・キューティーうえき）はピン芸人を経て元「クチタマ80」の河野将也（ロマンス河野、現・feat.こうの）と「上木恋愛研究所（後に「キューティーうえき feat.こうの」に改名）」を結成し浅井企画に移籍、佐藤はピン芸人を経て引退。
- 新谷のぼる・泉かおり（新谷のぼる、泉かおり）吉本興業
  - のぼるはコミックマジシャンとして活動。
- 荒波部屋（山根太正、茗荷貴史）松竹芸能
  - 山根（ヤマネヒロマサ）はバンド「MARSAS SOUND MACHINE」のギタリストを経てマネージャーに転身、茗荷は光國大輔（現・代走みつくに）との「ハンヘイレン」を経てピン芸人「みょーちゃん」として活動。
- アリtoキリギリス（石井正則、石塚義之）ホリプロ
  - 石井は俳優・タレント・ナレーターとして活動。石塚も俳優として活動し、後にホリプロを退社。
- アルカリ三世（坂本ちゃん、添野豪）浅井企画
  - 坂本ちゃんはピン芸人、添野は俳優として活動。
- アルト・タクト（千田アルト、好田タクト）ケーエープロダクション
  - アルトは本名の「右尾祐佑」として小宅雅司と「ベジタブル」を結成し、解散後は三味線奏者・漫談家として活動。タクトはピン芸人・指揮者として活動。
- アルファルファ（豊本明長、飯塚悟志）プロダクション人力舎
  - 「αルファ」から改名。後に元「プラスドライバー」の角田晃広が加入し、トリオ「東京03」となる。
- アレグレット（岡田真輝志、萬代育矢）よしもとクリエイティブ・エージェンシー
  - 岡田（現・真輝志）は元「えんぴつ消しゴム」の上田だう（上田純樹）との「きんめ鯛」を経てピン芸人、萬代も元「ドラッパ」、ピン芸人のリロイ太郎との「コロナクラウン」を経てピン芸人として活動[61]。
- アロハ（VITA、山貝菜美）よしもとクリエイティブ・エージェンシー
  - VITA（内藤紗弥花）は引退し、営業コンサルティング会社勤務を経てソーシャルエンターテイナー・講演家として活動[62][63]。山貝も引退している[64]。
- あんいーぶん（中村涼子、伊勢久乃）ワタナベエンターテインメント
  - 中村はピン芸人や元「ダイナマイトキャッツ」、ピン芸人の岩間よいことの「パルフェ」を経て、解散後はピン芸人・アーティストとして活動。伊勢は引退し、歌舞伎町のショーパブに勤務[65]。その後は横浜市内で居酒屋「Dragon Kitchen」（2020年閉店）[66]、カフェ「Pink Holiday Cafe」（2019年閉店）[67]、アメリカンダイナー「Sunrise Town Cafe」（後に閉店）をオープン[68]。
- アンコウズ（アビコタツヤ、辻本まるお、とみやん）ライジング・アップ
  - アビコはピン芸人として活動[69]。辻本は引退し、YouTube作家に転身[70]。とみやん（富田瑞基）は元「ノオト」の岩永ヨシヒト（現・岩永いわな）と「さんぽ」を結成[71]。
- ANZEN漫才（みやぞん、あらぽん）浅井企画
  - あらぽんはピン芸人、みやぞんは退所しフリーのピン芸人として活動[72]。
- アンチエイジ（徳泉信一、阿部洋佑）よしもとクリエイティブ・エージェンシー
  - 徳泉はピン芸人「アンチエイジ徳泉」として活動。阿部（アベヨースケ）は宮内勇輝との「ジャンクシネマ」や元「空集合」の泉敬文（現・ビショぬれチンパンジー）との「ライズマンショー」、ピン芸人を経てYouTuber・TikTokerとして活動。
- アンディ（江原正洋、西野裕之）吉本興業
  - 江原は元「チャリパンク。」の菅沼史生との「ロングフリーズ」を経て、ピン芸人「エハラマサヒロ」として活動。
- アンとニオ（吉富省吾、市川賢）よしもとクリエイティブ・エージェンシー
  - 吉富はピン芸人「吉富Aボタン」を経て、本名に戻し元「ジャンピングニー」の山崎直人（後に「キヨちゃんぽん」に改名、現・長崎亭キヨちゃんぽん）と「ハチキーズ」を結成し、解散後は再度ピン芸人を経て作家として活動。
- アントニオ（武田豊彦、宮下聖史）松竹芸能
  - 「ファインスタント」から改名[73]。宮下は元「2年9組」「青くじら」の矢野良平と「チューインガム」を結成し、後に解散[74]。
- アンドロイド（翔大、おかじ）吉本興業
  - 翔大はピン芸人「二山しょう（後に「風ノ翔馬」に改名）」として活動。
- アントワネット（山口いく、小澤優人）ワタナベエンターテインメント
  - 山口（現・生田いく）は元「カルマライン」「スペシャルワン」の柳原聖（現・柳木ガリ）と「デンコーセッカ」を結成、小澤（現・ざわおオンザマイク）は車太郎とのユニット「ブレード・ランナー」や元「ブラットピーク」「合わせみそ」のモンキー・DH・カワタ（河田祥子）とのユニット「カワタとざわお」を経てピン芸人として活動[75][76]。
- アンバランス（黒川忠文、山本英治）ぱれっと→太田プロダクション
  - 黒川はピン芸人「アンバランス黒川」として活動、山本は引退[77]。
- あんぺあ（ようへい、青木竜也）サンミュージックプロダクション
  - 「トーマーラン」→「アンペア」から改名[78]。ようへい（安部洋平）は元「フィフティーカーニバル」「ビーワンサン」「テリヤキキャンディー」の安川亮介との「ドラピンポン」を経てピン芸人として活動[79]。青木は引退し、「青木たつや」の名でイベントMC・謎解き製作者・プランナーとして活動[80]。
- アンリミテッドプリパレーション（黒澤慶、樋口達也）吉本興業
  - 黒澤（現・黒澤助監督）はピン芸人「くろさワールド」や元「ブルタルト」の佐々木スクイズ（佐々木啓太）との「ササクロ」を経て再度ピン芸人として活動、樋口（現・ひぐちたつや）はピン芸人「ひぐたつ」を経て元「ユーモア軍団」「ゲイボルグ」の渡辺伝説と「ファイナルセピア」を結成。

### い
- イアソン（石川槙二、西山佳樹）松竹芸能
  - 石川は講談師「山岡竜馬」として活動。西山は元「豚あわび」の中平真司（現・チュンちゃん）と「中臣タイル」を結成し、後に解散。
- いい塩梅（松村祥維、久保田星希）SMA HEET Project
  - 松村は元「安全ナイフ」「ロメロ」「バーニーズ」の細田祥平と「ひつじねいり」を結成し、マセキ芸能社に移籍。久保田は元「びびり丸」の荒川綾美・竹田舞との「あはは」を経て（浅井企画所属）、元「カンパーニュ」「ない」「幸せのトナリ」の飯塚高太郎と「みすも堂」を結成し太田プロダクションに移籍（飯塚は「カンパーニュ」時代の相方）[81]。
- イー☆リャン（イー、リャン）オフィス北野
  - イー（現・イーちゃん）はピン芸人を経て、元ピン芸人のゆみみ（現・サラマンダーゆみみ）と「中谷小雪（後に「マリア」に改名）」を結成。
- Yes-man（越田裕、村山武蔵）トゥインクル・コーポレーション
  - 共にピン芸人として活動（越田は後に「越田You」に改名[82]）。
- YELLOWww（FFヤスエダ、石塚審判）吉本興業
  - 「YELLOW」から改名[83]。ヤスエダはピン芸人・YouTuber、石塚もピン芸人として活動。
- 庵。（ボギー、英哲）慈プロダクション→ライトハウス
  - ボギーはピン芸人「ジョーク東郷」として活動。英哲はピン芸人「エイテツ」を経て元「うえはまだ」「すっきりソング」、ピン芸人の植田マコトと「はぐれ超人」を結成し、後に解散。
- 粋なり（鈴木達也、大輪貴史）ケイダッシュステージ
  - 鈴木は「鈴木ちるど」の名でコントグループ「夜ふかしの会」のメンバーとして活動していたが、2011年に脱退。大輪はピン芸人「大輪教授」を経て引退し、構成作家に転身。
- いきるゆうき（石倉竜馬、小野大樹）プロダクション人力舎
  - 「イシクラノオノ」から改名。石倉はピン芸人「あと1年」を経て引退、小野は元「ザンゼンジ」の武田裕司と「キズナ」を結成。
- いけないパラダイス（稲嶺夏希、與那覇直也、永留博昭）げんしじん事務所
  - 稲嶺が脱退しコンビとなるも、後に解散。與那覇は元「レム色」、ピン芸人のぐたく（唐沢拓磨）との「ピンクノイズ」やピン芸人「ヨナ」を経て引退し、現在は海遊びガイドとして活動[84]。稲嶺はピン芸人「ヤンバルマン」として活動[85]、永留はピン芸人「スターライト永留」を経て元「レム色」、ピン芸人のぐたく（唐沢拓磨）と「バースデーパーティーズ」を結成[86]。
- 123☆45（イズミ、ヨーコ）山中企画→フリー→グレープカンパニー→フリー→TWIN PLANET
  - 2015年に一度解散の際、イズミはピン芸人「いずみっくす」、ヨーコはダンサーとして活動。その後2019年に再結成するも、2023年に再度解散。イズミは夫で元「スタンデライオン」「ハッピーエンド」のゆずき（山本譲城、ゆずきヶ島）とのユニット「マウンテンブック」として活動[87]。
- イタイモンク（リョウマエダ、松尾みりあ）プロダクション人力舎
  - 共にピン芸人として活動（松尾は後に「松尾美梨椏」に改名）。
- 市川塾（荒木大地、小門建太郎）吉本興業
  - 小門（現・コカドケンタロウ）は元「レトロマニア」の吉良博之・元「デモしかし」の高山和也（新塾ドラゴン、ドラゴン高山、現・コウカズヤ）との「サタディサンディ（後に「ジャムパン」→「ギャルソンズ」に改名）」を経て、元「3児」の中岡創一と「ロッチ」を結成しワタナベエンターテインメントに移籍。
- 市原（市川源一郎、原田英樹）札幌吉本→よしもとクリエイティブ・エージェンシー
  - 原田は松尾竜治との「それがいい」を経て[88]、現在は浅草で古着屋「ROUND UP」を経営[89]。
- いちはる（小林一恵、渡部千春）マセキ芸能社
  - 小林（一時期「コバヤシ」に改名）は「キスキス・パンパン」やピン芸人を経て引退し、舞台俳優に転身。渡部は「ボナペティ」や十枝内重昭（トシナイさん）との「タボン」、ピン芸人「ナブタン」を経て引退。
- いちばんのり!（かねきよ勝則、はぜき信一）太田プロダクション
  - かねきよは元「やまうば」の石沢勤と「新宿カウボーイ」を結成、はぜきはピン芸人「乾き亭げそ太郎」として活動。
- イナズマライン（ま〜し〜、りゅういち）マセキ芸能社→浅井企画
  - 「寒中水泳」から改名。ま〜し〜は作家に転身、りゅういちは引退[90]。
- イヌがニャーと泣いた日（たいがぁー、わかやまZ、山畑祐介、羽山良太、山内千代文、宿野部隆之）イヌがニャーと泣いた日プロジェクト→SMA NEET Project
  - たいがぁー（平井博、現・たいがー・りー）は元「チュウシングラ」の天野康範（カタパット、現・肩パット）・元「ピルピル」、ピン芸人の北村洋平（喜多村羊、現・コールユーブンゲン）と「ガシャーン（後に「ガシャァン」に改名）」を結成し、芸術家としても活動。山内は2004年に脱退し、構成作家「山内チヨプミ」として活動の傍ら、元「ノボりん's」「ハクジン」「暗黒教団」の京都チョム加藤（ピン芸人「グワン・バン・チョム加藤」）とのコンビ「THEE 日本一ーズ」や伏見不二雄とのコンビ「金華山」としても活動[91][92]。わかやまZ（中岸幸雄）は引退し、現在は林業に従事[93]。宿野部は2004年に脱退し、現在はフォトグラファーとして活動[94]。
- 犬の心（押見泰憲、いけや賢二）吉本興業
  - 共にピン芸人として活動（押見は「押見トランス」→「おしみんまる」に改名）。
- 井下好井（井下大活躍、好井まさお）吉本興業
  - 共にピン芸人として活動[95]。
- イブンカ（小橋川隆太、松間雄亮、プ・テジュ）よしもとクリエイティブ・エージェンシー
  - 小橋川と松間はコンビ「ジュゴン」を結成するも、後に解散。小橋川は引退[96]、松間（現・松間サタデー）は元「プリンストン」「キラキラ関係」のななえと「スロッピ」を結成[97]。プ（後に「オッパ」に改名）は元「ウリ」「ジャリアン」のイ・ウンジとの「コリアンモンスター」を経て引退し、現在は千日前で韓国料理店「Korean Kitchen スルバム」を経営[98]。
- イベリコ（伊ヶ﨑恵、前田明広）プロダクション人力舎
  - 伊ヶ﨑はピン芸人「いかちゃん」として活動、前田は引退[99]。
- IMASOKARI（仲上昌宏、池内祐介）福岡吉本
  - 池内は元「スポット」の平川高志との「クッキーズ」やピン芸人を経て、元「ドッペル」、ピン芸人の中川どっぺると「メガモッツ」を結成。
- 伊村製作所（吉村卓也、伊藤直人）アミューズ
  - 吉村は俳優・タレント・脚本家として活動し、後に事務所を退社。伊藤は引退し、中京テレビ放送のディレクターに転身[100]。
- インディゴ（近藤裕希、りゅーじ）よしもとクリエイティブ・エージェンシー
  - りゅーじ（小浜隆次）は元「えんにち」、ピン芸人のアイパー滝沢との「チャッピー。」を経て元「ガッチャ」「サヨナラダンス」「シンガリ」の四角（滝野元気）と「ゴング」を結成[101]、近藤は引退。
- インデペンデンスデイ（久保田剛史、内藤正浩）どっかんプロ→浅井企画
  - 久保田は2023年4月18日に体調不良の悪化のため死去[102]、内藤はピン芸人「ないとうまさひろ」を経て引退[103]。事実上の解散。
- インパクト（増本庄一郎、石原健次、高野信宏）吉本興業
  - 増本は俳優・脚本家・監督、石原は放送作家として活動。

### う
- ヴィスタ（中込康次郎、松本卓也）フリー→時田301
  - 「当たって砕けろ」から改名。中込は元「都営2号」の小比賀大介・小宮篤志と「ランナァズハイ」を結成（後に小宮が脱退し、コンビ「すがお」となるも解散）、松本は映画監督として活動。
- With T（岸田健作、小笠原秀春）田辺エージェンシー
  - 岸田は歌手・タレントとして活動。
- ういろうプリン（内間一彰、丸山雄史）プロダクション人力舎
  - 「ブルーセレブ」から改名。内間は元「敏感ファイル」の柘植達大（ゲーツー、現・つげ）と「うちまつげ」を結成[104]。丸山は引退し、プロ雀士に転身[105]。
- ヴィンテージ（武井俊祐、大赤見展彦）BlowWind→ニュースタッフプロダクション→フリー→太田プロダクション
  - 武井はピン芸人「武井ドンゲバビー」として活動し、後に事務所を退社。大赤見（現・大赤見ノヴ）は元「フィットネス」「マッドドックス」「ザ・マルチ」「バンビライオン」「ジェットカンフル」の吉田一人（後に「吉田かずと」に改名、現・吉田猛々）と「ナナフシギ」を結成。
- ウェイウェイズ（チバユウシ、伊倉雄）どっかんプロ
  - チバはタレント・イベントMC・ラジオパーソナリティとして活動し、後に事務所を退社[106]。伊倉は「伊倉ゆう」の名でピン芸人・タレントとして活動。
- 上木総合研究所（Dr.上木、ベイビー谷本）ワタナベエンターテインメント
  - 上木（現・キューティーうえき）はピン芸人「キューティー上木」や元「ア・テンション」「ひょろりんず」、ピン芸人のよろこんで佐藤との「あめん」を経て、元「クチタマ80」の河野将也（ロマンス河野、現・feat.こうの）と「上木恋愛研究所（後に「キューティーうえき feat.こうの」に改名）」を結成し浅井企画に移籍。谷本は元「ぽぽげ」の小竹愛子（ラブ子、現・水戸とみ）との「ラブリーミント」やピン芸人を経て引退。
- うえはまだ（植田誠、浜田政芳）マセキ芸能社→ソニー・ミュージックアーティスツ
  - 「テンカウント」から改名。植田はピン芸人「植田マコト」を経て元「詩人歌人」の本田まさゆき・枡野浩一と「詩人歌人と植田マコト」を結成（後に枡野が脱退し、コンビ「すっきりソング」となるも解散）。その後は元「庵。」の英哲（現・エイテツ）との「はぐれ超人」や元「シェイカーズ」「ノコギリクワガタ」「ルーシー」「ぼーなすとらっく」「わくわく会議室」「まめのき」の木村直博との「やわらかい服（後に「ひざげり小僧」に改名）」を経て[107]、元「牛肉オレンヂ」「キラッキラーズ」「ザ・マルチ」「豆フル金フル」「まめのき」、ピン芸人のジャック豆山（松山真悟）・元「お団子まんじゅう」の古澤（古澤光弘）と「シャトーMK（後に「シャトー」に改名）」を結成[108]。浜田は解散に伴い引退[109]。
- ウォーリーズジャパン（シークエンスはやとも、金城めくるくん、りゅうたろう）吉本興業
  - りゅうたろうが脱退し[110]、コンビ「ポンゴ」となる。
- うがじん（どくろ団、大木ゆう作、ごめんねキヨシ）吉本興業
  - どくろ団（内海仁志、一時期「カートヤング」に改名）はピン芸人として活動[111]、ごめんねキヨシ（海東清）はセラピストに転身[112]。ゆう作は大木しゅん作と「優駿（「大木しゅん作・ゆう作」から改名）」を再結成し、後に再度解散。
- ウキョウ（サノライブ、一ノ瀬翔）フリー→K-PRO
  - サノはピン芸人として活動（後に太田プロダクションに移籍）、一ノ瀬は引退[113]。
- 浮世絵師（ユウスケ・黄帝液。、坂爪・ラゴハムニダ、ケンスケデリカット）浅井企画
  - 解散後は2012年12月より西五反田でレストラン「びすとろ もちゴリラ」を3人で経営していたが[114]、2015年9月に閉店[115]。
- 浮世亭柳平・とん平（浮世亭柳平、浮世亭とん平）松竹芸能
  - 柳平は1969年5月22日に胃癌のため死去。とん平は海乃ワカメとのコンビや俳優、「蝶々新芸スクール」講師を経て[116]、1996年より「関西演芸協会」の副会長を務める。
- うしろシティ（阿諏訪泰義、金子学）松竹芸能
  - 阿諏訪は退所し、個人事務所「合同会社あすわコーポレーション」を設立[117]。金子はピン芸人として活動[118]。
- うすくら屋（シュースケ、コロスケ）三木プロダクション→フリー
  - 「ザ・うすくら〜ず」から改名[119]。シュースケはピン芸人「シュースケ・ヘラクレスオオカブト」を経て引退[120]、コロスケも解散に伴い引退[121]。
- うずまき（松村一平、南條庄祐）よしもとクリエイティブ・エージェンシー
  - 南條（パイナポー南條、現・南條庄助）は元「バルチック艦隊」の三島達矢（ライチ三島）・佐野サスケ（佐野祐介、ピン芸人「サスケ」）と「ガンセキオープン」を結成（後に佐野が脱退し、コンビ「ドロスス（後に「みなみのしま」→「すゑひろがりず」に改名）」となる）。松村は大西博之との「ハンチング」や元「カウンターパンチ」「三羽烏」「暁」の日比直博（現・ヒビナオヒロ）との「ニューポップスオーケストラ」を経て[122][123]、現在は「株式会社アプネット」の代表取締役としてアイドルプロデュースを行なっている。
- 卯月（林田洋平、酒井尚、木場知徳）プロダクション人力舎
  - 木場（現・木場事変）は元「ゆうけんず」「コイウタ」の田口優斗と「大仰天」、林田と酒井（現・酒井貴士）はコンビ「ザ・マミィ」を結成。
- ウドントミカン（ウドンケン、ミカンくん）松竹芸能
  - ミカンくん（石井伴哉）はピン芸人「石井ミカン」[124]、ウドンケン（川井雅視）は退所し「まっしーうどん」の名でフリーのピン芸人・YouTuberとして活動[125]。
- 海原お浜・小浜（海原お浜、海原小浜）松竹芸能→ケーエープロダクション
  - 「ハッピー姉妹」→「愛国お浜・小浜」→「さざ波お浜・小浜」から改名。お浜は引退し守口市で家具屋を経営していたが、1994年に死去。小浜はタレント・司会者として活動していたが、2015年12月24日に死去。
- 海原かける・めぐる（海原かける、海原めぐる）ケーエープロダクション→吉本興業
  - めぐるは「池乃めだか」の名で吉本新喜劇で活動、かけるは引退。海原やすよ・海原ともこ（海原やすよ ともこ）の実父。
- 海原さおり・しおり（海原さおり、海原しおり）ケーエープロダクション→フリー→よしもとクリエイティブ・エージェンシー
  - しおりは2014年1月3日に脳腫瘍のため死去。
- 海原千里・万里（海原千里、海原万里）ケーエープロダクション
  - 千里（上沼恵美子）はタレントとして活動。
- UBU（のりまん松本、永松しのぶ）ホリプロ
  - 松本はタレントとして活動、永松は芸能事務所「オリオンズベルト」を設立。
- ウラカン・ラナ（筏津龍人、福田隆幸）吉本興業
  - 筏津は元「マイネームイズ」「GOBUGOBU」「赤いタンバリン」の柳沢寛雄（後に「柳沢寛々」に改名、現・カンカン）との「浜風キッド」を経て、ブロガー「イカ」として活動（ブロガーグループ「酒場ナビ」のメンバーとしても活動）[126]。
- 裏庭コミックス（白幡一穂、残間萌）プロダクション人力舎
  - 白幡（現・白幡いちほ）はピン芸人や元「WASABI」のおおたさゆり（フラポテおおた）との「ハネリスピカ（後に「少女ジャンプーズ」に改名）」を経てタレント・歌手として活動、残間は引退[127]。
- ウルトラトウフ（マリッジスターこうもと、カモシダせぶん）松竹芸能
  - こうもとはピン芸人として活動、カモシダはピン芸人を経て元「モンツキはかま」、ピン芸人のオオトウ（大藤顕人）と「ヴァヴァ（後に「デンドロビーム」に改名）」を結成[128]。

### え
- HTH（竹下浩貴、廣石岳俊）松竹芸能
  - 竹下はピン芸人「竹下ポップ」として活動。
- 8ボール（並木伸之、竹川幸弘）フリー
  - 並木は元「大江戸FC」「エマ」の佐々木しょうた（ピン芸人「佐々木ショータ」、現・すしささき。）と「パリス」を結成し（佐々木は「大江戸FC」時代の相方）、後に解散。竹川は元「ヤンクラブ」の河野誠也（現・こうちゃん丸）と「ゑびすナンバー」を結成し、後に解散。
- エーデルワイス（門田樹、稲田大三）浅井企画
  - 「グリーングリーン」から改名。門田は元「百楽門」「キノミキノママ」の松下社長（松下秀司）と「えふ」を結成し[129]、映画監督としても活動[130]。
- ABブラザーズ（中山秀征、松野大介）渡辺プロダクション
  - 中山はタレント、松野は大森竜太との「大森君と松野君」を経て小説家として活動。事実上の自然消滅。
- Aランチ（高橋和之、萩原圭介）ホリプロコム
  - 高橋はピン芸人「ハッポゥくん（後に「できたくん」に改名）」として活動の傍ら、舞台美術制作家「高橋工房」としても活動。
- エクステンション（タマヨセ、ペレ）よしもとクリエイティブ・エージェンシー
  - タマヨセは本名の「玉代勢直」として堀川剛（現・剛くん）と「オリオンリーグ」を結成[131]、ペレはピン芸人「ペレ草田」として活動。
- エコギャング（馬王、仲根圭祐）ソニー・ミュージックアーティスツ
  - 馬王（有間勇太、現・馬王。）はピン芸人やメトロポリちゃんVとの「うまめせん」[132]、再度ピン芸人を経て元「ネンチャクパンチ」「18KIN」、ピン芸人の今泉（今泉稔）と「うまいずみ。」を結成[133]。仲根はピン芸人「ジャンボ仲根Jr.」を経て元「エンジョイワ→クス」の吉沢東馬（吉澤崇）と「ジャンピオン」を結成し、後に解散[134]。
- SF世紀宇宙の子（芝山大輔、フワちゃん）ワタナベエンターテインメント
  - 芝山は構成作家、フワちゃん（不破遥香）はYouTuber・タレントとして活動。
- エスカロップ（石塚秀俊、高橋且征）吉本興業
  - 石塚はピン芸人「サイクロンZ」として活動、高橋は元ピン芸人のしげると「ポケットパラダイス」を結成（SMA HEET Projectを経てビッグワールドに移籍）[135]。
- エネルギー（森一弥、平子悟）浅井企画
  - 共にタレントとして活動[136][137]。
- F2（伊豆田なつみ、鈴川絢子） よしもとクリエイティブ・エージェンシー
  - 鈴川はピン芸人として活動。
- エマ（渡辺博基、すし佐々木）よしもとクリエイティブ・エージェンシー
  - 渡辺（現・渡辺銀次）はピン芸人「○○渡辺」を経て、元「デビルポメラニアン」の小橋共作と「news38（後に「ドンデコルテ」に改名）」を結成。佐々木（佐々木大当り）は元「シルキーライン」の広田康人との「おりはべり」を経て（後にTAPに移籍）、ピン芸人「すしささき。」として活動[138]。
- エリートヤンキー（西島永悟、橘実）よしもとクリエイティブ・エージェンシー
  - 西島はピン芸人を経て元「ガッチャ」「サヨナラダンス」の滝野元気（現・四角）と「シンガリ」を結成し、後に解散。橘はピン芸人「みのるチャチャチャ♪」として活動。
- L・ジャクソン（佐々木崇博、大野文弥）吉本興業
  - 佐々木は元「阿弥陀如来チョップスティックス」「モンローズ」の八木崇と「うるとらブギーズ」を結成。大野は元「SNG」の小林旭との「かんがるー」を経て[139]、ピン芸人「ふーみん」として活動（オスカープロモーション、タッチアップエンターテインメントを経てフリーで活動）[140]。
- エレキグラム（天満国男、後藤輝基）吉本興業
  - 「後藤・天満」から改名。後藤は元「ドレス」の岩尾望と「フットボールアワー」を結成、天満は引退。
- エレファンツ（野崎竜海、舛方一真、兵庫祐樹、福山宗佐士、大江すぐる）よしもとクリエイティブ・エージェンシー
  - 野崎はピン芸人を経て引退[141]。舛方は元「ネハン」「ビーチサンダル」の高見良と「ますかた・たかみ（「舛方・高見」から改名）」を再結成し、再度解散後は元「ザ・カオス」「東京定食」、ピン芸人のさんきゅう倉田との「ロカカカ」を経てピン芸人「ますかた一真」として活動[142][143]。福山は俳優「フクヤマムサシ」[144]、兵庫はピン芸人・心理カウンセラーとして活動[145]。大江は「立川談洲」として落語家に転身。
- エレファントジョン（加藤憲、ガッテン森枝）プロダクション人力舎
  - 加藤はピン芸人「ケン・カトウ」や元「麦芽」の鈴木奈都との「ムーンライト（後に「世田谷フレンズ」に改名）」、元「スペースラジオ」「アウェイ部」「トブ電波。」の岡村嘉顕との「御神木（後に「めろんとばくだん」に改名）」、元「キュンキュンパフェ」「雷ZINちゃん」の稲垣社長・中垣塾長との「キングヴィオラ」を経て、解散後はピン芸人・リングアナウンサー・実演販売士として活動。森枝は構成作家に転向。
- エレベーターマンション（大塚甲喜、大河壮太）よしもとクリエイティブ・エージェンシー
  - 2009年に一度解散し2010年に再結成するも、2016年に再度解散。大塚は引退[146]、大河はピン芸人「お野菜太郎」として活動[147]。
- エンジョイワ→クス（関口達也、吉澤崇）ソニー・ミュージックアーティスツ
  - 吉澤（吉沢東馬）は元「エコギャング」、ピン芸人のジャンボ仲根Jr.（仲根圭祐）と「ジャンピオン」を結成し、後に解散[134]。
- えんにち（アイパー滝沢、望月リョーマ）よしもとクリエイティブ・エージェンシー
  - 滝沢はピン芸人や元「ブルースタンダード」「トンファー」「インディゴ」のりゅーじ（小浜隆次）との「チャッピー。」を経て、解散後は再度ピン芸人として活動。望月（望月遼馬）は引退し、会社員に転身。
- えんぴつ消しゴム（上田純樹、奥村篤）よしもとクリエイティブ・エージェンシー
  - 上田（後に「上田だう」に改名）は元「アレグレット」の岡田真輝志（現・真輝志）と「きんめ鯛」を結成し、後に解散に伴い引退。奥村（奥村アツシ）はまおりーたとの「ドキドキ」やピン芸人「あずき坊主」を経て[148]、元「サミング」「そらみつ」のポゥポゥくん（太田耕平、ピン芸人「ヤーマン亭ポゥポゥ」）・元「鶴と松」、ピン芸人のボマちゃん（松田慶太）と「大乱ポゥ!ボマッシュブラ坊主!」を結成[149]。

### お
- オオイチョウ（中村圭之介、めっちゃ細田）よしもとクリエイティブ・エージェンシー
  - 「小褄取り」→「こずまとり」から改名。2013年に一度解散し2014年に再結成するも、2018年に再度解散。細田はピン芸人「めっちゃ」として活動、中村は引退[150]。
- 大阪キッズ（藤田茂明、寺田和信）松竹芸能→よしもとクリエイティブ・エージェンシー
  - 藤田はピン芸人「大阪キッズ藤田（後に「藤田兄さん」に改名）」として活動[151]、寺田は引退[152]。
- 大阪シスターズ（竹内都子、清水よし子、田中尚子）石井光三オフィス
  - 田中が脱退し、コンビ「ピンクの電話」となる。
- 大阪笑ルーム（神田雄介、歌正二→中浩二）吉本興業
- 大瀬ゆめじ・うたじ（大瀬ゆめじ、大瀬うたじ）
  - ゆめじはピン芸人として活動していたが、2023年11月26日に慢性腎不全・急性心不全のため死去[153]。うたじはピン芸人を経て元「東京二・たかし」の結城たかし・元「大空遊平・泳平」「大空遊平・かほり」の大空遊平と「トリオザキュースケ」を結成し[154]、解散後は再度ピン芸人として活動していたが、2024年7月6日に脳幹出血のため死去[155]。
- 大空テント・幸つくる（大空テント、幸つくる）吉本興業→松竹芸能
  - テントはヤマトとの「ざっと31」を経て漫談家として活動していたが、2016年9月27日に交通事故のため死去。幸は「中田八作」の名で草井毛平（マットーヤ毛平）との「毛平と八作」を経て、漫談家「中田はっさく」として活動。
- 大空はるか・かなた（大空はるか、大空かなた）
  - はるかは司会業を経て漫談家「ケーシー高峰」として活動していたが、2019年4月8日に肺気腫のため死去。かなた（青空あきお）は青空はるおとの「青空はるお・あきお」を経て俳優「横山あきお」として活動していたが、2014年6月20日に肺炎のため死去。
- 大空遊平・かほり（大空遊平、大空かほり）マセキ芸能社
  - 「大空遊平・大海かほり」から改名。遊平は元「東京二・たかし」の結城たかし・元「大瀬ゆめじ・うたじ」の大瀬うたじとの「トリオザキュースケ」やたかしとの「ふるさとコンビ」を経て[154][156]、解散後は漫談家として活動[157]。
- 鳳らん太・ゆう太（鳳らん太、鳳ゆう太）
  - らん太は鳳みい子との「鳳らん太・みい子」を経て猿まわしとして活動。
- Over Drive（石野敦士、緒方雅史）松竹芸能
  - 石野は俳優、緒方（一時期「Over Drive緒方」→「オキャディー」に改名）はピン芸人として活動。
- おーばんず（おぎの香、葵ひさ）シンクバンク
- オープンスペース（砂金秀明、高橋亮介）よしもとクリエイティブ・エージェンシー
  - 砂金は元「パリコレ」「バース」の中村亮介との「べル」を経て元「トランスポート」の佐々木光（ピン芸人「光光光」）と「いななき」を結成し、後に解散。高橋は元「くろあり」の修人（佐藤修人）・元「ハンマミーヤ」の犬塚祐大（現・犬塚大冒険）との「サンニンスペシャル」を経て修人とコンビ「タンデムクイーン」を結成し、後に解散。
- 大森君と松野君（大森竜太、松野大介）渡辺プロダクション
  - 松野は小説家として活動。
- オールディーズ（木村祐一、栩野進）吉本興業
  - 木村はピン芸人・タレント・放送作家として活動、栩野は自身の不祥事により引退。
- 大脇里村ゼミナール（大脇拓平、里村仁志）よしもとクリエイティブ・エージェンシー
  - 大脇（一時期「ダイナミック大脇」に改名）はピン芸人やSAKU（作井良太、現・サク。）・元ピン芸人のウ・キリュウとの「亜修羅（後に「あしゅら」に改名）」を経て[24]、解散後は再度ピン芸人「グイグイ大脇」として活動[25]。里村は構成作家・放送作家・漫才作家として活動[158]。
- おかわり（大葉かやろう、八つ橋てまり）ビクター・ミュージックアーツ
  - 「かやろうとてまり」→「かやろうとてまりん」→「金星と木星」から改名[159]。共に活動は続ける（大葉は俳優としても活動[160]）。
- おきゃんぴー（中野麻里子、阿本真亜子）太田プロダクション
  - 中野は引退し、扶桑社に入社。その後はイベント司会者・ライター・漫画家として活動の傍ら[161]、長井秀和プロデュースによる歌唱グループ「marvelous4」のメンバーとしても活動[162]。阿本（橋本雅子）は女優・タレントを経て引退し[163]、現在は呼吸法インストラクター・ちぎり絵作家として活動[164]。
- お先にどうぞ（永島知洋、山下サトシ）ソニー・ミュージックアーティスツ
  - 「ジャンファンカ」から改名。永島はピン芸人・タレント、山下は舞台演出家として活動。
- オジンオズボーン（篠宮暁、高松新一）松竹芸能
  - 「篠宮高松」→「アクアシップ」から改名。篠宮はピン芸人「オジンオズボーン篠宮暁」として活動、高松は引退。
- オセロ（中島知子、松嶋尚美）松竹芸能→松竹芸能、ステッカー
  - 松嶋はタレント、中島は大分県を中心にローカルタレントとして活動。
- おたまじゃくし（中西亮太、ほりおしんのすけ）吉本興業
  - 中西はピン芸人「おたまじゃくし中西」として活動、ほりお（現・ほりお）は元「ねぐらもぐら」「ぎんじ」「キャタピラーズ」のさかもと（坂本悠輔、ピン芸人「さかもと小僧」）と「おもち（後に「春すけ」→「しゅんすけ」に改名）」を結成[165]。
- 御茶ノ水男子（おもしろ佐藤、しいはしジャスタウェイ）吉本興業
  - 共にピン芸人として活動（佐藤は後に「佐藤ピリオド.」に改名[166]）[167]。
- おとぎばなし（花里茂晴、吉田治加）プロダクション人力舎
  - 共に引退[168]。
- 男同志（江頭秀晴、今田景一）大川興業
  - 江頭はピン芸人「江頭2:50」、今田も「コンタキンテ（コンタ・リー）」の名でピン芸人・俳優として活動[169]。
- おともだち（ひろたあきら、たかぴん）吉本興業
  - ひろたはピン芸人・絵本作家として活動[170]。たかぴんはピン芸人「たかぴんア・ラ・モード☆」を経て元「春夏秋冬」、ピン芸人のむとパン（武藤光司）・元「かぼちゃのパンプキン」のたんちゃん。と「ピンタンパン」を結成するも、2021年に脱退[171]。その後は再度ピン芸人を経て元「プレオープン」「男性介護士」の内田うっちーと「ぷにぷにモンスターズ」を結成し、後に解散[172]。
- オドるキネマ（鈴木バイダン、南）吉本興業
  - 鈴木はピン芸人、南は退社しYouTuber「ニートと居候とたかさき」のメンバーとして活動[173]。
- おはよう。（芦澤和哉、功力富士彦）吉本興業
  - 芦澤はピン芸人、功刀もピン芸人「富士彦」として活動。
- おふくろの味（安達康子、神楽美希）石井光三オフィス
  - 安達はピン芸人「代官山ボノ」を経て元「セーフティ番頭」の三島裕一（現・ハッピーマックスみしま）と「ミラクルパワーズ」を結成し、後に解散[174]。
- おべんとばこ（中川浩太、オオハシ）マセキ芸能社
  - 中川（現・おべんとばこ中川）はピン芸人「おべんとばこ」を経て元「スタンダップコーギー」の奥村うどん（奥村智幸）と「オンリー2」を再結成[175]、オオハシ（大橋秀人）は引退[176]。
- オリトリー（ORIE、白鳥久美子）ホリプロ
  - 「南風」から改名。ORIEはピン芸人として活動（後にサンミュージックプロダクションに移籍）、白鳥は元ピン芸人の川村エミコと「たんぽぽ」を結成。
- 俺のバカ（プチ鹿島、バカ野坂）大川興業
  - 鹿島はピン芸人・コラムニスト・映画監督として活動、野坂は引退[177]。
- オレンジジュース（前田武伸、村上靖明）プロダクション人力舎
  - 前田は元「ラムシャンプー」の池田貴彦と「オレンジシャンプー」を結成し、後に解散。村上は「ピンクパンダ」を結成[178]。
- オレンジパッション（生、赤江謙一→花）渡辺プロダクション→サンミュージックプロダクション
  - 「楽天ボウズ」→「楽天」から改名。生（梅沢佳一）はピン芸人「世界のうめざわ」、赤江はデザイナー・ラジオパーソナリティ・俳優を経てコンビ「Wリンダ」を再結成。花（花増顕）はピン芸人「花満開」として活動。
- お笑いキング&クィーン（古墳パンチ、吉田ぶきみ）吉本興業
  - パンチは「パンチユーホー（パンチUFO）」の名でピン芸人・俳優を経て引退し、僧侶に転身。
- お笑いサラダ（水野宗徳、毛利祐三）太田プロダクション
  - 水野は放送作家・脚本家・小説家として活動[179]。
- お笑い番長（たいぞう、田野島秀和）吉本興業
  - 「たいぞう・田野島」→「ギャグガスバクハツ」から改名。たいぞうは島田半平太との「たいぞう・半平太」を経てピン芸人・画家として活動。
- 温泉こんにゃくアクロバットショー（青木さやか、松田大輔 他3人）
  - 青木はピン芸人・タレントとして活動、松田は元「カミナリボーイズ」「東京ダイナマイト（初代）」のハチミツ二郎と「東京ダイナマイト（2代目）」を結成。
- オンリー2（奥村智幸、中川浩太）マセキ芸能社
  - 奥村（現・奥村うどん）は三森大輔と「スタンダップコーギー」を結成、中川（現・おべんとばこ中川）は元ピン芸人のオオハシ（大橋秀人）との「おべんとばこ」を経てピン芸人「おべんとばこ」として活動。その後、2023年に再結成[175]。

## か行

### か
- カージナルス（タカ、ポポ）ライムライト企画
  - タカは「ガダルカナル・タカ」、ポポは「つまみ枝豆」の名で共にたけし軍団の一員として活動。
- カーニバル（山口ゆきえ、茜）よしもとクリエイティブ・エージェンシー
  - 山口（現・ゆきえ）はピン芸人や元「つぼみ」「やぶさめ」「マキヨ」「アイカギ」の福田麻貴との「キス」[3]、再度ピン芸人を経て元「エバドラ」「アルドルフ」の小野竜輔と「セクシーパクチー」を結成し、解散後は再度ピン芸人「山口大将軍」や元「ツインゴリラ」「ワシントン」「かつかれ〜」「古都ボーイズ」「花金バーナード」「フランキー」のはぎちゃん（萩原清輝）との「シャインハッピー」[180]、再度ピン芸人「女ゆきえ」を経て元「まえうしろ」のおこめちゃん（中本絵里）と「女ちゃん（後に「オトメタチ」に改名）」を結成[181]。茜はピン芸人「茜チーフ」を経て元「ちからこぶ」、ピン芸人のこうたろうと「ポチ」を結成[182]。
- カーネリアン（畑喜子、佐々木海）浅井企画
  - 畑はピン芸人「畑めぐみ」として活動[183]、佐々木は引退[184]。
- ガール座（百瀬さつき、小野綾香）松竹芸能
  - 百瀬はピン芸人として活動の傍ら、アイドルユニット「ザ・トキメキハニーズ」のメンバーとして活動[185]。小野は解散に伴い引退[186]。
- ガールプレイヤー（星美穂、斎藤晴恵、郷原朱加）松竹芸能
  - 星（星ちゃん）はピン芸人「星ぶどう」や元「椿」のだいどぅとの「たべごろピーチ」を経て引退。斎藤はピン芸人「はるはる」を経て元「フライデーズ」、ピン芸人の府中ふみえ・元「カスタードホイップ」の中田健太郎（ピン芸人「中田けんたろう」）と「プラン計画」を結成し、後に脱退[187]。郷原は解散に伴い引退。
- 外苑警備隊（原田豪紀、KID）クリアアップ→西口プロレス
  - 共にコントユニット「ラジークイーン」へ加入しWAHAHA本舗に移籍するも[188]、後に解散。原田はピン芸人・MCとして活動[189]。KIDはピン芸人として活動の傍ら、元「津々浦々」「ヒットマン」「3フランシスコ」「てぶくろ」の林田竜次とのユニット「ビフテキ」としても活動[190][191]。
- 回転ハッスル（しのはらちっく、石村一也）よしもとクリエイティブ・エージェンシー
  - しのはら（一時期「おっさんザウルス」に改名、現・しのはらりゅっく）は着火ファイヤー太田とのユニット「ちっくファイヤー」を経て[192]、元「センテナリオ」「イサリビ」の山口宜弘と「ガンガンファンキービート」を結成[193]。
- カイドキッ（吉川崇、脇澤美穂）ワタナベエンターテインメント→よしもとクリエイティブ・エージェンシー
  - 「吉川☆ミホカヨ」から改名[194]。吉川（現・カイドキッ）はピン芸人「天才カイドキッ」や元「しゃんく」「ポンヌフ」のうだまん（ピン芸人「全力たけし」）との「ライデン」を経て[195]、解散後は再度ピン芸人として活動。脇澤は引退[196]。
- かいわれ（市川太一、北村洋平）ホリプロコム
  - 「弾丸ビーンズ」から改名。北村は元「トリコロール」の桜花との「目黒スプリング」やピン芸人を経て引退。
- カウンターパンチ（江原正洋、日比直博）吉本興業
  - 江原は元「グランドスラム」の西野裕之との「アンディ」や元「チャリパンク。」の菅沼史生との「ロングフリーズ」を経て、ピン芸人「エハラマサヒロ」として活動。日比（現・ヒビナオヒロ）は小林岳史・井上孝太との「三羽烏」や小林との「暁」、元「うずまき」「ハンチング」の松村一平との「ニューポップスオーケストラ」を経て[123]、解散後はシンガーソングライターとして活動。
- かえるパンチ（藤澤尚子、芳賀ふく子）プロダクション人力舎
  - 藤澤はピン芸人「藤子」を経て引退。芳賀は「劇団ビタミン大使ABC」に所属していたが、後に退団。
- カオポイント（おくまん、石橋哲也）トゥインクル・コーポレーション
  - おくまん（奥村伸明）はピン芸人、石橋は退所しイベントMC・構成作家として活動。
- かきあげ丼（清和太一、八木孝夫）THE NEWS
  - 清和（現・セイワ太一）は山本しろうと「エルシャラカーニ」を結成（後にサンミュージックプロダクションに移籍）、八木（現・八木たかお）は放送作家・ラジオパーソナリティに転身。
- 駆け抜けて軽トラ（小野島徹、餅田コシヒカリ）松竹芸能
- 影武者X（TOSHIKI、ジョニー志村）ツーフェイス・プロモーション
  - 共にものまねタレントとして活動（TOSHIKIは「TOSHIKING」に改名[197]）。
- カサブランカ（大串寛、森田哲矢）松竹芸能
  - 森田は元「フルハウス」「119」「ヤンバルクイナ」の東口宜隆（ピン芸人「ちらしずし半人前」、現・東ブクロ）と「さらば青春の光」を結成（後に松竹を退社し、個人事務所「ザ・森東」を設立）。
- カシスプリン（お〜くぼ〜、前河キヨトシ）吉本興業→フリー→太田プロダクション
  - お〜くぼ〜（大久保薫）はメカイノウエとのユニット「Doo」やもじゃとのユニット「梨ゼリー」として活動し[198][199]、後に事務所を退所[200]。前河は引退[201]。
- がじゅまる（スミちゃん、こば小林）フリー→オフィス北野→浅井企画
  - スミちゃん（角一孝）はピン芸人として活動の傍ら、焼き芋屋「笑芋寿」を経営[202]。小林はピン芸人を経て、本名の「小林達也」として元「エジソンドライブ」「愛ランズ」の田中祐司（神子島祐司）と「コバタナ（後に「ウルトラスーパーコバタナックス」に改名）」を結成[203]。
- カズ&アイ（カズ、アイ）よしもとクリエイティブ・エージェンシー
  - アイはピン芸人「上村愛」として活動、カズは自身の不祥事により引退[204]。
- ガスマスクガール（畠山達也、山元康輔）よしもとクリエイティブ・エージェンシー
  - 山元（現・ヤマゲン）は元「野球家族」の舘野忠臣と「ネコニスズ」を結成しタイタンに移籍、畠山は元「ヒットサンド」「ドルフィンズ」「キャサリン」の浮田修平との「シチガツ」を経てピン芸人・漫画家として活動。
- 風犬ナンジャ（梅太郎、江口ゆきひさ）ワタナベエンターテインメント
  - 江口はピン芸人「江口愉玖」を経て桂竹丸に入門し、「桂竹もん（後に「桂竹紋」に改名）」として落語家に転身。
- カチコチキューピー（中井美智子、鎌谷真奈美）松竹芸能
- ガッツマン（ヤマト、たっぷり藤原）ワタナベエンターテインメント
  - 「ゴールデンエイジ」から改名。ヤマト（現・やまと運之助）はピン芸人を経て元「ムービングボール」「スナッチ」「バッドナイス」、ピン芸人のバッドナイス常田（常田功、現・バッツネ）と「高速スライダーズ（後に「ホタルイカ」に改名）」を結成[205]、藤原は引退[206]。
- カッポラポッケ（ピロキ、岡正明）
  - ピロキ（佐藤浩樹）は漫談家「ぴろき」として活動。
- 勝又（ani、弟）フリー→オスカープロモーション
  - 解散時のコンビ名は「勝又:」。ani（勝又伸悟）はピン芸人「勝又:」として活動の傍ら、俳優としても活動[207]。弟（勝又誉文）は引退[208]。
- ガツン!!（佐々木順吾、石田龍二）浅井企画
  - 佐々木はピン芸人「じゅんご」として活動。
- 門出ピーチクパーチク（AKI、加藤パーチク）フリー→ベンヌ
  - AKI（巴山晶博）はタレントとして活動の傍ら、「Garou株式会社」の代表取締役としてタレント・YouTuberのマネジメントを行なっている（後にBitstarに事業譲渡[209]）。加藤は内藤大智（現・ないとー）との「バースデイパーティー」を経て[210]、解散後は「PA-CHIKU」の名でピン芸人・俳優として活動（元「コスモスライダー」「ストロベリーロマンス」の石田達也・元「ネオフロンティア」「ヤマダイラー」、ピン芸人の山本ズバーン（山本幸輔）とのユニット「パセリ」としても活動[211]）[212]。
- カナリア（ボン溝黒、安達健太郎）よしもとクリエイティブ・エージェンシー
  - 安達はピン芸人、溝黒もピン芸人「ボンざわーるど」として吉本新喜劇で活動[213]。
- カノン（樋山潤、田丸裕章）松竹芸能
  - 田丸はピン芸人を経て引退[214]。樋山も引退し、現在は東京都内でおにぎり屋「山太郎」を経営[215]。
- カバと爆ノ介（カバ、爆ノ介）よしもとクリエイティブ・エージェンシー
  - カバはピン芸人として吉本新喜劇で活動、爆ノ介はピン芸人を経て「ザ・プラン9」に加入。
- ガブ&ぴーち（伊勢崎泰啓、三好秀典）吉本興業
  - 三好は引退し、派遣社員を経てお笑いコンサルタントとして活動[216]。
- (株)あまつか笑事（大塚じぇい、天田たろー）ソーレアリア
  - 大塚は「大塚ポジティブじぇい」の名で会社員との兼業芸人として活動[217]、天田は引退[218]。
- カプチーノ中毒（ブッシィ井上、キッシィ高見）よしもとクリエイティブ・エージェンシー
  - 井上（現・井上虫歯二本）はひよん・ビニーとの「三国子」やよしき・小倉拓也との「クリーーンアップ」を経て[219][220]、解散後はピン芸人として活動。
- カブトムシ（こすけ、てつを）DREAM FACTORY→ソーレアリア
  - 「CUB&MUSI」から改名。
- カミナリボーイズ（ハチミツ二郎、サンキュータツオ、マキタスポーツ）トンパチ・プロ
  - ハチミツは曽根卍との「東京ダイナマイト（初代）」を経て元「温泉こんにゃくアクロバットショー」の松田大輔と「東京ダイナマイト（2代目）」、サンキューは居島一平と「米粒写経」を結成。マキタはピン芸人・俳優として活動。
- カメレオン（松浪拓矢、古家後惣一）松竹芸能
  - 古家後はピン芸人「コヤゴ星人」として活動。
- カメレオンブラザース（小川パンプキン、神宮寺しし丸）太田プロダクション
  - しし丸はピン芸人として活動。
- からあげディスコ（かえちゃーの、要田佑介）プロダクション人力舎
  - かえちゃーのは本名の「藤野俊明」として元「スネイク」「ロメオ」の溝部弦との「バスターキートン（後に「ぬえ」に改名）」を経て[221]、元「浜口浜村」、ピン芸人の浜村凡平太とのユニット「茶の美しき」として活動[222]。要田は解散に伴い引退。
- カリカ（林克治、家城啓之）よしもとクリエイティブ・エージェンシー
  - 林は引退、家城はピン芸人「マンボウやしろ」を経て脚本家・演出家・ラジオパーソナリティとして活動。その後、2021年に「ニューカリカ」として再結成（林は「林よしはる」に改名）。
- ガリッパナ（山下しげのり、友野英俊）吉本興業
  - 山下は渡辺あつむ（世界のナベアツ、現・桂三度）と「ジャリズム」を再結成し、再度解散後はピン芸人「オモロー山下」を経て「インタビューマン山下」の名で芸能記者・実業家として活動。友野は放送作家として活動。
- ガリバートンネル（川島佐助、三須友博）よしもとクリエイティブ・エージェンシー
  - 川島はピン芸人「佐助」として活動。三須は引退し、現在は会社員に転身[223]。
- ガリベンズ（矢野正樹、新藤充）トップ・カラー
  - 矢野はサンミュージックプロダクションに移籍し、ピン芸人「ガリベンズ矢野」として活動。新藤もピン芸人「みつる体操お兄さん」として活動。
- ガルウィング（鈴木俊久、柴田嘉孝）ホリプロコム
  - 共に引退[224]。
- カルトかると（中村好夫、南裕一郎）ケーエープロダクション
  - 中村は上野友啓との「上野・中村」や「爆烈Q」のメンバーを経て、「笑福亭羽光」として落語家に転身。
- カルパチーノ（田中亮二、猪俣陽介）よしもとクリエイティブ・エージェンシー
  - 田中は元「ハツボシ」「ドルフィンズ」の森介（椎森敬介、現・もりすけ）との「劇団フキダシ」や元「びわこメロディ」の大場祐輔との「ポンチョポンチョ」を経てボイストレーナー・作家として活動、猪俣は引退。
- カレー（星川達朗、西光海）トゥインクル・コーポレーション
  - 星川はピン芸人「ホシカワ」や元「ハリネズミ」、ピン芸人のトミドコロ（冨所大輔）との「カラフルトランプ」を経て、解散後は再度ピン芸人として活動。西光は引退。
- 河井山名（河井譲、山名文和）よしもとクリエイティブ・エージェンシー
  - 「やじろべえ」から改名[225]。河井（現・河井ゆずる）は「河井米津（後に「ランニングハイ」に改名）」やピン芸人を経て元「バンパイア」の稲田直樹（ピン芸人「いなだなおき」）と「ゴリラーズ（後に「アインシュタイン」に改名）」[226]、山名は元「鯉女房」「ビンチョウタン」の藤本聖（現・mossan）・元「金時」の秋山賢太と「ソーセージ」を結成（後に藤本が不祥事のため脱退し、コンビ「アキナ」となる）。
- 関西キング（小杉竜一、由本剛）吉本興業
  - 小杉は元「ツインテール」の吉田敬と「ブラックマヨネーズ」を結成。
- がんす（宮地大介、藤田真文）タイタン
  - 宮地はピン芸人・俳優、藤田もピン芸人「ラブセクシー乙羽屋」として活動。
- カントリーロード（皆川安弘、市川悟）よしもとクリエイティブ・エージェンシー
  - 皆川はピン芸人「GO!皆川」や元「ブレーメン」「町のベーカリーズ」の岡部秀範（現・ピーチ）との「ぺぺ」を経て、解散後は再度ピン芸人として活動。市川は元「ぶらんこ」の川出康介との「ぬりえ」やピン芸人「市川フー」を経て俳優として活動[227]。
- カンニング（竹山隆範、中島忠幸）渡辺プロダクション→フリーフォークス→サンミュージックプロダクション
  - 竹山は「カンニング竹山」の名でピン芸人・タレントとして活動、中島は2006年12月20日に肺炎のため死去。事実上の活動休止。
- カンフーガール（伊藤じゅん、見附拓摩）ニュースタッフプロダクション
  - 伊藤はピン芸人[228]、見附もピン芸人・舞台俳優として活動[229]。

### き
- ギガスラッシュ!!（マサルコ、ヤマト）吉本興業
  - マサルコは元「いるかパンチ」の外川玲生・ステファン哲との「不思議なタンバリン!!」を経てピン芸人として活動[230][231]、ヤマトは元「セラ山本」の世良光治（現・せらっきょ）との「ぺんとはうす」を経て引退[232]。
- きぐるみピエロ（小林けん太、小池直道）マセキ芸能社
  - 小林はピン芸人「こばやしけん太」として活動、小池は引退[233]。
- 危険物てぃらてぃら（早川知里、ちなてい）ホリプロコム
  - ちなてい（柳澤千夏）はピン芸人として活動、早川は引退[234]。
- キサラギ（富樫啓郎、上野悠介）ワタナベエンターテインメント
  - 共に引退[235]。富樫は蕎麦職人の修行に入っている[236]。
- キスキスバンバン（嶋原泰裕、高橋良昭）マセキ芸能社
  - 嶋原はピン芸人「嶋原の乱」として活動、高橋は引退[237]。
- 北村・濱根（北村雅英、濱根隆）吉本興業
  - 北村（トミーズ雅）は三津田健（トミーズ健）と「トミーズ」、濱根は元「富山・杉本」「ハイティーンラブ」「ウーマンガトリオ」の杉本美樹と「濱根・杉本」を結成[238]。
- キッチン!（中川ヨーコ、辺見チヅコ）ワタナベエンターテインメント
  - 「うめさんドラさん」→「ウメドラ」から改名[239]。
- キッチンパーク（瞳ちゃん、えみぴょん）吉本興業→ホリプロ→フリー→SMA NEET Project
  - 「キッチン」から改名[240]。共に引退[241][242]。
- 奇天烈オムレツ（はつを、ちばなちなこ）松竹芸能→フリー
  - はつをはピン芸人「はつぞのゾノ」を経て元「みたらしあんこ」「ちょめちょめ細胞」のあんこ（丸山美希）と「おはぎんぐ（後に「サクラの頃に」に改名）」を結成し[243]、後に解散。ちばな（後に「who tuber」→「ちなこ」に改名、現・ツナ彦☆）は一時引退後、ピン芸人を経て元「ムラサキケマン」の日焼けケン（石渡晶久）と「面面」を結成[244][245]。
- ギフト（矢野カイキ、永江ヒロカズ）ワタナベエンターテインメント→SMA NEET Project
  - 「遊牧民」から改名。矢野はピン芸人「ギフト☆矢野」として活動。
- 騎兵隊（柳瀬暁生、野呂祐介）吉本興業
  - 柳瀬（柳瀬たかお）は元「ラブミーテンダー」「レイカーズ」の舟岡昭浩との「ザ・やなせふなおか」を経てピン芸人として活動していたが、2024年12月27日に虚血性心疾患のため死去[246]。野呂は引退し、島田紳助プロデュースのお好み焼き店「OKONOMIYAKI うず（西心斎橋に所在、泉佐野市へ移転後に閉店）」の店長を経て[247]、姉妹店「OKONOMIYAKI のろ」を渋谷区広尾にオープン（現在は赤坂に移転し、「お好み焼き のろ 赤坂本店」として営業[248]）[249]。
- きまぐれカウンター（猪島一将、宮澤伸介）オスカープロモーション
  - 猪島はピン芸人「いのしまカウンター」や元「サファリグラタン」の西淳之介（ピン芸人「大人ボーイ」「淳之介」）との「千葉ダイブ」、再度ピン芸人「イノシマ全治6ヶ月」を経て元「ジュモンれもん」の肥後DNA（肥後博暁）・元「フジタと大介」「Par-do」の藤田晋也（ピン芸人「フジタシンヤ」「フジタ帝国」）と「ドレミ倶楽部」を結成し、脱退後は再度ピン芸人として活動（フリー、石井光三オフィスを経てSHUプロモーションに移籍）。宮澤は夏井聖人との「るんるんルーム」やピン芸人「ミヤザワールド」を経て引退[250][251]。
- 君と僕（柳谷学、薮田真宏）吉本興業
  - 柳谷（ヤナギブソン）は元「シンドバット」の鈴木司（鈴木つかさ）・元「シェイクダウン」の久馬歩（お〜い!久馬）・元「スミス夫人」の灘儀武（なだぎ武）・元「デモしかし」の浅越浩志（浅越ゴエ）と「ザ・プラン9」を結成。薮田は元「7」の中山功太と「赤い太陽」を結成し、後に解散。
- きみどり（土居宗将、古田敬一）吉本興業
  - 土居は愛媛FCのフロントスタッフに転身、古田は元「かんばさかい」「センチメンタル。」「モンキーパンツ」「キャサリン」「ジソンシン」、ピン芸人の酒井孝太と「若葉のころ」を結成。
- キモサベ社中（キモサベポン太、キモサベ又兵衛、キモサベ菊之丞、カンパーマン寺門、リンゴ、マッハ）
  - ポン太は本名の「是枝正彦」の名で劇作家・演出家、寺門は本名の「寺門一憲」の名で音楽家・演出家として活動。又兵衛（渡部又兵衛）と菊之丞（松崎菊也）は有本まことと「キャラバン」を結成（後に有本が脱退、元「笑パーティー」及び「ジョージボーイズ」のメンバーとコント劇団「ザ・ニュースペーパー」を結成）。
- ギャグ・シンセサイザー（長谷川嘉昭、松園洋）
  - 長谷川は自身の不祥事により引退し、現在は東京都内で建築業を営む。松園も引退し、現在はサラブレッドを育てる仕事に従事。
- キャタピラーズ（もっちゃん、しげみうどん）吉本興業
  - もっちゃん（坂本悠輔、現・さかもと）は元「タッチアップ」「シャロンパーク」「ロデオ」「おたまじゃくし」のほりおしんのすけ（現・ほりお）と「おもち（後に「春すけ」→「しゅんすけ」に改名）」[165]、しげみは元ピン芸人のガオ〜ちゃんと「らいおんうどん」を結成[252]。
- キャッチ!!（あっしー、ばっしー）福岡吉本→吉本興業
  - 「catch!」から改名。あっしー（芦田晋宏）はピン芸人「めんたいこ漬けトウダラあしだ」として活動[253]、ばっしー（石橋孝太）は元「8時8分」「ゴールデンボーイズ」のうっほ菅原（菅原俊介）と「明太子チェリー（後に「もぐもぐピーナッツ」に改名）」を結成[254]。
- キャバレー（宮田庸平、山本晶子）よしもとクリエイティブ・エージェンシー
  - 元「ベリー・ベリー」の河中美二が加入し、トリオ「シャングリラ」となる（後に山本が脱退し、コンビ「赤い自転車（後に「ダンシングヒーロー」に改名）」となる[255]）。
- キャプテンバイソン（高野哲郎、西田涼）プロダクション人力舎
  - 高野はピン芸人「テツロー」として活動、西田も活動を続ける。
- キャラバン（松崎菊也、渡部又兵衛、有本まこと）
  - 松崎と渡部は元「笑パーティー」及び「ジョージボーイズ」のメンバーとコント劇団「ザ・ニュースペーパー」を結成（後に松崎は脱退し戯作者に転身、渡部は2022年9月7日に敗血症のため死去）。有本は1988年に脱退し、音楽座の一員を経て引退。現在は「佐々木酒造」の蔵人として勤務。
- キャラメル（門脇聡子、雨宮詩織）フリー→ワタナベエンターテインメント
  - 門脇はピン芸人を経て引退。雨宮は元「きのこ～ん」の柳澤千夏（柳澤ちなてい、現・ちなてい）との「ジョセイクラス」やピン芸人「雨宮シオリ犬」を経て[256]、「尾米タケル之一座」の座員として活動[257]。
- キャラメルクラッチ（足立麻美、松田美帆子、上地春奈）ホリプロ
  - 足立はピン芸人「あだちあさみ」、上地もピン芸人として活動。
- ギャルズ（ベーグル吉村、戦艦蓮見。、手塚ジャスティス）太田プロダクション
  - 蓮見はピン芸人「蓮見こてつ」として活動、吉村と手塚はコンビ「ポメラン」を結成。
- ギャルソンズ（吉良博之、小門建太郎、高山和也）吉本興業→プロダクション人力舎→ワタナベエンターテインメント
  - 「サタディサンディ」→「ジャムパン」から改名。高山が脱退しコンビとなるも、後に解散。小門（現・コカドケンタロウ）は元「3児」の中岡創一と「ロッチ」を結成。高山（新塾ドラゴン、DRAGONタカヤマ、現・コウカズヤ）は元「満」の溝上洋次（新塾イーグル、現・イーグル溝神）・元「エグザミア」の福田善計（新塾タイガー、現・タイガー福田）と藤原直樹（新塾マンモス、現・ブー藤原）・元ピン芸人の安富郁矢（新塾コブラ、現・サンキュー安富）と「超新塾」を結成し、脱退後はピン芸人を経て作家として活動。
- キャロパン（平岡、きったん）サンミュージックプロダクション
  - 平岡はピン芸人「平岡純米」、きったん（北本智子）もピン芸人として活動。
- 九州地区私立全寮制男子高校ズ（森大志、秋月啓志、岩本浩幸）よしもとクリエイティブ・エージェンシー
  - 後に岩本が脱退し、コンビ「高校ズ（「スライスライン」→「ネオン蝶」→「ひがしく」から改名）」となる。岩本は柿本太煕との「ごりあて」を経てピン芸人・お笑いエバンジェリストとして活動[258][259]。
- キューティーブロンズ（先川栄蔵、こさぶろう）吉本興業
  - 先川はピン芸人として活動（後に吉本を退社し、個人事務所「オフィスセンカワ」を設立[260]）[261]。こさぶろう（野崎小三郎）は引退し、現在は不動産会社「太陽地所」の青森支店に勤務[262]。
- 牛肉オレンヂ（牛肉、オレンヂ）ニュースタッフエージェンシー
  - 牛肉（松山真悟、現・ジャック豆山）はピン芸人「ぎゅうにく」やキャプテン渡辺・松本りんすとの「キラッキラーズ」、元「フィットネス」「マッドドックス」の吉田一人（ピン芸人「メンズカズト」、現・吉田猛々）との「珍獣大行進（後に「ザ・マルチ」に改名）」を経て、元「☆ルリヲ☆」のかなさし悠太郎（現・4000年に一度咲く金指）と「いちじきかちょー（後に「豆フル金フル」に改名）」を結成し、後に解散。オレンヂ（辻本耕志）は「ボタン」を経て元「やめまいだー」の吉田敬太（現・吉田ウーロン太）・元「てとらほっぷ」の竹森直人（現・竹森千人）と「フラミンゴ」を結成。
- CUBE（和田貴志、石川明）プロダクション人力舎
  - 「湿ったスペイン」から改名[263]。和田（現・アイアム和田）はピン芸人「和田戦車」や元「ぷんぷん」の金子尚弘との「シンガポールママ」を経て、トリオ「鬼ヶ島」に加入。
- 餃子会館（永井佑一郎、鈴木大介）吉本興業
  - 永井はピン芸人として活動。鈴木は引退し、「ドリー」の名でバンド「RISINGTONES」のボーカルとして活動[264]。
- 巨匠（岡野陽一、本田和之）プロダクション人力舎
  - 岡野はピン芸人として活動、本田は引退。
- キラキラ関係（ワタリ119、ななえ）ワタナベエンターテインメント
  - ワタリはピン芸人として活動、ななえは元「イブンカ」「ジュゴン」の松間雄亮（現・松間サタデー）と「スロッピ」を結成し吉本興業に移籍[97]。
- キラッキラーズ（キャプテン渡辺、ジャック豆山、松本りんす）ソニー・ミュージックアーティスツ
  - 渡辺はピン芸人として活動。豆山（松山真悟）は元「フィットネス」「マッドドックス」の吉田一人（ピン芸人「メンズカズト」、現・吉田猛々）との「珍獣大行進（後に「ザ・マルチ」に改名）」や元「☆ルリヲ☆」のかなさし悠太郎（現・4000年に一度咲く金指）との「いちじきかちょー（後に「豆フル金フル」に改名）」、ピン芸人「豆山しんご」を経て元「シェイカーズ」「ノコギリクワガタ」「ルーシー」「ぼーなすとらっく」「わくわく会議室」の木村直博と「まめのき」を結成し、解散後は再度ピン芸人として活動（元「うえはまだ」「すっきりソング」「はぐれ超人」「ひざげり小僧」、ピン芸人の植田マコト・元「お団子まんじゅう」の古澤（古澤光弘）とのトリオ「シャトーMK（後に「シャトー」に改名）」としても活動[108]）。松本は元「チキチキバンバン」「桜前線」「21エボリューション」の小田祐一郎と「おだとりんす（後に「だーりんず」に改名）」を結成。
- キリングセンス（河崎健男、萩原正人）プロダクション人力舎→タイタン
  - 萩原はピン芸人「ハギワラマサヒト」として活動、河崎は栗本宗昌と「アインシュタイン（後に「2世代ターボ」に改名）」を結成。
- 銀河の夜（小沢宏喬、高山カズタカ）エヌフォースプロモーション
  - 小沢はピン芸人「おざおざ」として活動。高山はピン芸人「岬のワルツ」を経て尾川ちくわと「朱杏」を結成し、後に解散。
- 金魚ばち（中村真弓、氏家裕子）ホリプロ
  - 中村は女優「中村まゆみ」として活動。氏家は引退し、ライターに転身[265]。
- キングヴィオラ（稲垣社長、加藤憲、中垣塾長）SMA NEET Project
  - 稲垣と中垣は元「パンプチーノ」「しめじクリニック」のあんご（谷原安吾、ピン芸人「サボテン」）とのユニット「なんとかなるず」を結成し[266]、後に稲垣は元「台風一家」「ちょこっとダンディ」「加藤と松井」、ピン芸人のカトーショコラ（加藤亘）・元「ケイシハマー」のホットパンツしおり（濱口真司）と「ビューティフルボーイズ」を結成[267]、中垣はピン芸人・プロデューサーとして活動[268]。加藤はピン芸人・リングアナウンサー・実演販売士として活動。
- キングオブコメディ（今野浩喜、高橋健一）プロダクション人力舎
  - 今野はピン芸人・俳優として活動、高橋は自身の不祥事により引退。
- キング the 100トン（佐々木順吾、熊谷和博）浅井企画
  - 佐々木は石田龍二との「ガツン!!」を経て、ピン芸人「じゅんご」として活動。
- 銀次・政二（銀次、政二）吉本興業
  - 解散後は共に吉本新喜劇で活動していたが、後に退団。銀次はピン芸人「タイヘイ銀次」や元「東秀典・佑典」の東秀典との「銀秀」を経て引退、政二は「前田大地（後に「前田政二」に改名）」の名で放送作家として活動。
- 金星ゴールドスターズ（宮崎雅代、渡部和美）吉本興業
  - 宮崎は「椿鬼奴」の名でピン芸人・タレントとして活動。
- キンタック（浦田昌和、藤崎卓也）
  - 共に俳優として活動[269]。
- キンチャク（浅本美加、安田由紀奈）よしもとクリエイティブ・エージェンシー
  - 共にタレントとして活動（浅本は後に「YUKA」に改名）。
- キンデルダイク（牧戸健、渡部大嗣）よしもとクリエイティブ・エージェンシー
  - 牧戸は元「ファイティングポーズ」、ピン芸人のちょむ（堀口勉）との「マッキンチョム（後に「ちょむ&マッキー」に改名）」を経て、実演販売士「ラッパフキ牧戸」として活動[270]。渡部（現・渡部ダイシ）は元ピン芸人の加藤たかこ（現・加藤誉子）との「バカンス食堂」や安藤ヒロキオとの「アッパレ倶楽部」、元「ハッピーレシピ」「ケソケソ」、ピン芸人のあんじぇらとの「愛してマスカット」を経て、解散後はピン芸人として活動。
- 金時（三輪善行、秋山賢太）よしもとクリエイティブ・エージェンシー
  - 三輪は元「ルービック」の岩本昭太との「ビリケンビリー」や元「ダ・ヴィンチ」の釜口育（現・安心のかまぐち）との「京子（後に「プロペラーズ」に改名）」、元「バミューダ」「じゃじゃ馬ポニー」の山本真次との「ケムリダマ」を経て元「Dandelion」の小谷真理と「みわこたに」を結成し、解散後はピン芸人や元「すぴっぴ」「クレイジージェントルメン」の福井信也との「とんび」、元「おてもと」「イグニッション」の長野佑介との「平安おじゃる」、再度ピン芸人を経て元「こけらおとし」「愛してマリー」のさかもとかつのり（阪本勝紀、現・かつのり）と「なにわプラッチック」を結成。秋山は元「鯉女房」「ビンチョウタン」の藤本聖（現・mossan）・元「河井山名」の山名文和と「ソーセージ」を結成（後に藤本が不祥事のため脱退し、コンビ「アキナ」となる）。
- ギンナナ（金成公信、菊池健一）よしもとクリエイティブ・エージェンシー
  - 金成は「千葉公平」の名で吉本新喜劇で活動[271]。
- 銀兵衛（小松海佑、あゆむ）マセキ芸能社→フリー
  - 「リフレイン」から改名。共にピン芸人として活動[272]。
- きんめ鯛（上田だう、真輝志）吉本興業
  - 真輝志はピン芸人として活動、上田は引退[273]。

### く
- グーとパー（北口一樹、上林尊久）マセキ芸能社
  - 「電撃ホルモンや」から改名。上林はピン芸人「前すすむ（前進）」を経て元「マイネームイズ」「GOBUGOBU」「赤いタンバリン」「浜風キッド」、ピン芸人のカンカン（柳沢寛雄）と「全力じじぃ（後に「TOKYO COOL」に改名）」を結成（SMA NEET Project、フリーを経てグレープカンパニーに移籍）、北口は引退[274]。
- グーニーズ（寺崎仁人、藤堂雄太、秋山潤）プロダクション人力舎
  - 藤堂はピン芸人「とーどーゆーた（後に「ゆってぃ」に改名）」として活動。寺崎は沖縄吉本に移籍し、江藤大輔との「ガジラー」を経てピン芸人「寺崎ガザオ」として活動[275][276]。秋山は小林大輔と「ダブルヘッドロック」を結成し、後に解散[277]。
- クールズ（原田慎治、森脇優雅）プロダクション人力舎
  - 森脇はピン芸人「ガーユー」を経て、元「ヒットマン」の河野かずおと「埼京パンダース」を結成。
- クッキーズ（平川高志、池内祐介）よしもとクリエィティブ・エージェンシー福岡支社
  - 池内はピン芸人を経て元「ドッペル」、ピン芸人の中川どっぺると「メガモッツ」を結成。平川は元「トリニティ」、ピン芸人のヤスコウチナオヤ（安河内直也）と「ヒラコウチ」を結成し、後に解散。
- くつ下一足二足（橋詰祥佳、新井正則）ホリプロコム
  - 新井はエイベックス・マネジメントのマネージャーに転身、橋詰は引退[278]。
- 熊本キリン（桐畑亨、田中健三）プライム
  - 桐畑（現・桐畑トール）は元「北京ゲンジ」の無法松と「ほたるゲンジ」を結成、田中は引退[9]。
- くらげライダー（松丘慎吾、ヤマザキモータース）太田プロダクション
  - 松丘は妻でピン芸人の赤プルと「赤プルと旦那（後に「チャイム」に改名）」、ヤマザキ（山崎晋）はピン芸人を経て元「ダムダムダン」のダムダム正一（河野正一）と「カンキョーズ」を結成。
- クラスメイト（伊丹祐貴、田淵健一郎）よしもとクリエイティブ・エージェンシー
  - 伊丹は元「スーパーノヴァ」のあさやまんちゃんランド（浅山雄太朗）との「ファイトクラブ」を経て吉本新喜劇で活動。
- クリーーンアップ（井上虫歯二本、よしき、小倉拓也）よしもとクリエイティブ・エージェンシー
  - 井上はピン芸人として活動、よしきと小倉はコンビ「はまち旅館」を結成。
- グリーンマンション（丸山祐司、福留雄一郎）フリー→タイタン
- Creative routine work（実紀、ミルキーしげお）フリー
  - しげお（現・みるきぃしげお）は元「ダウト」の松元和弘との「エナジーカリブ」を経て、元「トレイントレイン」「ときん」「うずしおパンチ」、ピン芸人の石田しゅうじろう（石田修二郎）と「ハッピーデー」を結成し、後に解散。
- くりおね（嘉数正、上田雅史、レフト鈴木）フリー→ワタナベエンターテインメント
  - 嘉数は元「乙」の島山ノブヨシ（島山裕允）と「ノブとカカズ」を結成、鈴木はピン芸人を経て引退。上田も引退している[279]。
- Groovy Rubbish（類家ドラマティック、真野5.1ch）プロダクション人力舎
  - 類家はピン芸人として活動。真野は引退し、「Manote」の名で音楽家として活動。
- クルクルキューティクル（前田友理香、早房結香）ホリプロ
  - 前田（梨花）は風花（雪村ねこ）・桜花との「トリコロール」やピン芸人を経て引退、早房（後に「はやぶさゆか」に改名）は元「ほくろ38コ」の岡野絵里（岡ちゃん）との「パシンペロン」を経てピン芸人「パシンペロンはやぶさ」として活動。
- クルスパッチ（西島和哉、矢田翔平）ニュースタッフプロダクション
  - 西島は実演販売士「ステップアップ西島」として活動[280]、矢田はピン芸人「ヤダヤムクン」を経て元「ギャンブルもみじ」「ボクジアース」のエビランド（海老沢一樹、一時期「東海老納豆」に改名）と「エビヤムクン（後に「相性はいいよね」に改名）」を結成[281]。
- グレートチキンパワーズ（北原雅樹、渡辺慶）オフィスAtoZ→DREAM WEAVER
  - 北原は俳優、渡辺は本名の「渡辺啓」の名で脚本家として活動。
- グレートホーン（尾形貴弘、齋藤正章）吉本興業
  - 尾形は元「ブルースタンダード」の向井慧・元「ハイアンドロー」の菅良太郎と「パンサー」を結成。齋藤はピン芸人「チョッパーMASA」や元「セカンド」の福島健司との「あんこ〜る」、「MASA」の名でバンド「THE だいじょぶズ」のベーシストを経て、「マサアキサイトウ」の名でバンド「ゼーゼーハーハ―」のベーシストとして活動[282]。
- グレープフルーツムーン（辻本貴哉、スタンバイ須田）よしもとクリエイティブ・エージェンシー→SMA HEET Project
  - 解散時のコンビ名は「からっぽハイツ」。辻本はピン芸人「ツジモト」を経て元「ザ・ゴリラバンド」、ピン芸人のさかもとしろう（ベア志朗）と「ジャンボコロッケ」[283]、須田は元「世界少年」の鯨井春樹との「すだとくじらい」を経て元「シェイカーズ」「ノコギリクワガタ」「ルーシー」「ぼーなすとらっく」「わくわく会議室」「まめのき」「ひざげり小僧」の木村直博と「青いママチャリ」を結成[284][285]。
- クレメンス（りょーま、福山遼平）広島吉本
  - 「北加賀谷ばぶる・ぼぶる」から改名[286]。りょーまは退所しフリーのタレントとして活動[287]、福山は引退[288]。
- クレヨン（クレヨンいとう、山坊主）よしもとクリエイティブ・エージェンシー
  - いとうはピン芸人を経て、「笑福亭笑生」として落語家に転身。
- クロスパンチ（関口大輔、矢野周平）プライム
  - 関口は元「フィットネス」の吉田一人（ピン芸人「メンズカズト」、現・吉田猛々）と「マシンガンワルツ（後に「マッドドックス」に改名）」を結成し、後に解散。
- クロンモロン（高垣雄海、渡邉星）浅井企画
  - 高垣はピン芸人「タカガキ」として活動。渡邉は引退し、テレビ朝日に入社[289]。

### け
- K2（勝俣州和、堀部圭亮）融合事務所
  - 勝俣はタレント、堀部もタレント・俳優として活動（「竜泉」の名で放送作家としても活動）。
- KYデンジャラス（嘉手川航汰、仲地勇一朗）FECオフィス
  - 仲地は宮里兼太（後に「宮犬」に改名）との「カマル」を経て[290]、ピン芸人「なかち」として活動[291]。嘉手川は引退し、現在はWebコンサルティング会社「マージ・テック株式会社」の代表取締役を務める[292]。
- ゲオルギー（広永陸、吉川遼）よしもとクリエイティブ・エージェンシー
  - 広永は元「ヤングウッズ」のグチヤマ（山口聡）と「マチルダ（後に「まちるだ」に改名）」を結成[293]、吉川はピン芸人「吉川きっちょむ」や元「ボンジョルノ」「ローレント」「ゴールデンアナコンダ」の大友達人との「ウーピーウーピー」を経て再度ピン芸人として活動。
- KBBY（山﨑恵、BB）よしもとクリエイティブ・エージェンシー
  - 山﨑（現・山﨑ケイ）は元「ハイダイブ」「ヒダリウマ」の山添寛と「相席スタート」を結成、BB（馬場千晶）は引退[294]。
- ゲッターズ（飯田延孝、津村英世）サンミュージックプロダクション→ワタナベエンターテインメント
  - 「トノサマガエルアマガエル」→「ケミカルコミカル」から改名。飯田は「ゲッターズ飯田」の名で占い師・作家として活動。
- ゲットスマイルズ（大久保喜生、今野浩喜）プロダクション人力舎
  - 今野は元ピン芸人の高橋健一との「キングオブコメディ」を経てピン芸人・俳優として活動。
- けもの道（中村準、中立豊）吉本興業
  - 中立はピン芸人「ルチャダテリブレ」や元「ロデオボックス」の田中邦彦との「無駄無駄ラッシュ（後に「ザ・ワールド」に改名）」を経て、ピン芸人「中立人生」として活動。
- ケルン（根津俊弘、諸藤潤）サンミュージックプロダクション
  - 「ケルンファロット」から改名。根津（現・ねづっち）は元「バズーカルーム」の木曽さんちゅうとの「Wコロン」を経て、解散後はピン芸人として活動。
- ケン坊田中・松田キビキビ（ケン坊田中、松田キビキビ）福岡吉本
  - ケン坊（田中健二）はピン芸人、松田（松田貢児）はピン芸人を経て天気予報士として活動[295]。

### こ
- 鯉女房（藤本聖、木坂哲平）吉本興業
  - 藤本（フジモト）は渡部秀悟との「ビンチョウタン」や元「金時」の秋山賢太・元「河井山名」の山名文和との「ソーセージ」を経て、元「連中」「ガトリングガン」、ピン芸人の井尻貫太郎（現・貫太郎）と「ジュリエッタ」を結成し、解散後は元「サンドロップ」、ピン芸人のジェットスガワラとの「カソク装置」を経てピン芸人「mossan」として活動[296]。木坂は元「ナイトラン」の飯沼博貴との「パニーニ」を経てピン芸人「パニーニ木坂」として活動[297]。
- 高円寺パルサー（ハッシィ、かねごん）フリー→ホリプロコム
  - ハッシィ（橋本尊史）はピン芸人「海山昆布（後に「昆布ちゃん」に改名）」として活動、かねごん（金子裕紀）はピン芸人「コイコイ」を経て引退。
- ゴーギャン職人（横田隆宏、木谷臣吾→岩本浩幸）ニュースタッフエージェンシー
  - 「ゴーマン職人」から改名[298]。横田はピン芸人「ヨコタカ」を経て、落語家「桂竹のこ（後に「桂竹千代」に改名）」として活動。木谷は宝山直史（ピン芸人「ホーザン」）と「大車輪」を結成し、後に解散[299]。岩本はピン芸人「ガンツ」や藤田かおるとの「コアラファミリア」を経て[300]、元「ひがしく」の秋月啓志・森大志と「九州地区私立全寮制男子高校ズ」を結成するも、後に脱退（秋月と森はコンビ「高校ズ」を結成）。
- GOGO丸サンキュー（石館光太郎、双川正文）ホリプロ
  - 石館は助川晃弘との「ザ・ゴキゲンジャム」やピン芸人「ロンドン&パリス」を経て、構成作家「石ダテコー太郎」として活動。双川はフジテレビのプロデューサーに転身[301]。
- GO・JO（阪田マサノブ、吉見幸洋）タイタン→フリー
  - 共に役者として活動[302][303]。
- コウテイ（下田真生、九条ジョー）吉本興業
  - 下田はピン芸人「シモタ」を経て、元「なにわスワンキーズ」の前田龍二と「シモリュウ」を結成[304]。九条はピン芸人を経て元「ベアードノーズ」「モンローズ」の宮本勇気と「レ・ヴァン」を結成し、後に解散[305]。
- ゴールデンボーイズ（米田裕勝、うっほ菅原）よしもとクリエイティブ・エージェンシー
  - 米田は元「アジアの都」のリアルザコ杉原（杉原充利）と「KAMIKAZE」[306]、菅原は元「スポット」「キャッチ!!」のばっしー（石橋孝太）と「明太子チェリー（後に「もぐもぐピーナッツ」に改名）」を結成[254]。
- ゴールドラッシュ（田邉利博、どいちゅー）フリー→トゥインクル・コーポレーション
  - 共に退所。田邉は「ナーヴェ」の名でTwitch配信者[307]、どいちゅー（土井忠）はイベントMCとして活動[308]。
- コーンスターチ（岡下雅典、松本匡平）よしもとクリエイティブ・エージェンシー
  - 「ツインクル」から改名。岡下（一時期「THIS IS 岡下」に改名）はピン芸人を経て元「お湯」「シンクロック」の吉田結衣（ピン芸人「吉田吉日」）と「THIS IS パン（後に「カーネーション」に改名）」を結成、松本は引退[309]。
- コガラシガーナ（鈴木ジェロニモ、丸山智貴）プロダクション人力舎
  - 共にピン芸人として活動[310]。
- 胡喋蘭（エリ、あべこ）ホリプロ
  - あべこは役者・タレントとして活動[311]。
- 5番6番（樋口和之、猿橋英之）タイタン
  - 樋口は「ファミ通」の編集者に転身（ペンネームは「コールオブ樋口」）[312]、猿橋は放送作家として活動。
- こぶし（門脇のりや、八代拓郎）サンミュージックプロダクション
  - 「拳」から改名[313]。門脇はピン芸人を経て、元「平成デモクラシー」の棟田康介（現・ムネタ）と「サツキ（後に「ムネタ」に改名）」を結成[314]。八代は引退し、現在は「cobutaro」の名でハンドメイド家具の製作・販売を行なっている[315]。
- コブラナッツ（関谷友美、わた・ナッツ）太田プロダクション
  - 2011年に一度解散の際、共にピン芸人として活動。その後2012年に再結成するも、2015年に再度解散。関谷（一時期「関谷あるみ」に改名）は元「でこぼこビート」「朝倉小松崎」「ハッピーパンプキン」の小松崎和也（現・コンプライアンス小松崎）と「花いちご（後に「ハナイチゴ」に改名）」を結成、わた（渡辺夏美）は引退[316]。
- コマンダンテ（安田邦祐、石井輝明）吉本興業
  - 安田はピン芸人「ファニー」を経て、「安田ファニー」に改名しコンビ「GAG」に加入[317]。石井はピン芸人「石井ブレンド」を経て、元「エバドラ」「アルドルフ」「セクシーパクチー」「ダイヤモンド」の小野竜輔と「CITY」を結成[318]。
- コメディNo0.1（坂田利夫、前田五郎）よしもとクリエイティブ・エージェンシー
  - 坂田はピン芸人・タレントとして活動していたが、2023年12月29日に老衰のため死去。前田は自身の不祥事により引退し、2021年10月17日に死去。
- ゴヤ（やまじ、Bりょう）吉本興業
  - 「待機児童」から改名。やまじは構成作家として活動[319]、Bりょうは元「ミッドナイトドレス」の末田べべ（末田将樹）との「銀座ぶんぶく」を経て元「マーブルB」のヤモリ（山森大樹）と「ほの字」を結成[320][321]。
- コロナクラウン（リロイ太郎、萬代育矢）吉本興業
  - 共にピン芸人として活動[322][61]。
- コロンボ（デンゾー、シンゾー）太田プロダクション
  - デンゾーは舞台俳優として活動、シンゾーは引退[323]。
- コロンブス（みはる、TOMO）トップ・カラー
  - 共にものまねタレントとして活動[324][325]。
- コンコンパレード（さとなかちさ、がんちゃん）ニュースタッフプロダクション
  - さとなかはピン芸人「さとなかほがらか」として活動（フリー、浅井企画を経てマセキ芸能社に移籍）、がんちゃんは引退[326]。
- 根菜キャバレー（天野舞、きったん）サンミュージックプロダクション
  - きったん（北本智子）は元「椿屋スケッチショー」「ロマン峠」の平岡隼馬（現・平岡純米）との「キャロパン」を経てピン芸人として活動、天野は解散に伴い引退[327]。
- コンツ（勝又誉文、永尾宗大）ホリプロコム
  - 勝又（後に「弟」に改名）は実兄で元「マチコ」の勝又伸悟（後に「ani」に改名、現：勝又:）と「勝又（後に「勝又:」に改名）」を結成し、後に解散に伴い引退。永尾はピン芸人を経て村上理と「ベティ」を再結成し、再度解散後は役者として活動。
- コントーズ（山野嘉久、林勲）THE NEWS
  - 山野は「やまのキング」の名でパチンコライター・タレントとして活動。
- コント百連発（轟二郎、水島びん）
  - 轟はタレント・コメディアンとして活動していたが、2020年8月2日に大腸癌のため死去。水島（後に「水島敏照」に改名、現・水島敏）は元「コント・レオナルド」のブッチー武者（ダヴィンチ白熊）との「アッパー8」を経て漫談家として活動。
- コント・レオナルド（レオナルド熊、ダヴィンチ白熊→石倉三郎）石井光三オフィス
  - ダヴィンチは「ブッチー武者」に改名し、水島びん（水島敏照、現・水島敏）との「アッパー8」を経てピン芸人・俳優として活動。レオナルドもピン芸人として活動していたが、1994年12月11日に膀胱がんのため死去。石倉は俳優・タレントとして活動。
- こんにちは計画（田島孝一、杉田宗広）よしもとクリエイティブ・エージェンシー
  - 杉田はピン芸人「スベリー杉田（スベリー・マーキュリー、後に「スベリィ・マーキュリー」に改名）」として活動。
- こん松・せんべい（大木こん松、笑福亭扇平）吉本興業
  - 扇平は落語家として活動[328]。
- コンマニセンチ（竹永よしたか、堀内貴司）吉本興業
  - 竹永（竹永善隆、一時期「ノーフューチャー竹永」に改名）は元「メイデン玉砕」の橋山メイデンとの「こまく」を経てピン芸人・YouTuber[329][330]、堀内もピン芸人「堀内馬鹿祭」として活動[331]。
- こんらんチョップ（キタグチ、矢鋪剛義、ドテ林）マセキ芸能社
  - ドテ林（上林尊久、現・前すすむ）とキタグチ（北口一樹）はコンビ「電撃ホルモンや（後に「グーとパー」に改名）」を結成するも、後に解散。矢鋪はタレント「ハンディやしき」として活動。

## さ行

### さ
- サードメン（浜口亮、高橋卓也）プライム、2007年
  - 浜口はピン芸人「浜ロン」として活動。高橋はピン芸人「サードメン高橋卓也」を経て引退し[332]、サラリーマンや婚活イベントのスタッフを経て[333]、現在はフリーの動画クリエイターとして活動[334]。
- サービスパンダ（飯田ヒロシ、吉岡ヤスタカ）アミー・パーク、2001年
  - 吉岡は俳優を経てマネージャーに転身、飯田はTNXで執行役員を務める。
- サウンドコピー（上純一、久保田進、北海太郎→小松千春）松竹芸能→よしもとクリエイティブ・エージェンシー
  - 「トリオ・ザ・ミミック」→「ザ・ミミック」から改名[335]。上はピン芸人「サウンドコピー・上純一」として活動[336]、久保田は2009年4月29日に肝不全のため死去[337]。北海はピン芸人として活動[338]。小松は「灘康次とモダンカンカン」にドラマーとして参加していたが[339]、後に脱退。
- さかなDVD（花岡翔、中西洋一）よしもとクリエイティブ・エージェンシー、2011年
  - 花岡は「花岡ショー」の名で舞台役者に転身[340]、中西はピン芸人「ハクション中西」として活動（フリー、スパンキープロダクションを経て再度フリーで活動）。
- 魚でF（須藤祐、及川裕也）ホリプロコム、2007年
  - 須藤は「ズドン」の名でピン芸人・舞台俳優として活動、及川は構成作家に転身。
- 坂道コロンブス（松丘慎吾、林伸行）ホリプロコム、2004年
  - 「坂道コロコロ」から改名。松丘は元「フォークダンスDE成子坂」の村田渚との「鼻エンジン」や元「ノンキーズ」「山崎末吉」のヤマザキモータース（山崎晋、ノンキー山崎）との「くらげライダー」を経て、妻でピン芸人の赤プルと「赤プルと旦那（後に「チャイム」に改名）」を結成。
- サギタリウス（松本剛矢、中井慈）ワタナベエンターテインメント、2010年
  - 元「ダイヤモンズ」の加藤謙太郎（現・ディエゴ・加藤・マラドーナ）が加入し、トリオ「春夏笑冬」となるも後に解散。
- ザ・ギンギンマル（長谷川デビルマル、オガタ。）フリー→ラフィーネプロモーション
  - 「パシフィックオーシャンパーク」から改名。オガタ。は2023年2月9日に大腸がんのため死去。事実上の活動休止。
- ザクマシンガン（山田祐樹、石川勇樹）プライム、2010年
  - 山田はピン芸人「ザクマシンガン山田」、石川は元「フィフティーカーニバル」の五十嵐翔との「フライングマン」や元「スペースラジオ」「アウェイ部」の岡村嘉顕（オニー）との「トブ電波。」を経てTwitch配信者・イベントMCとして活動[341]。
- さくらんぼブービー（鍛治輝光、木村圭太）サンミュージックプロダクション、2009年
  - 鍛治はピン芸人「カジ」、木村は放送作家として活動。その後、2016年に再結成。
- ザ・ゴールデンゴールデン（山崎昇、きたざわひとし、吉勝）ワタナベエンターテインメント、2012年
  - 山崎（現・山崎のぼる）ときたざわはコンビ「ロビンソンズ」を結成、吉勝はピン芸人として活動。
- ザ・ゴリラバンド（ベア志朗、前田あうと）ワタナベエンターテインメント、2013年
  - 志朗はピン芸人「さかもとしろう」を経て元「ダイヤモンド」「メガトンパンチ」「コブラズ」「からっぽハイツ」、ピン芸人のツジモト（辻本貴哉）と「ジャンボコロッケ」を結成[283]、前田はピン芸人・役者・裏方として活動[342]。
- ざしきわらし（時椿ユウタ、時椿サスケ）よしもとクリエイティブ・エージェンシー→マセキ芸能社、2017年
  - ユウタは「あごキング」、サスケは「Sasuke」の名でYouTuber「プリッとChannel」のメンバーとして活動。
- サジタリ（清水シュン、まいちゃん）アミー・パーク、2010年
  - 清水はピン芸人や元「少林寺健康クラブ」、ピン芸人のピヨシ（牧之瀬潔）との「グアムズ」を経て引退[343]、まいちゃん（塚田舞）もピン芸人を経て引退[344]。
- ザ・ツタンカーメンズ（ポピー藤原、ナゲット村井）よしもとクリエイティブ・エージェンシー、2010年
  - 藤原は元「鰻山崎」「スプリングマン」のジョージ（山崎譲司）との「ファイヤー大学」を経て、ピン芸人「POØPY藤原」として活動（後に吉本を退社）。村井（ムーラちゃん）は元「三日坊主」の萩原秀一（ハギノ・リザードマン、現・ハギノリザードマン）との「爆力毒蛙インド会社（後に「ローズヒップファニーファニー」に改名）」やピン芸人「ナゲット村井」、元「ルームナンバー」「ずっぽん」の清水てっぺいとの「ネスコ」を経て[345]、元「マイティガール」の彩吹トラコと「さよならファーブル」を結成[346]。
- サッチ（苅込健太郎、神田慶太郎）ケイダッシュステージ
  - 神田は「海lady」や元「メイデン玉砕」「こまく」の橋山メイデンとの「ヘビメタハワイ」を経て[347]、元「ヒヨシンガシ」「ひだりコック」「ザ・ツイスターズ」の伊野瀬郷と「夢のカリフォルニア」を結成し[348]、後に解散。
- ざ・どっきんぐ（井上竜夫、谷しげる）吉本興業
  - 谷は役者を経て猿回し師として活動[349]。井上は吉本新喜劇で活動していたが、2016年10月5日に高度肺気腫のため死去。
- ザ☆忍者（山脇充、大久保たもつ）吉本興業
  - 山脇はピン芸人「いっすねー!山脇」、大久保はYouTuberとして活動[350]。
- 里見まさと・亀山房代（里見まさと、亀山房代）吉本興業
  - 里見はぼんちおさむと「ザ・ぼんち」を再結成。亀山はタレントとして活動していたが、2009年11月23日に心室細動のため死去。
- ザ・ハンダース（清水アキラ、桜金造、アゴ勇、アパッチけん、鈴木末吉、小林まさひろ）渡辺プロダクション、1980年
  - 清水と鈴木（現・鈴木寿永吉）はものまねタレント、アパッチは俳優「中本賢」として活動。アゴ（現・あご勇）と桜はコンビ「アゴ&キンゾー（後に「あご&きんぞう」に改名）」を結成し、後にアゴはタレント・バスガイド、桜はタレント・俳優・政治家として活動。小林は俳優・タレントを経て一時引退後、再度俳優・タレントとして活動していたが、2016年6月22日に大腸がんのため死去。
- 360°モンキーズ（山内崇、杉浦双亮）太田プロダクション
  - 杉浦はピン芸人「サブロクそうすけ」として活動、山内は引退。
- ザブングル（加藤歩、松尾陽介）ワタナベエンターテインメント、2021年
  - 加藤はピン芸人「ザブングル加藤」として活動、松尾は起業家に転身。
- SABOTEN（星野竜也、山浦堅）名古屋吉本、2003年
  - 山浦（現・山浦ひさし）はピン芸人を経てタレント・ラジオパーソナリティとして活動。
- サミット75（屋良朝苗、宮城拓）マセキ芸能社
  - 屋良はピン芸人「パッション屋良」として活動。
- サムタイムズ（増田繁紀、井上彩輝）名古屋吉本→よしもとクリエイティブ・エージェンシー、2017年
  - 井上（一時期「π」に改名）は元「でらパープリン」のどみちゅん（納富翔大、現・どみっしゅ）との「ムイ」を経て、元「トリテン」のおくぐちバドミントン（奥口・B・裕也）と「居残りサミット」を結成（後に奥口が脱退）。
- 侍ピーターパン（吉村友志、宮内建太）マセキ芸能社
  - 吉村（ボギー）は元「ジャンクフード」の英哲（現・エイテツ）との「庵。」を経てピン芸人「ジョーク東郷」、宮内（現・ケンタエリザベス3世）は元「兄貴会」の鳩山来留夫（現・まっく赤坂見附）との「ヤチョウの会」を経てタレント・俳優として活動。
- ザ・やなせふなおか（柳瀬たかお、舟岡昭浩）よしもとクリエイティブ・エージェンシー、2011年
  - 柳瀬はピン芸人として活動していたが、2024年12月27日に虚血性心疾患のため死去[246]。舟岡は引退。
- 猿岩石（有吉弘行、森脇和成）太田プロダクション、2004年
  - 一時期「手裏剣トリオ」に改名。有吉はピン芸人・タレントとして活動。森脇は一度引退し、実業家や営業職を経てタレント・俳優として復帰。
- 三角公園（辻本茂雄、阪上司）吉本興業、1989年
  - 「三角公園USA」から改名。辻本は吉本新喜劇で活動。
- サンカップ（ソマオ・ミートボール、阪本佳大）吉本興業
  - ソマオはピン芸人として活動、阪本は大盛と「ガジャボイ」を結成[351]。
- 3児（見藤恭太郎、中岡創一、藤枝孝友）吉本興業
  - 中岡は元「市川塾」「ギャルソンズ」の小門建太郎（現・コカドケンタロウ）と「ロッチ」を結成。
- ザンゼンジ（三福英敬、武田裕司）プロダクション人力舎、2015年
  - 三福はピン芸人「三福エンターテイメント」として活動の傍ら、元「シカチャンネル」「シエスターズ」「Wニードロップ」のヒロ・オクムラ（奥村浩樹）とのユニット「今夜も星が綺麗」として活動[352]。武田はピン芸人を経て元「いきるゆうき」の小野大樹と「キズナ」を結成。
- 三等分（みよ、ちーちゃん、たま子）松竹芸能
  - みよはピン芸人「三等分みよ（後に「みよこ」に改名）」として活動[353]、たま子はピン芸人「タマ子」を経て引退[354]。ちーちゃんも解散に伴い引退[355]。
- サンドロップ（ジェット菅原、山内克信）吉本興業、2020年
  - 菅原はピン芸人「ジェットスガワラ」や元「鯉女房」「ビンチョウタン」「ソーセージ」「ジュリエッタ」の藤本聖（フジモト、現・mossan）との「カソク装置」を経て引退[296]、山内（後に「克信」に改名、現・かつのぶさん）は元「ダブルアール」「ロージーボブ」「エトセトラ」の藤原りえ（現・りえちゃん）と「オーサカクレオパトラ」を結成。
- 三人奴（塚本やっこ→塚本小やっこ、市松笑顔、市松笑美子）
  - やっこは1987年1月20日に糖尿病の悪化による腎不全のため死去。笑顔は引退し、2004年3月25日に老衰のため死去。笑美子は1999年1月1日に心不全のため死去。小やっこは弟子の呉羽と「小やっこ・呉羽」を結成[356]。
- さんびーち（ひょうご、山田直人）松竹芸能
  - 山田はピン芸人「山田BODY」として活動し[357]、後に木村耕介と「マッチポンプ」を再結成[358]。ひょうごは引退[359]。
- 三福星（池田哲哉、平井邦明、花輪淳一）プロダクション人力舎、2010年
  - 平井と花輪はコンビ「ヒラヰトハナワ」を結成するも、後に解散[360]。平井は元「シェイカーズ」「ノコギリクワガタ」「ルーシー」の木村直博との「ぼーなすとらっく」を経て、「カネダ30000000」の名で会社員との兼業投資家として活動。花輪は「花輪茶之介」の名で飴細工職人に転身[361]。池田はピン芸人「いけだてつや」として活動[362]。
- 3フランシスコ（林田竜次、小橋太っ太、小高山善廣）ニュースタッフエージェンシー、2014年
  - 林田と小高山はコンビ「てぶくろ」を結成するも、後に解散。林田は元「外苑警備隊」「ラジークイーン」のKIDとのユニット「ビフテキ」として活動[191]、小高山は引退[363]。小橋（橋口登志雄、一時期「トシ・ハシグチ」に改名）は元「シカチャンネル」「シエスターズ」の奥村浩樹（奥村CEO、現・ヒロ・オクムラ）との「小橋・奥村組（後に「Wニードロップ」に改名）」を経てタレントとして活動[364][365]。
- サンミラノ（長屋真治、小野嵜正俊）プロダクション人力舎、2011年
  - 長屋は元「ビートルホーク」の荒井義久と「トチギフ」を結成し、後に解散に伴い引退。

### し
- 幸せのトナリ（飯塚高太郎、小笠原侑祐）ワタナベエンターテインメント→フリー→太田プロダクション
  - 飯塚は元「日本の頭脳」「カンパーニュ」「朝が来るまで」「いい塩梅」「あはは」の久保田星希と「みすも堂」を結成（久保田は「カンパーニュ」時代の相方）[81]。小笠原は「ボンゴゆうすけ」に改名し、元「エールタワー」の石井裕二と「ゆうじとボンゴ」を結成（そのコンビに元「ポンループ」の粗大アミ（ピン芸人「アミムラカミ」）を加えたトリオ「アミとゆうじとボンゴ」としても活動[366]）[367]。
- C・A・T（塩見悠介、上野祐二）よしもとクリエイティブ・エージェンシー
  - 塩見は「くるぶし大将軍」や片倉ブリザードとの「トイミュージック」を経て[368]、ピン芸人「塩見フリーダム」として活動[369]。上野は浜野貴史と「ジュリック」を再結成し、後に再度解散。
- Zee-G（須間一弥、内山浩次）プロダクション人力舎
  - 須間は「須間一也」の名で舞台俳優・コメディアンとして活動。
- シーソーゲーム（関原昭仁、中村だいぞう）アミー・パーク
  - 関原は元「シュガーソルト」のはるまき垣太朗（古畑智哉、ピン芸人「はた智晴」）と「いもようかん」を結成し、後に解散。中村は俳優・ナレーターとして活動。
- G★MENS（ザコシショウ、静岡茶っぱ）吉本興業→ワタナベエンターテインメント
  - ザコシショウ（中澤滋紀）はピン芸人「ハリウッドザコシショウ」として活動。
- シーランド（宇田川晃希、関谷迅市）ホリプロコム
  - 宇田川は元「パルパティーン」の鈴木浩之との「あま福」やピン芸人「チーズボーイ」を経て引退し[370]、手越祐也のマネージャーに転身[371]。関谷もピン芸人を経て引退[372]。
- シェイクダウン（久馬歩、後藤秀樹）吉本興業
  - 久馬（お〜い!久馬）は元「シンドバット」の鈴木司（鈴木つかさ）・元「デモしかし」の浅越浩志（浅越ゴエ）・元「スミス夫人」の灘儀武（なだぎ武）・元「君と僕」の柳谷学（ヤナギブソン）と「ザ・プラン9」を結成、後藤はピン芸人を経て引退。
- JJポリマー（成田優介、大森よしき、深堀圭太）ホリプロコム
  - 「キッチンメイト・チョッパー」→「しゅりけん祭り」から改名。深堀が脱退しコンビとなるも、後に解散。成田はピン芸人「インコさん」として活動の傍ら、「リタ・ジェイ」の名でイラストレーターとしても活動。
- シェーン!（梶本貴史、吉井崇）ワタナベエンターテインメント
  - 「核」→「コア」から改名。梶本は引退し、現在はキャバクラ運営会社の代表取締役社長を務める[373]。吉井も引退し、現在は東京都内で油そば屋「麺処 六伍郎」を経営[374]。
- ジェシカ（門脇聡子、石原加奈子）松竹芸能
  - 門脇は雨宮詩織（現・雨宮シオリ犬）との「キャラメル」やピン芸人を経て引退、石原も解散に伴い引退[375]。
- ジェットカンフル（大心、吉田かずと）ニュースタッフプロダクション→フリー
  - 「トリガー」から改名。大心（大城大心）はピン芸人「1、2の大心」を経て、元「太陽コンパス」「キングストン」「スパプリ」の玉城靖規（やーすー）と「太陽コンパス」を再結成[376]。吉田は「吉田猛々」に改名し、元「ヴィンテージ」の大赤見展彦（現・大赤見ノヴ）と「ナナフシギ」を結成し太田プロダクションに移籍。
- ジェット☆キッズ（浅見達也、竹内康晃）M2カンパニー
  - 竹内は増井歩（ぺよん潤）との「ハロ」やピン芸人「タケウチヤスアキ」を経て実演販売士として活動[377]。
- ジェットコースター（田中利幸、上阪卓也）吉本興業
  - 「田中上坂」から改名。田中は元「つばめがえし」の本谷有希（もったに）と「ジンベイザメ（後に「ステーキハウス」に改名）」を結成し、後に解散。
- ジェニーゴーゴー（根喜田拓也、川原佑介）SMA NEET Project
  - 根喜田はピン芸人や元「だいごとまこと」の岡田誠（現・横一郎）との「雨ザラシ」、松井瀬己との「ライダースライダー」を経て再度ピン芸人「ねぎたたくや」として活動（元「ペパーミントの風に吹かれて」「幾三」「ワン・デシリットル」、ピン芸人の成田デシリットル（成田陽平）・元「リッチトランプ」、ピン芸人のアポロ奥村（奥村俊祐）とのトリオ「アポロズ」としても活動[54]）[55]。川原はピン芸人「トントン」を経て、元「寅と龍」のどっかん桑本（桑本豊）と「万福」を結成。
- 塩コショー（ベルナール・アッカ、レックス・ジョーンズ）
  - ベルナールは格闘家・タレント、レックスは役者として活動。
- シガーロング（山西章博、藤田力）よしもとクリエイティブ・エージェンシー
  - 山西は元「ブルースタンダード」の小浜隆次（現・りゅーじ）との「トンファー」を経て、妻で元「タカダ・コーポレーション」の大貫さんと「夫婦のじかん」を結成。藤田は元「TOKYO無鉄砲」の豊田大祐との「ふじすけ」を経て引退。
- 地獄パワフル（わくわくあや、宇宙の子）浅井企画
  - わくわくあやは「おがみおが」の名でバンド「THE 南無ズ」のメンバーとして活動[378]、宇宙の子はピン芸人を経て精一杯山田と「牛とか羊とか」を結成[379]。
- ジソンシン（下村啓太、酒井孝太）吉本興業
  - 下村は引退、酒井はピン芸人を経て元「きみどり」の古田敬一と「若葉のころ」を結成。
- 次長課長社長（河本準一、井上聡、山下正人）吉本興業
  - 山下が脱退し、コンビ「次長課長」となる。山下は引退し、現在は埼玉県狭山市で理容室「hair&smile Switch」を経営[380]。
- 次男坊（小宮浩信、相田周二、阿部樹理亜）プロデューサーハウスあ・うん
  - 小宮と相田はコンビ「三四郎」を再結成（フリーを経てマセキ芸能社に移籍）。阿部（あべじゅりあ）は中野陽介（中野くん）との「ほっとライス」や元「フルミリオン」の小野裕一との「おのじゅりあ」を経て[381][382]、元「Growing growing」「コバルトイエロー」の鈴木公美子（現・くみねぇ）と「ブルーアンカー」を結成し[383]、後に解散。
- シノブ（森山社若、櫻井）吉本興業
  - 「ペンショップ」から改名。森山はピン芸人「シャワーカーテニスト」として活動[384]、櫻井は元「象桜」「カンガルーリゾートホテル」の町ルダ（町田晶洋）と「櫻井町ルダ（後に「カフカノ」に改名）」を結成[385]。
- 侍PANG（タカギマコト、島田ひでとし、Kいち→矢野ともゆき）SMA NEET Project→オスカープロモーション
  - タカギは元「御神酒徳利」の八多太司と「ウキウキワクワク（後に「ウキワクル」に改名）」を結成し[386]、舞台俳優としても活動[387]。島田はピン芸人として活動の傍ら、SMAPのそっくりさんユニット「SCRAP」のメンバーとして活動[388]。矢野は「矢野ともゆき。」に改名し、元ピン芸人のタイガーこてつ（現・星ノこてつ。）と「NOモーション。」を結成。Kいち（佐藤圭一郎）は2007年に脱退し、ものまねタレント・俳優として活動。
- シブオンプ（諸岡敬汰、谷口弘晃）松竹芸能
  - 諸岡（現・モロ）は野村俊介との「バラッド」を経て元「どゐのつれ」「招福堂」の大岸（大岸郁也）と「クリノミ」[389][390]、谷口は風生（三明風生）と「アーモンドスーツ」を結成[391]。
- ジプシーダンス（前田涼、篠田俊）プロダクション人力舎
  - 前田（現・リョウマエダ）は肉体戦士ギガとの「マエダtoギガ（後に「ストレンズ協和音」→「ストレンズ」に改名）や元「ワルステルダム」、ピン芸人の松尾みりあ（現・松尾美梨椏）との「イタイモンク」を経て、解散後はピン芸人として活動。
- 島田紳助・松本竜介（島田紳助、松本竜助）吉本興業
  - 紳助はタレントとして活動していたが、2011年に自身の不祥事により引退。竜助は2006年4月1日に脳溢血のため死去。
- 島田夫妻（島田みちお、島田ゆみこ）ワタナベエンターテインメント
  - みちおは本名の「島田道生」の名でオペラ歌手として活動の傍ら、「総合学園テクノスカレッジ」芸術科講師や「プリムラコーラス他市民合団」指揮者を務める[392]。ゆみこは「桜田ゆみ」の名でオペラ歌手・サルスエラ歌手・劇作家・脚本家・演出家として活動[393]。
- 清水圭・和泉修（清水圭、和泉修）吉本興業
  - 清水はピン芸人として活動、和泉は元「ベイブルース」の高山知浩（現・高山トモヒロ）と「ケツカッチン」を結成。
- 〆さば（アタル、ヒカル）オフィス北野
  - 「雨空トッポ・ライポ」から改名。アタルはピン芸人「〆さばアタル」として活動、ヒカルは2006年9月18日に肝不全のため死去。
- 地面（志村知大、真崎凌平）プロダクション人力舎
  - 志村（後に「シムラ」に改名）は元「ガントレット」の服部佑哉・元「とまくま」の戸間替一樹との「ダンディーベイビー」や元「イヌズキ」の両角708（現・バッドビート両角）との「オールオッケー」を経て引退[394]。
- ジャイアントジャイアン（かーしゃ、こまたつ）浅井企画
  - かーしゃは構成作家・コンテンツプロデューサー、こまたつはピン芸人として活動。
- シャイニング（重川昌弘、秋友太一）吉本興業
  - 重川はピン芸人「デッカチャン」として活動。
- ジャドリスト（石野桜子、相沢千穂）吉本興業
  - 石野はタレントとして活動。
- シャバダバ（森内俊樹、藤井浩貴）エキサイティング・トリガー
  - 藤井はピン芸人「シャバダバふじ」として活動、森内は引退[395]。
- 蛇腹（西森洋一、小田芳裕）吉本興業
  - 西森は元「みかんとんがらし」の大林健二・元「バースデイ」の荒牧周平と「にのうらご」を結成（後に荒牧が脱退し、コンビ「モンスターエンジン」となる）。小田は奥重敦史との「土瓶」を経てピン芸人「おいでやす小田」として活動の傍ら[396]、こがけんとのユニット「おいでやすこが」としても活動。
- じゃぴょん（植村朋弘、桑折貴之）よしもとクリエイティブ・エージェンシー
  - 「犬ティッシュ」→「ウルグアイパラグアイ」から改名。桑折はピン芸人「じゃぴょん桑折」として活動。
- ジャムファミリア（みんなといっしょ、斉藤紳士）よしもとクリエイティブ・エージェンシー
  - みんなといっしょは本名の「宮本昌彦」として川畑雅秀（ピン芸人「かわばたくん」）と「かりんとう（一時期「カリントウ」に改名）」を再結成し、後に再度解散。斉藤はピン芸人を経て元「ハチク之イキオイ」の野西陽一と「味園」を結成し、後に解散[397]。
- ジャリズム（渡辺あつむ、山下しげのり）よしもとクリエイティブ・エージェンシー
  - 1998年に一度解散の際、渡辺は放送作家として活動、山下は元「桧・友野」の友野英俊と「ガリッパナ」を結成。その後2004年に再結成するも、2011年に再度解散。渡辺は落語家「桂三度」、山下はピン芸人「オモロー山下」を経て「インタビューマン山下」の名で芸能記者・実業家として活動。
- ジャンクフード（畑福英哲、開沼豊）マセキ芸能社
  - 畑福（後に「英哲」に改名）は元「侍ピーターパン」の吉村友志（ボギー、現・ジョーク東郷）との「庵。」やピン芸人「エイテツ」を経て、元「うえはまだ」「すっきりソング」、ピン芸人の植田マコトと「はぐれ超人」を結成し、後に解散。開沼はピン芸人「豊」を経て構成作家として活動。
- シャングリラ（山本晶子、河中美二、宮田庸平）よしもとクリエイティブ・エージェンシー
  - 河中と宮田はコンビ「赤い自転車（後に「ダンシングヒーロー」に改名）」を結成[255]、山本はピン芸人「山本あきこ」を経て引退。
- ジャンゴ（嶋田将駿、横山竜也）吉本興業
  - 横山はYouTuber「よぉちゃん」として活動[398]。
- シャンゼリーゼ（鴨志田道秋、平川摂子）松竹芸能
  - 鴨志田はピン芸人「一人っ子カモシダ」や具志堅翔太との「ガング」、再度ピン芸人「カモシダせぶん」を経てピン芸人のマリッジスターこうもとと「ウルトラトウフ」を結成し、解散後は再度ピン芸人を経て元「モンツキはかま」、ピン芸人のオオトウ（大藤顕人）と「ヴァヴァ（後に「デンドロビーム」に改名）」を結成[128]。平川はピン芸人「せつこ（後に「最強せつこ」に改名）」として活動。
- ジャンタスティック（後潟戒揮、望月友和）フリー
  - 後潟はピン芸人「カイキマン」を経て引退[399]。望月は「MOCCHI」の名でロックバンド「THE CHERRY COKE$」にドラマーとして参加していたが[400]、2017年12月に脱退[401]。
- 上海ドール（オジョー、ことみ）よしもとクリエイティブ・エージェンシー
  - オジョー（高橋文香）は元「ジョーカー」「スプーン」の千葉美穂（ちばちゃん）との「パンダスティックランマー」やピン芸人[402]、元「タイブレイク」「兎」のいーだ（飯田真悟）との「オジョーさんと僕」を経て[403]、解散後は再度ピン芸人として活動[404]。ことみはピン芸人「石川ことみ」として活動[405]。
- ジャンピングニー（キヨちゃん、八木直也）よしもとクリエイティブ・エージェンシー
  - 「八木ジャイアント」から改名。キヨちゃん（山崎直人、一時期「キヨちゃんぽん」に改名）はピン芸人「長崎亭キヨちゃんぽん」や元「アンとニオ」の吉富省太（ピン芸人「吉富Aボタン」）との「ハチキーズ」、再度ピン芸人を経て作家として活動。八木は作家として活動。
- 10億円（山内仁平、永見諒太）吉本興業
  - 山内はピン芸人を経て元「ラタタッタ」の渡辺ポットと「大王」を結成[406]、永見はピン芸人として活動[407]。
- 自由気まま（西口宣夫、稲村ジェーン）松竹芸能
  - 西口はピン芸人「西口のぶお（後に「のぶお休みなし」に改名）」として活動、稲村は引退。
- ジューシーズ（児玉智洋、赤羽健一、松橋周太呂）よしもとクリエイティブ・エージェンシー
  - 児玉と赤羽（現・赤羽健壱）はコンビ「サルゴリラ（「トブトリ」から改名）」を結成、松橋はピン芸人・放送作家として活動。
- ジュウジマル（ひょうろく、橋口ひとし）浅井企画
  - 「ナリタブライアン」から改名[408]。ひょうろく（白澤直樹）はピン芸人として活動。
- シューティング（河野靖、鞍馬文典）ホリプロ
  - 河野（現・かわのをとや）はタレント・俳優・声優・演出家として活動、鞍馬は1991年に格闘技試合中の事故のため急逝[409]。
- 18KIN（大滝裕一、今泉稔）ワタナベエンターテインメント
  - 大滝は作家に転身、今泉はピン芸人「18KIN今泉（後に「今泉」に改名）」を経て元「馬のなんこつ」「馬車馬」「エコギャング」「うまめせん」、ピン芸人の馬王。（有間勇太）と「うまいずみ。」を結成[133]。
- シュガーライフ（安達健太郎、植松哲平）吉本興業
  - 安達は元「ババリア」の溝黒和昭（ボン溝黒、現・ボンざわーるど）との「カナリア」を経てピン芸人、植松はDJ・ラジオパーソナリティ・イベントMCとして活動。
- ジュゴン（小橋川隆太、松間雄亮）よしもとクリエイティブ・エージェンシー
  - 小橋川は引退[96]、松間（現・松間サタデー）は元「プリンストン」「キラキラ関係」のななえと「スロッピ」を結成[97]。
- シュテンドウジ（大清水ツアー、上田遼馬）ホリプロコム
  - 2019年に一度解散の際、大清水はピン芸人として活動[410]。その後2021年に再結成するも、2022年に再度解散。上田はピン芸人「JOFI上田」として活動[411]、大清水は引退[412]。
- 首都高ヴィーナス（宇都宮圭介、長橋貞彰）
  - 宇都宮は超能力少年ダイジとの「東京ゴブリン」を経てピン芸人「うつのみや八郎」として活動、長橋はピン芸人「ドラマチック貞」を経て元「メロンソーダ」の林本啓祐（黒騎士ハヤシモト）と「スーパースター」を結成（後に元「あがいん」のハンサム浅野（浅野雄太）が加入しトリオとなるも解散）。
- ジュリエッタ（井尻貫太郎、藤本聖）吉本興業
  - 藤本（フジモト）は元「サンドロップ」、ピン芸人のジェットスガワラとの「カソク装置」を経て、ピン芸人「mossan」として活動[296]。井尻は「貫太郎」に改名し、元「てんしとあくま」のかんざき（喜久元景太、ピン芸人「てんしとあくま かんざき」）と「動物チーム」を結成[413]。
- 春夏笑冬（加藤謙太郎、中井慈、松本剛矢）ワタナベエンターテインメント
  - 加藤はピン芸人「ディエゴ・加藤・マラドーナ」として活動、松本は元「西村深村」の深村哲哉と「しげる」を結成。
- ジュンカッツ（名倉潤、渡辺勝彦）太田プロダクション→渡辺プロダクション
  - 名倉は元「フローレンス」の原田泰造・堀内健と「ネプチューン」を結成。
- 笑炎（薬師寺陽一、森下祐次）名古屋吉本
  - 薬師寺はピン芸人・イラストレーター[414]、森下は「森下ゆうじ」の名で放送作家・ラジオパーソナリティとして活動。
- 笑輝（鈴木賢治、松澤洋太）プロダクションHIT
  - 鈴木は元「ひでのりん」の黒澤正徳と「すいたんすいこう」を結成。
- ジョーク・アベニュー（荒井孝、原武昭彦）石井光三オフィス
  - 荒井は俳優・ナレーター[415]、原武は俳優・作家として活動。
- 笑撃戦隊（野村辰二、柴田アイスピック）ワタナベエンターテインメント
  - 野村はピン芸人[416]、柴田もピン芸人「ばし太」として活動[417]。
- 衝撃デリバリー（和田ランダマイザ、かつやま）吉本興業
  - 和田は元「オーロラ北極点」「ナミダバシ」のたくみと「超平和万博」を結成し、後に解散。かつやまはピン芸人「頑張るかつやま」を経て、元「赤もみじ」、ピン芸人の村田大樹と「とんかつ街道（後に「ド桜」に改名）」を結成[16]。
- 少女ジャンプーズ（白幡いちほ、おおたさゆり）トゥインクル・コーポレーション
  - 「ハネリスピカ」から改名[418]。白幡はタレント・歌手として活動。おおた（フラポテおおた）はピン芸人を経て元「ちむちむちぇりー」の⊿あべみな（阿部美奈、現・ミナノワール）と「ジョリー惑星」を結成し、後に解散に伴い引退[419]。
- ジョーダンズ（山崎まさや、三又忠久）オフィス北野
  - 共にピン芸人・タレントとして活動（三又は「三又又三」に改名）。
- 松竹梅（松みのる、竹田倫克、梅村達也）サワズ・カムパニー→フリー→ホリプロ
  - 松は裏方として活動。竹田と梅村はコンビ「ザ・ディスカス」を結成し、後に解散。
- 笑南（鈴木皓至、出口惠一郎）よしもとクリエイティブ・エージェンシー
  - 鈴木は放送作家として活動。出口は元「ロリポップ」の森田メロン（森田一）との「前略寺」を経て元「夢のソルタナ」の宇塚行宏と「みそバーボン（後に「サラシナ」に改名）」を結成し、後に解散。
- 湘南デストラーデ（岡本亮、ナオ・デストラーデ）SMA HEET Project
  - 岡本は実演販売士「サンデー岡本」として活動。ナオ（吉田尚）は元「アビリティモンキー」「ホタテーズ」の後藤亮介・元「パンダユナイテッド」の石井勇気との「マイアミバスケットボールクラブ」を経て（後にフリーを経て浅井企画に移籍）、解散後はピン芸人として活動[45]。その後、2024年に再結成[420]。
- 少年感覚（久松大士、向坂匡喬）よしもとクリエイティブ・エージェンシー
  - 久松は引退し、ファイナンシャルプランナーに転身[421]。向坂も引退している[422]。
- 少年少女（阿部磨有香、坂口真弓）よしもとクリエイティブ・エージェンシー
  - 坂口はピン芸人を経て、元「ロシアンモンキー」のすーなか（中須智一）と「怪獣」を結成（後に元「ミルククラウン」の竹内健人が加入しトリオとなるも解散）。その後は再度ピン芸人として活動。阿部は引退[423]。
- 笑パーティー（ばんきんや、松元ヒロ、石倉チョッキ、杉浦正士）
  - ばん・松元・石倉は元「キャラバン」及び「ジョージボーイズ」のメンバーとコント劇団「ザ・ニュースペーパー」を結成するも、後に全員脱退。杉浦は裏方を経て替え歌シンガー「杉笑太郎」として活動していたが、2019年に死去[424]。
- 笑ハンティング（中田ゆうじ、宮本たつみ）よしもとクリエイティブ・エージェンシー
  - ゆうじは引退、宮本は「龍見」の名で北海道を中心にローカルタレントとして活動。
- ジョリー惑星（フラポテおおた、⊿あべみな）松竹芸能
  - ⊿あべみな（後に「あべみな!」に改名）は元「コスモスライダー」の石田達也・元「トノサマピエロ」のクラチ（現・CURACHI）と「ストロベリーロマンス」を結成するも、2021年に脱退[425]。その後はピン芸人や元「マゼランブル」の三好裕貴との「あさがえり」を経て[426]、解散後は再度ピン芸人「ミナノワール」として活動。おおたは解散に伴い引退[419]。
- シリフリ（原リベロ、松丸ホルモン）ワタナベエンターテインメント
  - 「劇団シリフリ」から改名。松丸（現・松丸ほるもん）はピン芸人を経て元大相撲力士のマービンJr.と「スタミナ苑（後に「まんぷくフーフー」に改名）」を結成し、後に活動休止。
- シルキーライン（広田康人、服部拓也）よしもとクリエイティブ・エージェンシー→フリー→TAP
  - 広田は元「大江戸FC」「パリス」「エマ」、ピン芸人のすし佐々木（佐々木大当り、現・すしささき。）との「おりはべり」を経てピン芸人、服部もピン芸人として活動。
- しんいちけんぢ（上野晋一、小西健司）松竹芸能
  - 上野はグレープカンパニーに移籍し、ピン芸人「お見送り芸人しんいち」として活動（田中光とのユニット「田中上野」としても活動）。
- 深海魚（ネネ、タケ）フリー→吉本興業
  - ネネは引退、タケはピン芸人「深海魚」として活動。その後、2025年に再結成[427]。
- ジンギスキャン（上村亮史、竹原和宏）吉本興業
  - 竹原はピン芸人「タケ竹原」として活動（元「リトルドンファン」「ハイジャンプ」「レボルシオン」「番犬キスケ」「発熱スニーカー」「金曜日のロイド」、ピン芸人のいわきり新習慣（岩切専廣）とのユニット「メアリの休日」としても活動）、上村は引退[428]。
- シンクロック（木尾陽平、吉田結衣）よしもとクリエイティブ・エージェンシー
  - 木尾は元「リンダスター」「イッツビリー」「ブレイブマン」の吉田圭佑との「アッパレード」を経てピン芸人「アッパレード木尾（後に「木尾モデル」に改名）」として活動[429]、吉田はピン芸人を経て元「コーンスターチ」、ピン芸人の岡下雅典（一時期「THIS IS 岡下」に改名）と「THIS IS パン（後に「カーネーション」に改名）」を結成。
- 新作のハーモニカ（藤田隼人、溝上たんぼ）ワタナベエンターテインメント→フリー
  - 共に活動は続ける。
- 志ん茶（福島暢啓、児玉貢昭）フリー
  - 福島（福島のぶひろ）は毎日放送のアナウンサーに転身。
- シンデレラ（畠山健、茂木亮人）プロダクション人力舎
  - 畠山（畠山検定、一時期「畠山」に改名）はピン芸人として活動、茂木は引退。
- シンドバット（鈴木司、森詩津規）吉本興業
  - 鈴木（鈴木つかさ）は元「シェイクダウン」の久馬歩（お〜い!久馬）・元「デモしかし」の浅越浩志（浅越ゴエ）・元「スミス夫人」の灘儀武（なだぎ武）・元「君と僕」の柳谷学（ヤナギブソン）と「ザ・プラン9」を結成し、脱退後はピン芸人として活動（後に吉本を退社）。森は構成作家・脚本家として活動。
- しんのすけとシャン（しんのすけ、シャン）ワタナベエンターテインメント
  - しんのすけはピン芸人を経て元「ハチクミ」の井上翔太と「ペニーズハウス」を結成し[430]、後に解散。シャン（斎藤康太）は俳優に転身。
- シンプソンズ（橋本将、生田渉）吉本興業→フリー
  - 橋本（現・ポセイドン橋本）は堀公優との「キャラメルポップコーン」や小島佳奈との「同期」を経て役者・作家として活動、生田は引退[431]。
- シンプルズ（トウヅカナミ、キンタロー。）松竹芸能
  - 「きんとん」から改名。トウヅカ（東塚菜実子）は元「セカイスプーン」の児玉磨利との「メルシーズ」を経てタレント、キンタロー。はピン芸人として活動（後に松竹を退社）。
- シンブン（井村俊哉、雨ちゃん、今野和人）プロダクション人力舎
  - 「ザ・フライ」から改名。井村は投資家・中小企業診断士に転身、雨ちゃん（雨宮龍也）はピン芸人を経て引退[432]。今野は脚本家・小説家に転身[433]。
- シンレンサイ（三戸キャップ。、KOTORI）吉本興業
  - 「THE GREATEST HITS」から改名[434]。三戸はピン芸人「三戸キャップ」、KOTORI（現・タザアクチュアリー）は橋山メイデンとのユニット「ブラックアスファルト」として活動[435]。

### す
- スウィング（山田和身、中田喜之）サンミュージックプロダクション
  - 山田はピン芸人「カズミV（後に「カズミファイブ」→「かずみん」に改名）」を経て、元「ぴっかり高木とR藤本」「ぴっかり高木といしいそうたろう」、ピン芸人のぴっかり高木と「ぴっかり高木とかずみん（後に「1973」に改名）」を結成[436]。中田（現・なかたよしゆき）は元「9ボール」の増田香との「ラブカップル」やピン芸人を経て元「ロックンロールコメディーショー」の橋本裕介（フレディ・橋本・マーキュリー）と「逆転満塁ホームラン」を結成し、解散後は元「まぜごはん」「ぼれろ」「エイリアンGOGO」の渡辺敬介との「ピーターパンZ」を経てピン芸人・タレントとして活動。
- スーパーニュウニュウ（ふるやいなや、大将）マセキ芸能社
  - 共に退所。大将は元「三日坊主」「ローズヒップファニーファニー」、ピン芸人のハギノリザードマン（萩原秀一）と「ベルナルド」を結成[437]。
- スーパーニレンジャー（日向野勉、荒川賢一、林博之）アップフロントエージェンシー
  - 日向野と林は川田青澄（現・ニレンジャー）と「日向野勉とニレンジャー」を結成（後に日向野が脱退し、コンビ「ニレンジャー」となるも解散）、荒川は放送作家「アラケン」として活動。
- スーパーヒーロー（三中元克、京佑）吉本興業
  - 三中はピン芸人を経て元「インダストリー」「ヒフミ」のてつ丸と「ラフリベンジャーズ」を結成[438]、京佑はピン芸人として活動[439]。
- スーパーマッシュパーティー（レオ、ちゃま）よしもとクリエイティブ・エージェンシー
  - レオは元ピン芸人のギャングK（現・ギャ太郎）との「トルネードポップコーン」を経て[440]、解散後は社会人サッカーチーム「シュワーボ東京」の監督兼オーナーを務める傍ら、YouTuber「Leo the football TV」として活動[441]。ちゃまはYouTuberとして活動[442]。
- スープレックス（川島省吾、秋永和彦）太田プロダクション
  - 川島は「劇団ひとり」の名でピン芸人・タレント・俳優として活動。
- スカイラブハリケーン（滝本友樹、桜井宗忠）ホリプロコム
  - 桜井は引退し、パーソナルトレーナーに転身[443]。
- スキップ（哲夫、市井昌秀）吉本興業
  - 哲夫は元「たちくらみ」の西田幸治と「笑い飯」を結成、市井は映画監督として活動。
- スキヤキ（古高義広、土肥耕平）吉本興業
  - 土肥はピン芸人「土肥ポン太」として活動、古高は引退。
- すきゃんぴ（ちゃこ、みきみき）ティーフォース
  - ちゃこ（笠原悠暉）は元「チェリーの果実」のヨシダマチコとの「ねことら」を経て俳優・映画監督として活動[444][445]。
- スキルトリック（綾部祐二、小池考昌）吉本興業
  - 綾部はピン芸人を経て元「線香花火」の又吉直樹と「ピース」を結成。
- スクラッチ（田中毅、松岡達）松竹芸能
  - 田中はピン芸人「スクラッチ田中」や元「ラブミーテンダー」「ラインバック」の西井隆詞（現・ラジバンダリ西井）との「ダブルダッチ」を経て再度ピン芸人「たなかつよし」、松岡はピン芸人を経てタレント・司会者として活動[446]。
- すごい論（岡田萌枝、寺田友葉）吉本興業
  - 2016年に一度解散の際、共にピン芸人として活動。その後2017年に再結成するも、2020年に再度解散。岡田は「岡田百永」に改名し、元「ラベルベロン」「フロトーバン」、ピン芸人のながおさ君（永翁翔太）と「ナガオサフェスタオカダ」を結成[447]。寺田はバンド「生命引力」のメンバーとして活動[448]。
- すだちtoかぼす（東郷淳、金野忠義）
  - 東郷はピン芸人「あっくん」として活動。
- スタンダップコーギー（奥村うどん、三森大輔）マセキ芸能社
  - 奥村は元「おべんとばこ」のおべんとばこ中川（ピン芸人「おべんとばこ」）と「オンリー2」を再結成[175]、三森はYouTuberとして活動[449]。
- すっとんきょ（大野ひとみ、上野あいみ）松竹芸能
  - 大野（現・ひぃ）は元「リップクリーム」「でじゃぶ」、ピン芸人のじゅんこBAN!BAN!（川上潤子）と「ちょーちんあんこー」を結成しラフィーネプロモーションに移籍、上野はタレントを経てプロ雀士として活動[450]。
- スティーブ&ジャニカ（スティーブ・ソレイシィ、ジャニカ・サウスウィック）サラブレッド・プロモーション
  - 共に英語講師・タレントとして活動。
- ストリーク（山田大介、吉本峰之）よしもとクリエイティブ・エージェンシー
  - 山田はピン芸人「山田スタジアム」として活動、吉本は引退[451]。
- ストレンズ（肉体戦士ギガ、リョウマエダ）プロダクション人力舎
  - 「マエダtoギガ」→「ストレンズ協和音」から改名。ギガはピン芸人として活動、マエダも元「ワルステルダム」の松尾みりあ（現・松尾美梨椏）との「イタイモンク」を経てピン芸人として活動。
- ストロベリーロマンス（CURACHI、石田達也、⊿あべみな→クドウミキコ）K-PRO→フリー→吉本興業
  - CURACHIは元「ぶっとびニトロ」「ぼちぼちいこか」「キタトキタ」「ちからこぶ」、ピン芸人のみやきたゆうた（宮北裕太、現・宮北超裕太）と「XYZ」を結成[452]、石田は元「ネオフロンティア」「ヤマダイラー」、ピン芸人の山本ズバーン（山本幸輔）とのユニット「ポリフェノールズ」として活動（そのコンビに元「門出ピーチクパーチク」「バースデイパーティー」のPA-CHIKUを加えたトリオ「パセリ」や[211]、片岡保幸のものまねタレント「ガタ岡」としても活動[453]）[454]。⊿あべみな（後に「あべみな!」に改名）は2021年に脱退し、ピン芸人や元「マゼランブル」の三好裕貴との「あさがえり」を経て[426]、解散後は再度ピン芸人「ミナノワール」として活動。クドウは引退[455]。
- すとろんぐカラ〜（安部紀克、富田瑞基）太田プロダクション
  - 安部は元「朝一番」、ピン芸人の薄幸（小泉みゆき）と「納言」を結成。富田（現・とみやん）はタナカリョウとの「パークハイツメゾン（後に「アンナ」に改名）」を経てコンビ「アンコウズ」に加入し[456][457]、脱退後は元「ノオト」の岩永ヨシヒト（現・岩永いわな）と「さんぽ」を結成[71]。
- ストロング・マイマイズ（渡辺剛士、齋藤正憲）マセキ芸能社
  - 渡辺はピン芸人「おかゆ太郎（渡辺ラオウ）」として活動、齋藤はピン芸人「本当の赤ちゃん」を経て引退。
- スナッチ（常田功、藤巻竜太）ワタナベエンターテインメント
  - 「爆走列島」から改名。常田（現・バッツネ）はピン芸人「バッドナイス常田」や元「あかいらか」の内田英輔との「つねうち（後に「バッドナイス」に改名）」を経て、解散後は再度ピン芸人として活動（元「ガッツマン」のヤマト（現・やまと運之助）とのコンビ「高速スライダーズ（後に「ホタルイカ」に改名）」としても活動[205]）。
- SNOB（SNOBつね、SNOBゆか）吉本興業
  - ゆかは2019年6月14日に循環器疾患のため急逝[458]。現在はつね単体での活動[459]。
- スパークスタート（ダッチ、フェロモン森田）よしもとクリエイティブ・エージェンシー
  - ダッチはピン芸人の亀子のぶお・大友利隆と「チャイム」を結成し、後に解散。森田はピン芸人「ヤングマン」を経て引退[460]。
- スパシーヴァ（エンペラー、永田孝）吉本興業
  - エンペラー（谷口大二）はテレビプロデューサー・ディレクターに転身。
- スパナペンチ（永田敬介、高橋諒哲）プロダクション人力舎
  - 永田は元「フルパワーズ」の大内崇史との「馬稼業」を経てピン芸人として活動。高橋は元「フルパワーズ」の福永洋一との「スーパースターズ」を経て引退し、仮想通貨の投資家として活動[461]。
- スパプリ（やーすー、1、2の大心）オリジン→ニュースタッフエージェンシー
  - 大心（大城大心）は元「フィットネス」「マッドドックス」「ザ・マルチ」「バンビライオン」の吉田一人（吉田かずと、現・吉田猛々）との「トリガー（後に「ジェットカンフル」に改名）」を経てピン芸人として活動、やーすー（玉城靖規）は引退[376]。その後、2020年に「太陽コンパス」として再結成[376]。
- スピーク☆イージー（ガンビーノ小林、アル北郷）オフィス北野
  - 小林はケン鶴見（鳩山来留夫、現・まっく赤坂見附）との「兄貴会」を経てピン芸人、北郷もピン芸人・放送作家・コラムニストとして活動。
- Z-BEAM（前田真之輔、阪田雅信）プロダクション人力舎
  - 阪田は元俳優のたくみふぢお（現・太組不二雄）との「ジバ（後に「PART TIMEガンジー」に改名）」や吉見幸洋との「GO・JO」を経て、俳優「阪田マサノブ」として活動[302]。前田（前田真ノ輔）は劇団「PUCHI-KEKA」を主宰[462]。
- スプーン（平澤愛、千葉美穂）よしもとクリエイティブ・エージェンシー札幌支社
  - 平澤は引退し、札幌市内でパン屋「ベーカリーam」を経営していたが、2024年3月に閉店[463]。千葉（ちばちゃん）は元「上海ドール」のオジョー（高橋文香）と「パンダスティックランマー」を結成し[402]、後に解散。
- スペードの3（栗林弘典、なかし）太田プロダクション
  - なかしはピン芸人・タレントとして活動、栗林は引退[464]。
- スポンジブルドック（じっちゃん、まめ、芳沢慎一郎、スギタヒロシ）浅井企画→西口プロレス
  - 「もつマメ」→「ジャンクパーツ」から改名。まめ（加藤善久、現・エンジョイまめ）はピン芸人を経て元「チェコ」「バカンス」の焙煎たがい。（互良久）と「焙煎まめ」を結成[465]、スギタ（ジャイアント小馬場）はピン芸人として活動。
- スミス夫人（灘儀武、松村博司）吉本興業
  - 灘儀（なだぎ武）は元「シンドバット」の鈴木司（鈴木つかさ）・元「シェイクダウン」の久馬歩（お〜い!久馬）・元「デモしかし」の浅越浩志（浅越ゴエ）・元「君と僕」の柳谷学（ヤナギブソン）と「ザ・プラン9」を結成し、脱退後はピン芸人・俳優として活動。松村は引退。
- スラッシュスラッシュ（長塚高志、釜津田裕也）大川興業
  - 長塚はピン芸人「名刀長塚」を経て引退、釜津田はピン芸人「鉄板■魔太郎」として活動。
- スリーパーズ（小島大輔、杉山栄一、寺本康太）プロダクション人力舎
  - 小島は吉岡慶との「ピレニーズ」や元「アクアプラス」の石井康平との「マチェーテ」を経てピン芸人「こじま観光」として活動、杉山は元「地獄」の矢巻駿と「フカミドリ（後に「演芸おんせん」に改名）」を結成。

### せ
- セイシュン・ダーツ（青木泰寛、野田幸宏）マセキ芸能社
  - 「青春ダーツ」から改名。青木は司会業に転身[466]。野田は退社し、元「ファイティングポーズ」「ちょむ&マッキー」のちょむ（堀口勉）との「かわはぎタンクトップ」を経て[467]、解散後はイラストレーター・映像編集業者に転身[468]。
- 青年タイアップ（鳥飼詠太、金井貴史）松竹芸能
  - 金井は元「座敷ボウラー」の和田佑との「タイーク」を経て（和田は「座敷ボウラー」時代の相方）、ピン芸人「カナイ」として活動。
- せーじ・けーすけ（せーじ、けーすけ）
  - 1992年に一度解散の際、せーじはひろし（下地博）と「ぱおーん」を結成、けーすけはピン芸人・タレントとして活動。2013年に再度解散後、せーじは大道芸人、けーすけはピン芸人・俳優・声優として活動。
- セーフティ番頭（藤崎翔、三島裕一）石井光三オフィス
  - 藤崎は小説家に転身。三島は元「おふくろの味」、ピン芸人の代官山ボノ（安達康子）との「ミラクルパワーズ」を経て[174]、解散後はピン芸人「三島ゆういち（後に「ハッピーマックスみしま」に改名）」として活動。
- 世界少年（鯨井春樹、吉田悟）フリー→松竹芸能
  - 「よしだくじらい」から改名。鯨井は元「からっぽハイツ」のスタンバイ須田（須田啓祐）と「すだとくじらい」を結成し、後に解散。
- セカンドステージ（佐藤純、野田晋ノ介）お笑い集団ティーライズ
  - 佐藤はピン芸人「純☆レジェンド」として活動。
- セクシーチョコレート（平子祐希、高山和隆）ソニー・ミュージックアーティスツ
  - 平子はピン芸人「セクシー平子」を経て、元「ホトトギス」の酒井健太（ピン芸人「SOSSHO酒井」）と「アルコ&ピース」を結成。高山（高山カズタカ）はピン芸人「岬のワルツ」や元「ランプアップ」「連日恋夜」の小沢宏喬との「銀河の夜」、再度ピン芸人を経て尾川ちくわと「朱杏」を結成し、後に解散。
- セクシーチョコレート（REINA、デンジャーD）ワタナベエンターテインメント
  - REINAはタレント、デンジャーDは占い師として活動[469]。
- セクシーパクチー（小野竜輔、山口ゆきえ）よしもとクリエイティブ・エージェンシー
  - 小野は元「エレーン」の野澤六平（現・野澤輸出）との「ダイヤモンド」を経て、元「コマンダンテ」、ピン芸人の石井ブレンド（石井輝明）と「CITY」を結成[318]。山口（現・ゆきえ）はピン芸人「山口大将軍」や元「ツインゴリラ」「ワシントン」「かつかれ〜」「古都ボーイズ」「花金バーナード」「フランキー」のはぎちゃん（萩原清輝）との「シャインハッピー」[180]、再度ピン芸人「女ゆきえ」を経て元「まえうしろ」のおこめちゃん（中本絵里）と「女ちゃん（後に「オトメタチ」に改名）」を結成[181]。
- 世田谷フレンズ（加藤憲、鈴木奈都）太田プロダクション
  - 「ムーンライト」から改名。加藤は元「スペースラジオ」「アウェイ部」「トブ電波。」の岡村嘉顕との「御神木（後に「めろんとばくだん」に改名）」や元「キュンキュンパフェ」「雷ZINちゃん」の稲垣社長・中垣塾長との「キングヴィオラ」を経て、解散後はピン芸人・リングアナウンサー・実演販売士として活動。鈴木もピン芸人として活動。
- 絶対的7%（マスト、森田GM）松竹芸能
  - 森田はピン芸人のはっぴちゃん。との「はっぴちゃん。とGM」やピン芸人を経て[470]、元「ハノーバー」の良本カルビと「よしもとズ（後に「百点飯店」に改名）」を結成し[471]、後に解散。マストは引退[472]。
- SET隊（岸谷五朗、寺脇康文、山田幸伸）アミューズ
  - 全員俳優として活動。
- ゼナイル（板倉俊之、秋山竜次、馬場裕之）吉本興業
  - 板倉は元「プラス2トン」の堤下敦と「インパルス」、秋山と馬場は元「山本山崎」の山本博と「ロバート」を結成。
- 背中バキボキズ（茂木哲平、パソ・コン太郎）よしもとクリエイティブ・エージェンシー
  - 茂木（後に「モテギ哲平」に改名）は元「DONぶり」「ラストバトルズ」の饂飩（西村直樹）と「爆発エントロピー」を結成し、後に解散に伴い引退[473]。パソ・コン太郎も引退している[474]。
- ゼミナールキッチン（田中光、渡辺竜介）吉本興業→SMA NEET Project
  - 後に「田中・渡辺」→「クララ」に改名。田中は元「夕暮れヒーロー」の桝本コージ（桝本浩二、現・ノビター）・難波麻人（なんばあさと）との「マスモトコインロッカー（後に「アボカドランドリ―」→「アボカドランドリ」に改名）」やピン芸人「タナカダファミリア」を経て、漫画家との兼業芸人に転向（お見送り芸人しんいちとのユニット「田中上野」としても活動）。
- 蝉丸（中村高志、徳原秀俊）吉本興業
  - 中村はピン芸人「ヒューマン中村」として活動。徳原（現・るぅびぃず徳原）はピン芸人「徳原子守歌」や「サムライダンス」、「ラブリーベイビー」を経て元「ジオンハント」の毛上昌人と「徳原と毛上」を結成し[475]、後に解散。
- 003MANIA（堀井宇宙、吉名崇朗、峰本大作）京やプロダクション
  - 堀井が脱退し、コンビ「23区（「大吉マニア」から改名）」となるも後に解散。堀井は本名の「堀井祥明」の名でピン芸人として活動、峰本（現・大ちゃん）はあちゅ（大石康隆、現・ヤス）と「ツーライス」を結成。吉名は引退し[476]、2016年3月28日に死去[477]。
- 線香花火（又吉直樹、原偉大）吉本興業
  - 又吉は元「スキルトリック」、ピン芸人の綾部祐二と「ピース」を結成、原は雑誌ライター・インタビュアーとして活動[478]。
- 戦士（げんせい、たむかい、銘苅）吉本興業
  - げんせいと銘苅はコンビ「柿」を結成[479]、たむかいはピン芸人として活動[480]。
- せんたくばさみ（吉本英和、能勢浩、加藤統士）松竹芸能
  - 能勢（能勢ヒロシ、現・ビーグル38能勢）と加藤はコンビ「うなぎ」を経て元「トランスポーター」の中屋卓と「ビーグル38」を結成し、後に解散。吉本はプロ雀士として活動。
- ゼンモンキー（荻野将太朗、ヤザキ、むらまつ）ワタナベエンターテインメント
  - 全員活動は続ける（荻野は「ムニエル」に改名）。
- 戦慄のピーカブー（いしはらあゆむ、渋木プロテインおやじ）ホリプロコム

### そ
- 爽快パンク（武田勝義、見附拓摩）ニュースタッフエージェンシー
  - 見附は元ピン芸人のいとーじゅん（現・伊藤じゅん）との「カンフーガール」を経てピン芸人・舞台俳優として活動[229]。
- 象さんのポット（としゆき、ひとし）ブッダストーンオフィス
  - としゆきは映像作家「時生今日人」として活動。
- ソーセージ（藤本聖、秋山賢太、山名文和）よしもとクリエイティブ・エージェンシー
  - 秋山と山名はコンビ「アキナ」を結成、藤本（フジモト）は元「連中」「ガトリングガン」、ピン芸人の井尻貫太郎（現・貫太郎）との「ジュリエッタ」や元「サンドロップ」、ピン芸人のジェットスガワラとの「カソク装置」を経てピン芸人「mossan」として活動[296]。
- 底ぬけAIR-LINE（古坂和仁、小島忍、村島亮）M2カンパニー→ホリプロコム
  - 「よにん組」から改名。古坂と小島（忍丸）は音楽ユニット「NO BOTTOM!（現・NBR（NEW BUSHIDOU RAVERS））」を結成し（後に小島が脱退）、後に古坂は「古坂大魔王」の名でピン芸人・音楽家として活動、小島はゲームクリエイターに転身。村島は1997年に脱退し、「村島リョウ」の名で俳優・ナレーターとして活動。
- ソニックブラザーズ（池崎慧、山中一輝）ワタナベエンターテインメント
  - 池崎はピン芸人「サンシャイン池崎」として活動。
- ソノヘンノ女（とも、はっしー）グレープカンパニー
- ソフィア（ひろみ、ゆか）松竹芸能
- ゾフィー（上田航平、サイトウナオキ）フリー→グレープカンパニー
  - 上田はピン芸人・作家[481]、サイトウ（斉藤直樹）もピン芸人「ヘベレケ齋藤」として活動（フリーを経て100companyに移籍）[482]。

## た行

### た
- ダークホース（山出雄大、江原寅次郎）ニュースタッフプロダクション
  - 山出はピン芸人「ダークホース山出」として活動、江原は引退[483]。
- ター坊ケン坊（ター坊、ケン坊）福岡吉本
  - 「代々木くんと河合くん」から改名。ター坊（竹山隆範、カンニング竹山）は中島忠幸と「カンニング」を結成（2006年に中島が肺炎のため死去）、ケン坊（田中健二）は松田キビキビ（松田貢児）との「ケン坊田中・松田キビキビ」を経てピン芸人として活動。
- タイーク（金井貴史、和田佑）松竹芸能
  - 「座敷ボウラー」から改名。2015年に一度解散の際、金井はピン芸人「座敷ボウラー金井」を経て元「ブギーマン」の鳥飼詠太と「青年タイアップ」を結成。その後2017年に再結成するも、2020年に再度解散。金井はピン芸人「カナイ」として活動、和田は引退。
- タイガース（阿部直也、遠藤逸人、今夜すぐ起きる）吉本興業
  - 阿部は元「田畑藤本」の田畑勇一と「とらふぐ」、遠藤は元「クローバー」、ピン芸人のとべまーしと「デンゼル」を結成[484]。今夜すぐ起きるはピン芸人として活動。
- ダイキリ（南部幸一、宮下聡）よしもとクリエイティブ・エージェンシー
  - 解散時のコンビ名は「トロフィーズ」。南部（現・なんぶ）は辻雄貴との「白球磨」や元「東京バレリーナ」「ジャンクガール」「喫茶エリー」「ひらきっぱなし」の松永トシヒコ（松永俊彦）との「ド真ん中ズ」を経て構成作家、宮下はピン芸人「ひょっこりはん」として活動。
- 大好物（須藤謙太朗、なんしぃ）吉本興業
  - なんしぃは俳優として活動[485]、須藤は引退[486]。
- 大蛇が村にやってきた（富山泰庸、安井章二）よしもとクリエイティブ・エージェンシー
  - 富山（富山よしのぶ）は政治家として活動[487]、安井は引退[488]。
- 大車輪（宝山直史、木谷臣吾）ニュースタッフエージェンシー
  - 宝山は栗焼力裕との「ワイルドカード」を経て、ピン芸人「ホーザン」として活動。
- たいぞう・半平太（たいぞう、島田半平太）吉本興業
  - たいぞうはピン芸人・画家として活動、半平太は引退[489]。
- だいなお（野村大輔、川口直哉）松竹芸能
  - 川口（現・ノブオ）は元「ばろん」の吉間洋平（現・アニキ）と「アロマリーゼント（後に「ペンギンズ」に改名）」を結成。
- ダイナマイトキャッツ（稲垣浩太郎、岩間よいこ）ワタナベエンターテインメント
  - 岩間はピン芸人や元「あんいーぶん」の中村涼子との「パルフェ」、再度ピン芸人を経て引退し、YouTuberに転身。
- 第2PK（せーや、ひろみ）サンミュージックプロダクション
  - ひろみは実演販売士「ベル月村」として活動[490]。
- 太平サブロー・シロー（太平サブロー、太平シロー）松竹芸能 → 吉本興業 →（独立）
  - サブローはピン芸人・タレントとして活動。シロー（太平詞郎）はピン芸人・放送作家として活動していたが、2012年2月9日に心室細動のため死去。共に現在の屋号は「大平（『太』の点がない）」。
- タイムトラベラー（森田仁、蓮沼誠司）プロデューサーハウスあ・うん
  - 森田はタレント・フードプロデューサーとして活動。
- ダイヤモンズ（加藤謙太郎、岸本拓也）ワタナベエンターテインメント
  - 加藤は元「サギタリウス」の松本剛矢・中井慈との「春夏笑冬」を経て、ピン芸人「ディエゴ・加藤・マラドーナ」として活動。岸本は解散に伴い引退[491]。
- ダイヤモンド（野澤輸出、小野竜輔）吉本興業
  - 野澤はピン芸人として活動、小野は元「コマンダンテ」、ピン芸人の石井ブレンド（石井輝明）と「CITY」を結成[318]。
- たいよう（高須克裕、まつもとしん児）よしもとクリエイティブ・エージェンシー→グレープカンパニー
  - まつもとはピン芸人のかんちゃま（菅野総一郎、現・ぽんちゃま）との「ぱわぁすぽっと（後に「おまたせ」に改名）」を経て実演販売士として活動[492]。
- 平参平・源五郎（平参平、源五郎）吉本興業
  - 共に吉本新喜劇で活動していたが、平は1986年9月14日に肝不全のため、源（桑原和男）は2023年8月10日に老衰のため2人とも死去[493]。
- ダ・ヴィンチ（釜口育、新名徹郎）よしもとクリエイティブ・エージェンシー
  - 釜口は元「金時」「ビリケンビリー」の三輪善行との「京子（後に「プロペラーズ」に改名）」やピン芸人「安心のかまぐち」、元「じゃじゃ馬ポニー」の井ノ上勝一・山本真次との「スーパーボール」を経て再度ピン芸人として活動（SMA NEET Projectを経てフリーで活動[494]）。新名は吉本新喜劇で活動[495]。
- たかしひでき（たかし、ひでき）福岡吉本→吉本興業→浅井企画
  - たかしはピン芸人を経て引退し、2016年9月7日にくも膜下出血のため死去[496]。
- 高僧・野々村（高僧美喜、野々村友紀子）吉本興業
  - 高僧は引退し、現在は大阪市都島区で居酒屋「まんぷく屋ぎんなん」を経営[497]。野々村は放送作家・タレントとして活動。川谷修士（2丁拳銃）の妻。
- タカダ・コーポレーション（おやきくん、大貫さん）よしもとクリエイティブ・エージェンシー
  - おやきくんは「ペリカン」の名で「電撃ネットワークJr.」のメンバーとして活動していたが、後に脱退に伴い引退。大貫は夫で元「シガーロング」「トンファー」の山西章博と「夫婦のじかん」を結成。
- 高峰和才・洋才（高峰和才、高峰洋才）
  - 和才はピン芸人・漫談家として活動していたが、2022年1月15日に前立腺がんのため死去。
- 竹内兄妹（経宏、夕乃、いく実）プロダクション人力舎
  - 経宏は一時引退後[498]、大越智之・太田直輝と「一階建マンション」を結成し復帰[499]。
- 竹内ズ（竹内大規、がまの助）プロダクション人力舎
  - 竹内はピン芸人、がまの助は退社しフリーのピン芸人として活動（元「むかしテレビ」のミネ（峯敦範）とのユニット「にょぼりげ」としても活動[500]）。
- 黄昏アンティーク（小島啓義、坂本大亮）浅井企画
  - 坂本（坂本ダイスケ）は白石剛久との「クリームソーダ」や元「サンリーフ」「ストレート」「ドライブヒット」「マインド・ミックス」、ピン芸人のチバタネヒデ（現・千葉タネヒデ）との「ビィパタァン」[501][502]、ピン芸人のとーごとの「パタースン」[503]、ヒカル君との「キズもん（後に「麦と米」に改名[504]）」を経てピン芸人「さかもっさん」として活動[505][506]。
- DA-DA（春名和昭、植村茂浩）松竹芸能
  - 春名はピン芸人を経て引退、植村は元「左ミドル」の華井啓行（現・華井二等兵）との「モナコ大作戦」を経てピン芸人として活動。
- ダックスープ（木藤直之、宮崎元樹）大滝エージェンシー→松竹芸能
  - 木藤はピン芸人「ナオユキ」、宮崎もピン芸人「宮崎げんき」として活動。
- ダッシュたぬきち（ダッシュあきら、たぬきち）M2カンパニー→ホリプロコム→スーパー☆マンエンターテインメント→ノーリーズン
  - 「自然隊」から改名。共にピン芸人として活動（たぬきちは「たぬたぬきち」に改名[507]）[508]。
- 脱線トリオ（由利徹、南利明、八波むと志）
  - 八波は1964年1月に交通事故のため、南は1995年1月13日に肺がんのため、由利は1999年5月20日に肝臓がんのため全員死去。
- 棚からブタもち（ゆーや、餅田コシヒカリ）松竹芸能
  - ゆーや（田中雄也）は元「箱根観光」「ローマ環状線」の長屋ソコツ・元「ハードガブ」の太田潤と「アースフレーバーズ」を結成（後に太田が脱退しコンビとなり、元「おはよーサンフランシスコ」の斗澤康秋（現・斗澤やすあき）が加入しトリオ「いとしのサラーサ」となるも解散[509]）[510]。その後は長屋とコンビ「桃尻部隊（後に「宙飛ぶバギー」に改名）」を結成[511]。餅田はピン芸人を経て元「ラバボーズ」、ピン芸人の小野島徹と「駆け抜けて軽トラ」を結成し、後に解散。
- ダニエルズ（望月隆寛、あさひ、小谷和真）フリー→オスカープロモーション→フリー→タイタン
  - 小谷が脱退しコンビとなるも、後に解散。望月は引退、あさひはピン芸人として活動。
- たぬきごはん（宍倉孝雄、ほりぬのこ）松竹芸能
  - 宍倉は「ししくらサソリ」に改名し、元「よーいどん」「さむらい侍」のイトキン（伊藤靖、現・いときん。）と「あのつばめ」を結成（後に元「ほうらい」「ベイビーフロート」「ギリギリすれすれ」「ハウメニ―ピーポー」の山崎ユタカ（山崎豊、現・山崎代表）が加入し、トリオ「燕代表」となる[512]）。ほりはピン芸人・ヘアークリエイターとして活動[513]。
- 田畑藤本（田畑勇一、藤本淳史）吉本興業
  - 田畑は元「笑鷺」「ピケ」「タイガース」の阿部直也と「とらふぐ」を結成、藤本はピン芸人として活動。
- W∞アンナ（川村あんな、中川杏奈）リップ
  - 中川はタレントとして活動、川村は引退[514]。
- ダブルコセガレ（浅田修治、新宅崇央）ケーエープロダクション
  - 新宅は「タカオカナ!」やピン芸人「しんたく」を経て、乾弘樹と「しんたくいぬい」を結成。
- Wコロン（木曽さんちゅう、ねづっち）プロデューサーハウスあ・うん
  - 木曽はピン芸人を経て元「ヴィンセント」「花パラダイス」の塩田忠道と「ケンメリ」を結成、ねづっちはピン芸人として活動。
- ダブルダッチ（西井隆詞、田中つよし）松竹芸能
  - 西井はピン芸人「コア・ファイター西井（後に「ラジバンダリ西井」に改名）」、田中もピン芸人「たなかつよし」として活動。
- W-TRAP（竹内裕二、水野）吉本興業
  - 竹内はピン芸人「竹内ゆうじ」として活動していたが、2007年12月10日に大腸癌のため死去。
- Wパンチ（みつお、けいすけ）吉本興業
  - みつおはピン芸人「パンチみつお」として活動。けいすけはタレント「パンチけいすけ」として活動していたが、2019年に食道がんのため死去[515]。
- ダブルホルモンズ（上ロース、骨付きカルビ）吉本興業
  - 上ロース（今田耕司）はピン芸人・タレントとして活動、骨付きカルビ（蔵野孝洋、現・ほんこん）は「ホンコン・マカオ（2代目）」を経て元「ホンコン・マカオ（初代）」の初代ホンコン（板尾創路）と「130R」を結成。
- Wモアモア（東城けん、東城しん）太田プロダクション→トービック
  - けんはピン芸人として活動。しんもピン芸人として活動していたが、2022年2月4日に解離性大動脈瘤のため死去。
- Wヤング（第1次）（平川幸雄、中田治雄）吉本興業
  - 平川（平川幸男）はピン芸人を経て佐藤武志と「Wヤング（第2次）」を結成するも、2019年11月11日に死去。中田は1979年に飛び降り自殺のため死去。
- Wヤング（第2次）（平川幸男、佐藤武志）吉本興業
  - 平川は2019年11月11日に死去、佐藤は吉本新喜劇で活動。
- だぼぱん（高木優、竹田淳）ホリプロ
  - 竹田は水町享央（現・水町タカオ）・林信亨との「なごみ堂（後に「なごみ堂!」に改名）」を経て、ピン芸人「ジュニー・ザ・ピンボール（後に「ふとっちょ☆カウボーイ」に改名）」として活動。
- タボン（渡部千春、十枝内重昭）マセキ芸能社
  - 渡部はピン芸人「ナブタン」を経て引退。
- ダメジン（細谷光栄、杉山大介）プロダクション人力舎
  - 細谷はピン芸人「みつはる」を経て引退[516]。
- ダルメシアン（川口英之、平井奨）三木プロダクション→フリー→ホリプロコム
  - 「ラフ・メイカー」→「チャンネルチェンジ」から改名。川口は元「アビリティモンキー」の後藤亮介との「ボストンミルク（後に「ホタテーズ」に改名）」を経てピン芸人・怪談師として活動。
- 弾丸ジャッキー（オラキオ、テキサス）ニュースタッフプロダクション
  - オラキオはピン芸人、テキサス（現・武田明神）はピン芸人・舞台俳優として活動。
- ダンジキ（町田章子、高橋直子）よしもとクリエイティブ・エージェンシー
  - 「男式」から改名。町田はピン芸人「まちだあきこ」を経て引退。
- Dandelion（小谷真理、沖智哉）よしもとクリエイティブ・エージェンシー
  - 小谷は元「金時」「ビリケンビリー」「プロペラーズ」「ケムリダマ」の三輪善行との「みわこたに」やピン芸人を経て引退。
- タン☆バリ〜ン（中村摂、村田真理子）松竹芸能
  - 「ふゆ〜す」から改名。中村は元「Paradise18GO!!」「あんじ」、ピン芸人の横溝美友紀との「おひさまロケット」を経てピン芸人、村田もピン芸人として活動。
- タンバリン（大橋央旺、新田裕樹）ソニー・ミュージックアーティスツ
  - 大橋はピン芸人「アキラ100%」として活動。

### ち
- チープスープ（成島敏晴、衛藤幸生）吉本興業
  - 成島（一時期「NARU」に改名）は俳優、衛藤は「elsa」の名でバンド「jealkb」のメンバーとして活動。
- TEAM-0（山崎邦正、軌保博光）吉本興業
  - 「GSX」から改名。山崎はピン芸人を経て落語家「月亭方正」、軌保（現・てんつくマン）は映画監督・脚本家・詩人・環境活動家として活動。
- チェコ（田代恒昭、互良久）プライム
  - 田代はピン芸人「田代32」として活動、互（現・焙煎たがい。）は倉富益二郎との「マッスルブラザーズ（後に「バカンス」に改名）」を経て元「スポンジブルドック」、ピン芸人のエンジョイまめ（加藤善久）と「焙煎まめ」を結成[465]。
- チェリーズ（高野保彦、八木正幸）フリー→プライム
  - 解散時のコンビ名は「ちぇりぃず」。八木はリビング藤山と「リビング70」を結成し、後に活動休止。
- チェリーの果実（ヨシダマチコ、ムラキミナミ）オスカープロモーション
  - ヨシダは元「にゃこまんま」「すきゃんぴ」のちゃこ（笠原悠暉）との「ねことら」を経て引退[517]。
- チェリー☆パイ（かっすん、みほ）ホリプロ
  - みほは森下まい（もりまい）との「アップルパイン」を経て、「大湯みほ」の名でタレント・ぬか漬けマイスターとして活動[39]。かっすんは引退[518]。
- チェリブロ（あやか、なつみ）ZUN
- チェルシー（上田航平、流木ターナー）石井光三オフィス
  - 上田は元「あずう」の斉藤直樹（サイトウナオキ、現・ヘベレケ齋藤）との「ゾフィー」を経てピン芸人・作家として活動[481]、流木ターナー（田中隆三）は「柳亭信楽」として落語家に転身[519]。
- ちからこぶ（晃太朗、宮北裕太）吉本興業
  - 晃太朗（現・こうたろう）はピン芸人を経て元「カーニバル」、ピン芸人の茜チーフと「ポチ」[182]、宮北（現・宮北超裕太）もピン芸人「みやきたゆうた」を経て元「トノサマピエロ」「ストロベリーロマンス」のCURACHIと「XYZ」を結成[452]。
- 地球（マグ万平、マントル一平）プロダクション人力舎
  - 万平はピン芸人として活動。一平は退所し、本名の「島一平」の名でフリーのタレント・YouTuberとして活動。
- ちびっこギャング（越川大介、藤井一男）田辺エージェンシー
  - 越川は劇団「D.K HOLLYWOOD」を主宰、藤井はピン芸人・俳優として活動。
- ちむりん（則末チエ→しょうちゃん→サラ・ゴメス→よろこ→佐藤ひろみ→日村ゆうこ→あや、なみえ→宮坂うつわ→なみえ）オフィス★怪人社
  - 則末は劇団「発条ロールシアター」の脚本家・演出家、サラ（藤本幸子）はピン芸人「さちまる（後に「さちまる。」に改名」として活動。あや（高羽彩）は「タカハ劇団」を主宰、宮坂（宮坂知映）は「宮坂器」の名で女優として活動[520]。佐藤（現・ゆず姉）となみえ（現・吉田なみえ）はコンビ「姫くり」を結成するも、後に活動休止。
- チャーチル（飯田健吾、鈴木圭介）サンミュージックプロダクション
  - 「パティグロン」から改名[521]。
- チャイニング（伊里恵子、渋谷恵子、長江智美、藤本幸子）プロダクション人力舎
  - 長江はピン芸人「長江もみ（後に「バルーンもみ」→「もみバルーン」に改名）」、藤本も「ほっかいどんたっく」や「サラ・ゴメス」の名で「ちむりん」の一員を経てピン芸人「さちまる（後に「さちまる。」に改名）」として活動。伊里と渋谷はコンビ「プラチナ」を結成。
- チャイム（大友利隆、亀子のぶお、ダッチ）よしもとクリエイティブ・エージェンシー
  - 亀子はピン芸人として活動。
- チャイルズ（きりこ、りん、ゆうこ）石井光三オフィス
  - きりこ（磯野貴理子、一時期「磯野貴理」に改名）はタレント・女優として活動。
- チャイルドマシーン（樅野太紀、山本吉貴）吉本興業
  - 樅野は放送作家（バンド「Sausage Butterfly Pasta Festa」のメンバーとしても活動）、山本はピン芸人として活動。
- チャチャ（曽川修二、小西マサテル）マセキ芸能社
  - 曽川は芸能マネージャーを経てホリプロの制作スタッフに転身、小西は放送作家として活動。
- チャップメン（加藤憲、野田祐介）プロダクション人力舎
  - 加藤は元「アメデオ」の森枝天平（現・ガッテン森枝）との「エレファントジョン」やピン芸人「ケン・カトウ」、元「麦芽」の鈴木奈都との「ムーンライト（後に「世田谷フレンズ」に改名）」を経て、解散後は元「スペースラジオ」「アウェイ部」「トブ電波。」の岡村嘉顕との「めろんとばくだん」や元「キュンキュンパフェ」「雷ZINちゃん」の稲垣社長・中垣塾長との「キングヴィオラ」を経てピン芸人・リングアナウンサー・実演販売士として活動。野田（現・アイアム野田）は元「アメデオ」の大川原篤史（現・おおかわら）・浅沼達郎と「鬼ヶ島」を結成（後に浅沼が脱退し、元「CUBE」「シンガポールママ」の和田貴志（ピン芸人「和田戦車」、現・アイアム和田）が加入）。
- ちゃらんぽらん（大西浩仁、冨好真）フリー→パブリックインフォメーションスタイル→吉本興業
  - 「ザ・ちゃらんぽらん」から改名。大西（大西幸仁）は画家に転向、冨好はピン芸人「ちゃらんぽらん冨好」として活動。
- チャンバラJr.（駿河幸太郎、中村大浩、岡田和幸、松崎将人、細川博一）よしもとクリエイティブ・エージェンシー
  - 駿河と中村はコンビ「チャンバラZ」として活動[522]、岡田は俳優に転身。松崎（現・松崎虎千代）と細川（現・細川熊千代）は元「Wコミック」の荻野晋吾（おぎの信号）・元「じゃんじゃん横丁。」のうだともかず（烏田友和）と「チャンバラチャンネル」を結成（後に荻野が脱退）[523]。
- チャンピオンジム（チャンピオン、ジム原野）ジェイピィルーム→フリー
  - 「アミノサン」から改名[524]。原野（原野吉弘）は構成作家を経て脚本家として活動[525]。
- 中央線withyou（ウーウェイ、うじいえともみ）トゥインクル・コーポレーション
  - ウーウェイはピン芸人「ウェイウェイ」を経て元ピン芸人の金沢まさえ（現・まさえ）と「うみのいえ」を結成し（浅井企画を経てフリーで活動）、後に解散。うじいえはピン芸人として活動。
- チュパチャップス（星田英利、宮川大輔）吉本興業
  - 星田（一時期「ほっしゃん。」に改名）はピン芸人を経て俳優、宮川はピン芸人・タレントとして活動。現在も共演する機会が多い。
- ちゅんま（しゃっくー大佐、カラムーちゃんかなーち思て、なりちゃん）吉本興業
  - しゃっくー大佐は解散に伴い引退[526]、カラムーちゃんとなりちゃんもピン芸人を経て引退[527]。
- チョイチャック（伊佐陶太、川合鉄平）浅井企画
  - 伊佐はピン芸人「三日月三太郎」、川合は「ハグてっぺい」の名でタレント・MC・ラジオパーソナリティとして活動。
- チョーダイ（須藤祐、富田鉄平）ホリプロ
  - 須藤（現・ズドン）は元「ポプラ並木」の及川裕也との「魚でF」を経てピン芸人・舞台俳優、富田は構成作家として活動。
- チョコサラミ（一浦翔、池田一真）吉本興業
  - 一浦は「鬼龍院翔」の名でバンド「ゴールデンボンバー」のボーカルとして活動、池田（一時期「KAƵMA」に改名）は村上純（現・純）と「しずる」を結成。
- チョッピングライト（佐藤洋平、武田優作、橋本まさを）よしもとクリエイティブ・エージェンシー
  - 佐藤と武田は元「DON'T LOOK BACK」の加藤寛大空（現・今夜すぐ起きる）と「モッキンバード」を結成（後に加藤が脱退しコンビとなるも、2012年に一度解散）。その後2021年に再結成し、後に元「ベイビーギャング」、ピン芸人の北見寛明が加入しトリオ「リッチモン」となる（後に佐藤が脱退[528]）[529]。橋本はピン芸人や元「ポケットモンキー」「ピンクココナッツ」の尾崎正尚との「マルコ」を経て[530]、ピン芸人「アモーレ橋本（後に「ブラボー!橋本」に改名）」として活動。
- チング（ポカ、吉井慎一）よしもとクリエイティブ・エージェンシー
  - ポカはピン芸人「高須賀浩司」として活動、吉井は競馬関係者に転身。

### つ
- ツインカム（島根定義、森永秀康）吉本興業
  - 島根は「島根さだよし」の名でピン芸人・俳優・裏方として活動、森永は引退[531]。
- ツインタワー（清水忠史、奥田憲二）松竹芸能
  - 清水（清水ただし）は政治家として活動（日本共産党議員・大阪市会議員）、奥田は引退[532]。
- ツインテール（吉田敬、和田義浩）吉本興業
  - 吉田は元「関西キング」の小杉竜一と「ブラックマヨネーズ」を結成、和田はさんだぁとの「和田さんだぁ」を経て構成作家として活動[533]。
- ツィンテル（勢登健雄、倉沢学）マセキ芸能社
  - 勢登（一時期「せとたけお」に改名）はピン芸人、倉沢は俳優として活動[534]。
- つーから（まいまい、福田ヒロ）プロダクションノータイトル
  - まいまいはパフォーマー・パントマイマーとして活動（「大入袋舞」の名で歌手としても活動）、福田はピン芸人を経て引退。
- ツーツーレロレロ（東英夫、丸山昭範→大森クンタ）オフィス北野
  - 共にたけし軍団の一員となるも、後に脱退。東（東国原英夫）は「そのまんま東」の名でピン芸人・タレントを経て政治家に転向し、宮崎県知事・衆議院議員を務めた。大森は「大森うたえもん」の名でタレント・歌手として活動。
- ツートンカラー（どばししゅう太、上田昌幸）ワタナベエンターテインメント
  - どばし（土橋周太）は引退し、構成作家に転身[535]。上田はピン芸人「うえちゃん」として活動[536]。
- 月亭かなめ・ぜんじろう（月亭かなめ、ぜんじろう）吉本興業
  - かなめはピン芸人「銀河亭かなめ」、ぜんじろうもピン芸人として活動。
- 津々浦々（林田竜次、関根淳至）プロダクション人力舎
  - 林田は元「オンエアー」の河野和男（現・河野かずお）との「ヒットマン」や元「サポートセンター」「ワイワイダンヂ」の小高山善廣・元「王」「四人」「椀飯振舞」の小橋太っ太（橋口登志雄）との「3フランシスコ」、小高山との「てぶくろ」を経て、元「外苑警備隊」「ラジークイーン」のKIDとのユニット「ビフテキ」として活動[191]。関根（後に「3つある関根」に改名）は「あつしやすし」を経て元ピン芸人のチバユウシと「ザ・ブーンバンバン」を結成し、後に解散[537]。
- つばさ・きよし（大木つばさ、ぼんちきよし）よしもとクリエイティブ・エージェンシー
  - きよしはピン芸人・写真家として活動、つばさは引退。
- つばめ花火（がんばる太郎、横田涼平、D-中山）ワタナベエンターテインメント
  - がんばる太郎（仲田昂平）はピン芸人（フリーを経てワタナベエンターテインメントに再移籍）、中山もピン芸人「D兄さん」として活動。横田は岩村有紀との「ルイスムーン」を経てシャムトラと「くずり」を結成し[538][539]、後に解散。
- つぶつぶ（西岡すみこ、嶋岡里美）ワタナベエンターテインメント
  - 西岡は「にしおかすみこ」の名でピン芸人・タレント、嶋岡もピン芸人「satomi」として活動（松竹芸能、フリーを経てアミー・パークに移籍）。
- つるせんねん（島原啓、西口宣夫）松竹芸能
  - 西口は元「J&M」の稲村ジェーン（稲村亜加根）との「自由気まま」を経て、ピン芸人「西口のぶお（後に「のぶお休みなし」に改名）」として活動。

### て
- D・N・A（芝山大補、山川将宏）よしもとクリエイティブ・エージェンシー
  - 2009年に一度解散の際、芝山は元「アストミンテン」の宮本悠史（ピン芸人「ミヤモト作戦」）と「チョコラチオ（後に「アストロNエース」に改名）」を結成[540]、山川は牛乳瓶洗浄の仕事に就職。その後2012年に再結成するも、2013年に再度解散。芝山は元「ランボランチ」のフワちゃん（不破遥香）との「SF世紀宇宙の子」を経て構成作家として活動[541]。
- D-GRIP（島田まさし、大平まさひこ）吉本興業
  - 共にピン芸人として活動。
- D-BARN（田中修、野路晋一）プロダクション人力舎
  - 「デッドヒート」から改名。野路は構成作家として活動。
- dボタン（三中元克、臼杵寛）吉本興業
  - 「ワンハンドレッド」→「サンプライズ」から改名[542]。三中はピン芸人「dボタン三中」や京佑との「スーパーヒーロー」を経て[543]、元「インダストリー」「ヒフミ」のてつ丸と「ラフリベンジャーズ」を結成[438]。臼杵はピン芸人・タレント・声優として活動[544]。
- テキサスコンビ（三田みつお、三田まさお）フクダオフィス
  - みつおは1987年に病気のため死去。まさおは元「イーストウエスト」の清水英明（現・清水英彰）と「ニューテキサスコンビ」を結成（そのコンビに村井のりこ（現・なかじままり）を加えたトリオ「テキサススリー」としても活動[545]）。
- デコボコ団（阿見201、上原圭太）浅井企画
  - 阿見はピン芸人・俳優として活動、上原は田中裕二（爆笑問題）のマネージャーに転身。
- でこぼこビート（小松崎和也、猪島一将）サンミュージックプロダクション
  - 小松崎（現・コンプライアンス小松崎）は朝倉隼人との「朝倉小松崎」や元「リアルパンプキン」の本間照との「ハッピーパンプキン」を経て、元「ヤングミセス」「チューバッカー」「コブラナッツ」の関谷友美（関谷あるみ）と「花いちご（後に「ハナイチゴ」に改名）」を結成。猪島は元「百万石」「3D」の宮澤伸介（ミヤザワールド）との「きまぐれカウンター」やピン芸人「いのしまカウンター」、再度本名に戻し元「サファリグラタン」の西淳之介（ピン芸人「大人ボーイ」「淳之介」）との「千葉ダイブ」、再度ピン芸人「イノシマ全治6ヶ月」を経て、元「ジュモンれもん」の肥後DNA（肥後博暁）・元「フジタと大介」「Par-do」の藤田晋也（ピン芸人「フジタシンヤ」「フジタ帝国」）と「ドレミ倶楽部」を結成し、脱退後は再度ピン芸人として活動（フリー、石井光三オフィスを経てSHUプロモーションに移籍）。
- デスペラード（武井志門、エマミ・シュン・サラミ、糸山国男）吉本興業→フリー
  - 「デスリガン」から改名。武井はピン芸人、サラミもピン芸人「モハメド太郎」として活動。糸山は2004年に脱退し、ピン芸人「茶柱立乃助」として活動。
- テディベア（桑波田理恵、宮崎美智）吉本興業
  - 桑波田（くわばたりえ）は小原正子と「クワバタオハラ」を結成。
- デニッシュ（中村力、宮下覚）山中企画→フリー→ワタナベエンターテインメント
  - 中村はタレント「中村シュフ」、宮下はピン芸人「ミヤシタガク」として活動。
- てのりタイガー（村潤之介、渡瀬瑞基、原由貴子）吉本興業
  - 原が脱退しコンビとなるも、後に解散。村はピン芸人「ムラジュン」、渡瀬もピン芸人・プロレスラーとして活動。原は「ドーナツ探偵」を結成[546]。
- デモしかし（浅越浩志、高山和也）吉本興業
  - 「都島11時」→「サラダ砂漠」から改名。浅越（浅越ゴエ）は元「シンドバット」の鈴木司（鈴木つかさ）・元「シェイクダウン」の久馬歩（お〜い!久馬）・元「スミス夫人」の灘儀武（なだぎ武）・元「君と僕」の柳谷学（ヤナギブソン）と「ザ・プラン9」を結成。高山（新塾ドラゴン、DRAGONタカヤマ、現・コウカズヤ）は元「レトロマニア」の吉良博之・元「市川塾」の小門建太郎（現・コカドケンタロウ）との「サタディサンディ（後に「ジャムパン」→「ギャルソンズ」に改名）」を経て、元「満」の溝上洋次（新塾イーグル、現・イーグル溝神）・元「エグザミア」の福田善計（新塾タイガー、現・タイガー福田）と藤原直樹（新塾マンモス、現・ブー藤原）・元ピン芸人の安富郁矢（新塾コブラ、現・サンキュー安富）と「超新塾」を結成し、脱退後はピン芸人を経て放送作家として活動。
- デラスキッパーズ（町田康介、トシボーイ）ワタナベエンターテインメント
  - 「ソフトアタッチメント」→「オナジミチ」から改名[547][548]。町田はピン芸人「町田こーすけ」として活動の傍ら[549]、元「プリンセス金魚」の大前りょうすけとのユニット「大前町田」としても活動[550]。トシボーイ（平谷俊典）は引退[551]。
- DXコブラ（ダンシング谷村、三井三太郎）
  - 谷村（現・ダンシング☆谷村）はものまねタレント・俳優、三井は芸能リポーターとして活動。
- てるや・いわや（岩谷健司、てるやひろし）WAHAHA本舗
  - 共に俳優として活動[552]。
- デンキスタンド（田中夢乃、渡邉沙織）プロダクション人力舎
  - 田中はピン芸人「ゆめちゃん」として活動、渡邉（現・わたなべオーケストラ）はピン芸人を経て元「虹色カルトン」の河井敏辰（現・かわいタクト）と「ふぁのシャープ」を結成。
- 天狗花火（種市竜大、安田直貴）太田プロダクション
- テングリ（こおろぎ、侑杏）浅井企画→松竹芸能
  - 「てんぐり」から改名。こおろぎ（興梠千春）は似顔絵師「コオロギ」として活動。
- てんぐるーす（荒川賢一、木村慎一郎）ズームリパブリック
  - 荒川は元「2レンジャー」の日向野勉と「新生2レンジャー」を結成し（後に林博之が加入し、トリオ「スーパーニレンジャー」となる）、脱退後は放送作家「アラケン」として活動。
- テンゲン（上簗裕尚、マサナカジマ）ワタナベエンターテインメント
  - 上簗はYOSHIと「ワンアップ」を結成[553]、ナカジマはピン芸人として活動。その後、2015年に再結成。
- 電光石火（森田嘉宏、大塚修司）吉本興業
  - 森田は元「チェイサーズ」の山崎雅行との「I少年D」を経て、ピン芸人「コラーゲン配合マン（後に「コラアゲンはいごうまん」に改名）」として活動。
- てんしとあくま（川口敦典、かんざき）吉本興業
  - 「天使と悪魔」から改名。川口は2020年5月15日に持病の内臓疾患のため死去[554]、かんざき（喜久元景太）はピン芸人「てんしとあくま かんざき」を経て元「連中」「ガトリングガン」「ジュリエッタ」の貫太郎（井尻貫太郎）と「動物チーム」を結成[413]。
- 電車道（島津江英樹、福田正修、博多ヒト志、北田委資）吉本興業
  - 島津江と福田はコンビ「ギャオス」を結成するも、後に解散。島津江は「島あたる」の名でイベント司会者として活動の傍ら[555]、派遣会社「株式会社アシストスタッフサービス」を経営[556]。福田は伊藤力也と「塚本6キロ」を結成し、後に解散。博多は構成作家、北田も構成作家「北田ラヂオ」として活動。
- テンショック（石野敦士、舟曳寿治）松竹芸能
  - 石野は元「doop」の緒方雅史（オキャディー）との「Over Drive」を経て俳優として活動。
- デンシレンジ（中島和広、小林敦史）フリー→プロダクションHIT
  - 共にピン芸人として活動（小林は「デンシレンジ小林」に改名[557]）[558]。
- 天然軍（小原大祐、高橋辰人）マックスプロジェクト→ひばりプロダクション
  - 小原（現・ダイス）はピン芸人「Dice」や橋本まさを（現・ブラボー!橋本）との「○-×」、再度ピン芸人を経て元「笑鷺」の濱口洋輔と「ファイナルジャッジメント」を結成し、解散後は再度ピン芸人として活動。高橋（ステファニーたつひと）は元「マカロニキッチン」のひで麿（佐藤秀敏）・元「ぼんぼん」のすずきたかし（鈴木孝志）と「ポンピングプレイ」を結成（後にすずきが脱退しコンビとなるも解散[559]）。
- テンパちゃん（釘宮直樹、実崎弘太郎）ワタナベエンターテインメント
  - 共に引退。釘宮はYouTuberとして活動[560]。

### と
- TOY（菊原由香利、跡部舞）ワタナベエンターテインメント
  - 菊原は「KIKU」の名でダンサー・インストラクター・振付師・コスチュームクリエイター・ドレスメーカー[561]、跡部は作家「ドラゴン龍」として活動。
- 東京アヴァンギャルド（綾瀬マルタ、丸沢丸）トゥインクル・コーポレーション
  - 綾瀬はピン芸人・俳優として活動、丸沢は元「スタンプラリー」、ピン芸人のビンオ（井口敏男）と「かにゃ」を結成。
- 東京タイツ（イッキ、清水聖）太田プロダクション
  - イッキは声優、清水はピン芸人「かがわの水割」として活動[562]。
- 東京定食（かねやん、さんきゅう倉田）よしもとクリエイティブ・エージェンシー
  - かねやん（金村成也）は「キネマプラス」を経て引退し、現在は波動コンサルタントとして活動[563]。倉田はピン芸人や元「ますかた・たかみ」「エレファンツ」の舛方一真（現・ますかた一真）との「ロカカカ」を経て、解散後は再度ピン芸人として活動。
- 東京ビンゴビンゴダイナマイトジャパン（皆川拓也、石田清一、三浦文夫）渡辺プロダクション→パームツリー→ケーアッププロモーション
  - 「ブランドル」から改名。皆川はピン芸人「ウンパー皆川」を経て引退し、芸能事務所「2TOUCH」を設立。石田（SEIちゃん）と三浦（ブン）は元「サニム」「ダイパニック」の吉田豊高（BunBun）と「リィーダァーズ（後に「トリプルパンチ」に改名）」を結成し、後に解散。
- 東京ホルモン娘（東京ウタカルタ、イモトアヤコ、バービー）ワタナベエンターテインメント
  - ウタカルタが脱退しコンビとなるも、後に解散[564]。ウタカルタはピン芸人を経て引退し、「TOMO」の名でロックバンド「THE CHERRY COKE$」にアコーディオニストとして参加していたが、2015年7月に脱退[565]。イモトはタレント・女優として活動、バービーはハジメと「フォーリンラブ」を結成。現在もイモトとバービーは番組で共演している。
- TOKYO無鉄砲（嶋田修平、たかくら伝説、豊田ダイス）よしもとクリエイティブ・エージェンシー
  - 嶋田は元「フレンチブルドッグ」の島居俊介と「シマッシュレコード」を結成、たかくらはピン芸人「たかくら引越センター」として活動。豊田（豊田大祐）は元「シガーロング」の藤田力と「ふじすけ」を結成し、後に解散。
- トゥナイト（なるみ、しずか）吉本興業
  - なるみはタレントとして活動、しずかは引退。
- とうふ（吉野ももみ、南まりか）サンズエンタテインメント
  - 吉野は元「アコさな」「HaHaHa」「tornade」のさなと「相方不在」を結成し、解散後は留学のため一時引退していたが[7]、2010年8月にフットサル選手の高橋健介との結婚を発表[8]。南はタレントとして活動。
- 盗涙王（原田誉之、NAKA）よしもとクリエイティブ・エージェンシー→フリー
  - 2011年に一度解散の際、原田は元「お笑者」の今村有希と「SaruBeer」、NAKAは本名の「中村俊介」として元「GAMBIT」の重久義朋と「シャ楽」を結成。その後2013年に再結成するも、2014年に再度解散。原田はピン芸人「Re:ぷれい・はらだStyle」を経て引退。NAKAもピン芸人「Re:ぷれい・シュン」を経て引退し、YouTuber「クソ台打チニキ」として活動[566]。
- 都営2号（小宮篤志、小比賀大介）フリー→ノーリーズン
  - 元「ヴィスタ」の中込康次郎が加入し、トリオ「ランナァズハイ」となる（後に小宮が脱退し、コンビ「すがお」となるも解散）。
- トーキング（ピグモン勝田、大島勝美）大川興業
  - 勝田は1994年10月24日に公演中の事故のため死去。大島は坂本誠一（現・さかもと聖朋）と「プリオ」を結成し、後に解散。
- どーよ（テル、ケンキ）K-MAC→サンミュージックプロダクション
  - 「Dô-Yo」から改名。共にピン芸人として活動。
- 時子とのぞみ（井上時子、矢坂のぞみ）山中企画
  - 井上はピン芸人「とっこねぇ」として活動。矢板は女優として活動の傍ら、宇都宮市にあるリンパマッサージ店「manon」に勤務[567]。
- ドキドキ☆純情ガールズ（ぽっぽ、のぞみ）松竹芸能
  - ぽっぽはプロレスラー「ぽっぽtheハーミット（後に「ぽっぽちゃん」に改名）」として活動の傍ら[568]、ほかげとのコンビ「いちご女子プロレス」としても活動[569]。のぞみはピン芸人として活動[570]。
- トクトコ（徳富啓太、床並ヒトシ）よしもとクリエイティブ・エージェンシー
  - 「徳富床並」→「トクトミトコナミ」から改名。徳富はピン芸人「デジタルケイタ」として活動。
- トッキブツ（山田、太田）ケイダッシュステージ
  - 「オヌール」から改名。共に退所。山田は本名の「清水雅大」として元「志々雄・桂」「スカーレット」のワンツー桂（桂佑介）と「ウマミスタジオ」を結成[571]、太田（現・黒川団地）はピン芸人を経て元「シノノメ」のミヤンスと「チャバシラ」を結成し太田プロダクションに移籍[572]。
- トップリード（和賀勇介、新妻悠太）太田プロダクション
  - 和賀はピン芸人・編集者、新妻は脚本家・作家として活動。
- どてちんレンジャー（野崎修三郎、岩原弘幸）太田プロダクション
  - 岩原はピン芸人「どてちん岩ちゃん（後に「岩ちゃん」に改名）」として活動、野崎は引退[573]。
- 都トム（可児正、高木払い）ジンセイプロ
  - 「都会のトムソーヤ」から改名。高木はピン芸人、可児は退所しフリーのピン芸人として活動。
- 飛び魚（川堺弥生、橋本マリエ）素敵なサムスィング→松竹芸能
  - 共に引退。
- 友池中林（友池一彦、中林優）THE NEWS
  - 友池はピン芸人「友池さん」として活動の傍ら、脚本家・演出家としても活動。
- トライアンフ（中村和孝、三浦誠己）吉本興業
  - 三浦はピン芸人を経て俳優として活動。
- ドラゴンエマニエル（しょうご、きっぺい）FECオフィス
  - しょうご（仲村昭吾）はピン芸人「しょうご仲村」を経て、前田夏希と「太陽君とそよ風ちゃん」を結成[574]。きっぺい（喜久里航平、現・きっぺー）は一時引退後[575]、中臺友真（現・Dちゃん Official）と「チェックポイント」を結成し復帰（SMA HEET Projectを経てフリーで活動[576]）[577]。
- トラッシュスター（伊藤政臣、中山真希）名古屋吉本
  - 伊藤は退所し「マサ越前」の名でフリーのピン芸人・タレントとして活動の傍ら[578]、福井市にあるバナナジュース専門店「Banana Boy」の店長を務める[579]。中山はピン芸人「中山マサキ」として活動[580]。
- ドラッパ（伊藤はやて、リロイ太郎）よしもとクリエイティブ・エージェンシー
  - リロイはピン芸人や元「あろ〜ず」「アレグレット」の萬代育矢との「コロナクラウン」を経て再度ピン芸人として活動[322]、伊藤は引退[581]。
- ドラハッパー（西條辰彦、竹下友裕）松竹芸能
  - 西條は元「バンビーナ」の中野暢介（のぶすけ）と「アリアリ」を結成、竹下はピン芸人「竹下ともひろ」として活動。
- ドリーマーズ（戸矢秀一、坂本崇裕）プロダクション人力舎
  - 「国泰」から改名。坂本（現・坂本No.1）は元「アクアプラス」「マチェーテ」の石井康平との「クリーニングマン」や元「ペパーミントの風に吹かれて」「幾三」の成田陽平（紳士服の成田、現・成田デシリットル）との「ワン・デシリットル」を経て、元「ヒトミキタミ」、ピン芸人の曇天三男坊（古家祥吾、現・古家曇天）と「TCクラクション」を結成。
- トリコロール（梨花、風花、桜花）ホリプロ
  - 梨花（前田友理香）はピン芸人を経て引退。風花は「雪村ねこ」の名で女優・ラジオパーソナリティ、桜花は元「かいわれ」の北村洋平との「目黒スプリング」を経てピン芸人として活動。
- トリテン（おくぐちバドミントン、一徹）吉本興業
  - おくぐち（奥口・B・裕也）は元「サムタイムズ」「ムイ」の井上彩輝（一時期「π」に改名）と「居残りサミット」を結成するも、後に脱退。一徹は引退。
- トリプルエンジョイ（佐藤晃司、常峰一真、松田栄一郎）よしもとクリエイティブ・エージェンシー
  - 佐藤は元「サイドエイト」「ジュリアパーソンズ」の坂本和也と「エビスボーイズ（後に「エビス」→「東京SKスペシャル」に改名）」を結成し[582]、後に解散。常峰はピン芸人「カズマ・スパーキン（後に「カズマ・スパーキング」に改名）」として活動。
- トルクレンチガールズ（うまこ、力学）フリー
  - 力学（吉川力也、りっきーな）は木原悠汰（キハラ）との「キハりっきーな」や浜本力太との「県道13号」[583][584]、ともやとの「ボイル」を経て山本優季と「耐火ズ」を結成[585][586]。うまこは解散に伴い引退。
- ドルフィンズ（岡本晃典、浮田修平、森介）よしもとクリエイティブ・エージェンシー
  - 浮田は元「かんばさかい」「センチメンタル。」「モンキーパンツ」、ピン芸人の酒井孝太との「キャサリン」を経て、元「マフラーマン」「ガスマスクガール」の畠山達也と「シチガツ」を結成し、後に解散。岡本は元「握り拳」の伊東賢司との「ジャイロボール」やピン芸人「岡本プロ」を経て構成作家に転身[587]、森介（椎森敬介、現・もりすけ）は元「カルパチーノ」の田中亮二との「劇団フキダシ」を経て吉本新喜劇で活動。
- トレイントレイン（吉田裕、石田修二郎）吉本興業
  - 吉田は吉本新喜劇で活動。石田（現・石田しゅうじろう）は元「西海岸's」の良平（現・グッド良平。）と「歩」を結成するも、2011年に一度解散[588]。その後はピン芸人を経て2013年に良平と「ときん」として再結成するも[588]、後に再度解散。
- ドレス（金重高志、岩尾望）吉本興業
  - 金重は「カネシゲタカシ（マンガウルフ）」の名で漫画家に転身（「カネシゲットハッピー」の名でバンド「THE SESELAGEES」のメンバーとしても活動）、岩尾は元「エレキグラム」の後藤輝基と「フットボールアワー」を結成。
- ドレミ倶楽部（肥後DNA、藤田晋也、イノシマ全治6ヶ月）太田プロダクション
  - イノシマ（猪島一将）が脱退しコンビとなるも、後に解散。藤田とイノシマはピン芸人として活動[589][590]。
- ドロンズ（石本武士、大島直也）マセキ芸能社
  - 「D.R.U.G」から改名。石本は「ドロンズ石本」の名でピン芸人・タレント・俳優、大島は俳優として活動。
- とんがりネッシーズ（安田ユーシ、うに吉）トゥインクル・コーポレーション
  - 安田はピン芸人を経て俳優として活動、うに吉は「幽谷マサシ」の名で作家に転身[591]。
- どんきほ〜て（きびのだんご、太平かつみ）吉本興業
  - きびの（前谷正弘）は引退し、実業家に転身。かつみ（現・かつみ♥）は妻の尾崎小百合（現・♥さゆり）と「太平かつみ・尾崎小百合（後に「かつみ♥さゆり」に改名）」を結成。
- ドンダダ（古谷健太、ほまれ）吉本興業
  - 古谷はピン芸人として活動。
- どんぴしゃ（あかみねとんぼ、森本ちゃん）福岡吉本
  - あかみねは退所しフリーのピン芸人として活動の傍ら[592]、福岡市内でラーメン店「秀ちゃんラーメン とんぼ店」を経営[593]。森本もピン芸人「いっちゃく先生」として活動[594]。
- トンファー（山西章博、りゅーじ）よしもとクリエイティブ・エージェンシー
  - 山西は妻で元「タカダ・コーポレーション」の大貫さんと「夫婦のじかん」を結成。りゅーじ（小浜隆次）は元「ブルースタンダード」「バース」の近藤裕希と「インディゴ」を結成し（近藤は「ブルースタンダード」時代の相方）、解散後は元「えんにち」、ピン芸人のアイパー滝沢との「チャッピー。」を経て元「ガッチャ」「サヨナラダンス」「シンガリ」の四角（滝野元気）と「ゴング」を結成[101]。
- 東風（山田尚、藤岡太郎）夢の遊眠社→プロダクション人力舎→ASH&Dコーポレーション
  - 「山田太郎」から改名。山田は「やまだひさし」の名でラジオパーソナリティ・タレントとして活動。藤岡は俳優として活動していたが、2012年3月に暴行事件のため死去。

## な行

### な
- NIGHT・SHIFT（菊地聡、有田毅）太田プロダクション
  - 菊地は「スマイリーキクチ」の名でピン芸人・タレントとして活動、有田は引退。
- Now on sale（HIWA、PANA、SEO）吉本興業
  - 「放課後ハートビート」から改名。HIWAとPANAはピン芸人として活動[595][596]、SEO（瀬尾健太朗）も活動を続ける[597]。
- なおよし（片倉ブリザード、西原まんた）グレープカンパニー
  - 片倉はピン芸人、西原はYouTuber「おだんご」として活動[598]。
- 中田尚希・裕士（中田尚希、中田裕士）吉本興業
  - 尚希はピン芸人「中田なおき（後に「なおき」に改名）」として活動、裕士（中田ゆうじ）は元「テイクオフ」の宮本龍見（宮本たつみ、現・龍見）との「笑ハンティング」を経て引退。
- 中田伸江・伸児（中田伸江、中田伸児）
  - 伸児は「中田しんじ」の名で北海道を中心にローカルタレントとして活動。
- 中田はじめ・圭祐（中田はじめ、中田圭祐）吉本興業
  - はじめは山口幸治との「ラッキースター」を経て吉本新喜劇で活動[599]。圭祐は「毘沙門天」を結成し、後に解散。
- 中張又張（白井伸大、高道大輔）よしもとクリエイティブ・エージェンシー
  - 白井（後に「のぶひろ」に改名、現・しんちゃん）は元「木星」「カエ～ンホーシャキ」のみくぼ（現・おいちょ）・元「メロウモロウ」の中村直哉との「トリプルスペイン」やピン芸人「大自然白井」を経て、元「キングタコス」「ジャズタイム」の里龍之介（現・ロジャー）と「大自然」を結成。高道は引退し、大阪府警の警察官に転身[600]。
- なかよし（熊本浩武、坂本大輔）吉本興業
  - 熊本は脚本家・声優・俳優として活動、坂本は妻の坂本晴香との「アダム&イブ」を経て引退。
- なかよしビクトリーズ（岡田康太、下村達也）フリー→ホリプロコム→フリー
  - 「ロシア計画」→「オレンジサンセット」→「新オレンジサンセット」から改名。2016年に一度解散の際、岡田は元「サンストレンジ」の宰務翔太と「プルメリアンズ（後に「カハラ」に改名）」を結成、下村は東京都内のラーメン店に勤務。その後2018年に再結成するも、2020年に再度解散。岡田はピン芸人・YouTuberとして活動、下村は引退。
- なごみ堂!（水町享央、竹田淳、林信亨）アミー・パーク
  - 「なごみ堂」から改名。水町はピン芸人「水町タカオ」[601]、竹田もピン芸人「ジュニー・ザ・ピンボール（後に「ふとっちょ☆カウボーイ」に改名）」として活動。林はサンドウィッチマンのマネージャーに転身[602]。
- 7（中山功太、佐藤康資）吉本興業
  - 中山は元「君と僕」の薮田真宏との「赤い太陽」を経てピン芸人として活動。
- ナナイロ（斉藤徹哉、金子学）プロデューサーハウスあ・うん
  - 斉藤（てつ）は元「ワンインチ」のやまけん（山本賢一郎）と「ザ・テガタナーズ」を結成し[603]、後に解散[604]。金子は元「ワンスター」の阿諏訪泰義との「うしろシティ」を経てピン芸人として活動。
- なにわスワンキーズ（こじまラテ、仲西隼平、前田龍二）吉本興業
  - こじまはピン芸人として活動[605]。仲西（後に「じゅんぺぇ」に改名）はピン芸人を経て、実兄で元「ココアルバム」の仲西範洋（現・のり）と「仲西ﾝとこ」を結成[606]。前田は元「コウテイ」、ピン芸人のシモタ（下田真生）と「シモリュウ」を結成[304]。
- ナミダバシ（たくみ、太朗）吉本興業
  - たくみは元「衝撃デリバリー」の和田ランダマイザと「超平和万博」を結成し、後に解散。太朗は元「バガリア」の寒河江航（現・がえちゃん）と「太鵬」を結成。
- ナメリカ（安住道典、堀由史）吉本興業→サンミュージックプロダクション→吉本興業
  - 「ナメリカ」→「パワフルメリー」→「マイティ・ボンジャック」→「ボンジャック」→「ジャンボリー」→「ほりあずみ」から改名。安住はピン芸人「安住」[607]、堀は構成作家として活動[608]。
- なんばよこやま（なんばあさと、よこやまともかつ）よしもとクリエイティブ・エージェンシー
  - 「難波横山」から改名。なんば（難波麻人）は元「ヘッドロココ」「ハレンチトースト」の桝本浩二（桝本コージ、現・ノビター）と「夕暮れヒーロー」を結成（後に元「クララ」の田中光が加入しトリオ「マスモトコインロッカー（後に「アボカドランドリ―」→「アボカドランドリ」に改名）」となり、田中の脱退後はコンビ「キャラバン」となるも解散）。
- なんぶ桜（澤山裕仁、中野孝康）ワタナベエンターテインメント
  - 澤山はピン芸人「東大ヤンキー澤山」として活動。中野はピン芸人を経て元「真夜中クラシック」のタケイユウスケと「純東京」を結成し、後に解散。

### に
- ニーニーズ（嘉手苅智、仲里幸広）プロダクション人力舎
  - 嘉手苅はミュージシャン「かでかるさとし」、仲里もミュージシャン「ユキヒロ」として活動。
- 新山ノリロー・トリロー（新山ノリロー、新山トリロー）佐藤事務所
  - ノリローは漫談家として活動していたが、2022年12月19日に白血病のため死去[609]。トリローは引退。
- 西中サーキット（前野里美、山崎静代）吉本興業
  - 山崎（しずちゃん）は二宮伸介との「山崎二宮」を経て、元「侍パンチ」「足軽エンペラー」、ピン芸人の山里亮太と「南海キャンディーズ」を結成。
- にじます（佐川良隆、今田順文）スーパー☆マンエンターテインメント→今田事務所→ケイダッシュステージ
  - 「魚へん」→「虹鱒」から改名。
- 西村深村（西村裕一、深村哲哉）ワタナベエンターテインメント
  - 西村は元「ペパーミントの風に吹かれて」の成田陽平（紳士服の成田、現・成田デシリットル）との「幾三」を経て元「ろっくまん」の鈴木じゅんちと「ジョージマン」を結成し、後に解散。深村は元「春夏笑冬」の松本剛矢と「しげる」を結成。
- 日刊ナンセンス（工村友臣、村野井学）吉本興業
- ニッケルバック（渡辺照幸、早出明弘）プロダクション人力舎
  - 早出はピン芸人・俳優として活動、渡辺は引退。
- ニトログリセリン（阿曽山大噴火、三平×2）大川興業
  - 阿曽山大噴火（阿曽道昭）はピン芸人、三平×2（三平太一）も元「Wクラッチ」の見た目が邦彦（小鹿真意）との「ペイパービュウ」を経てピン芸人として活動。
- にのうらご（西森洋一、大林健二、荒牧周平）吉本興業
  - 西森と大林はコンビ「モンスターエンジン」を結成、荒牧は小説家として活動。
- 202号室（すてふぁにー・マリカ、みしぇる・マミ）松竹芸能
  - マリカはピン芸人「ザ・まりかちゃんズ（後に「まりか」に改名）」や元「ブルームフラワー」のみい（足立栄美子）との「すきっぱマーチ」を経て、再度ピン芸人「マリカ」として活動。
- ニブンノゴ!（宮地謙典、森本英樹、大川知英）フリー→吉本興業
  - 「トーメン団地」から改名[610]。宮地は放送作家「宮地ケンスケ」として活動、森本と大川はコンビ「チキンナンバン」を結成[611]。
- ニメートルズ（江城豪、欅晶裕）吉本興業
  - 江城はピン芸人を経て映像クリエイターとして活動[612][613]、欅は引退[614]。
- ニューロマンス（おにぎり、堀部雅人→福島健司）吉本興業
  - おにぎり（片桐健雄）は引退し、農家に転身（YouTuber・ラジオパーソナリティとしても活動）。堀部は長期休養に入り脱退、福島も引退している。
- にわとりとたまご（佐分利彩、福田真希子）げんしじん事務所
  - 佐分利はピン芸人「にわとりとたまご」を経て引退[615]。

### ね
- ネイチャーバーガー（三浦リョースケ、笹本はやて）吉本興業
  - 三浦は元「襟足50センチ」「ミヤコジマ」「たちこぎ」のかざ杜（道古風杜、ピン芸人「どうこかざと」）と「あさがお」を結成[616]、笹本も活動を続ける。
- ネギゴリラ（酒井駿、田中直幹→細野祐作）プロダクション人力舎
  - 共に活動は続ける（酒井は「メルシー」に改名）。
- ネギねこ調査隊（伊藤麻子、佐藤千亜紀）マセキ芸能社
  - 伊藤（現・いとうあさこ）はピン芸人・タレントとして活動。
- 猫デココ（安友、関田）吉本興業
  - 安友（安友健二）は引退し、農家に転身[617]。関田（関田将人）はピン芸人として活動。
- ねこ屋敷（河野菜摘、山﨑愛子）吉本興業
  - 山﨑は「山﨑おしるこ」に改名し、元「シンスプリント」「かいじゅうの王様」の渡邊直樹との「ムームー大陸」を経てピン芸人として活動。河野はピン芸人を経て引退。

### の
- のイズ（池上雅彦、久田俊裕）松竹芸能
  - 池上は引退、久田は「ヒサダトシヒロ」の名でバンド「MARSAS SOUND MACHINE」のメンバーとして活動。松嶋尚美の夫。
- ノオト（岩永ヨシヒト、春山元樹）エムアール
  - 岩永は「岩永いわな」に改名し、元「すとろんぐカラ〜」「アンコウズ」「アンナ」のとみやん（富田瑞基）と「さんぽ」を結成[71]。春山は引退し、Web広告のライター・マーケターに転身[618]。
- 野口製作所（タムケン、宮田昇）オーガストクラブ
  - タムケン（田村健太）は構成作家として活動。
- ノスタルジック（倉島尚則、前島知也）吉本興業
  - 前島はピン芸人「前島」として活動（後にラフィーネプロモーションに移籍）、倉島は引退。
- ノブナガ（岩永達彦、信太優人）太田プロダクション
  - 「ハイレート」から改名。岩永はYouTuber「禁断ボーイズ」のメンバー「たっつん」を経て[619]、YouTuber「コスモハイツ205」のメンバーとして活動[620]。信太はピン芸人や元「ガレット」「おきらく」の坂井宣大との「あぐら」を経て、解散後は再度ピン芸人として活動[621]。
- のみくい処（会津孝太、内藤陽介）吉本興業→太田プロダクション
  - 「インジャリカン」から改名。内藤はピン芸人「メンソールライト」を経て、「立川只四楼」として落語家に転身。
- ノルウェースウェーデン（ぎぼっくす、店長）FECオフィス
  - ぎぼっくすはピン芸人として活動[622]。
- のろし（けいち、鈴木ひろし）松竹芸能
  - けいち（永田敬壱）はピン芸人「ながたけいち（サンライズけいち）」を経て引退。鈴木（一時期「鈴木ヒロシ」に改名）は元「ココアポコ」の柴垣圭志（ピン芸人「しばがき」）との「THE放課後ライダー」や元ピン芸人の菊元春香との「ポリーバケッツ（後に「キクモトスズキ」に改名）」、ピン芸人を経て元「マーメイドバス」の土井洸太朗（ドイコータロー）と「時しらず（後に「アカラサマミキサー」に改名）」を結成し、解散後は再度ピン芸人として活動（後に松竹を退社）。
- ノンキーズ（白川安彦、山崎晋）太田プロダクション
  - 「ノンキース」から改名。白川は構成作家として活動。山崎（後に「ノンキー山崎」に改名、現・ヤマザキモータース）は元ピン芸人の末吉くんとの「山崎末吉」や元「坂道コロンブス」「鼻エンジン」の松丘慎吾との「くらげライダー」を経て、元「ダムダムダン」のダムダム正一（河野正一）と「カンキョーズ」を結成。
- ノンストップバス（西条充敏、雨宮陽平）吉本興業→ワタナベエンターテインメント
  - 「ノンストップ」から改名。西条はピン芸人「あれきさんだーおりょう」や元「ア・テンション」、ピン芸人のよろこんで佐藤との「ひょろりんず」を経て構成作家「西条みつとし」、雨宮は「アメロック」の名でバンド「2人ばんど（後に「ダイナマイトオレンジ」に改名）」のメンバーを経てピン芸人「AMEMIYA」として活動。
- ノンスモーキン（中尾伸吾、菊池大助）吉本興業
  - 共に引退。菊池はYouTuber「じゃじゃーん菊池」として活動。

## は行

### は
- バーゲンセール（わさびちゃん、上原正子）オスカープロモーション→フリー
  - わさびちゃんはYouTuberとして活動[623]。上原（現・正子）は一時引退後、実弟のとおるちゃんと「イナキ」を結成し復帰[624]。
- VERSUS（亀村愛、伊藤雅子）太田プロダクション
  - 伊藤はピン芸人・女優を経て引退。
- バース（近藤裕希、中村亮介）よしもとクリエイティブ・エージェンシー
  - 近藤は元「ブルースタンダード」「トンファー」のりゅーじ（小浜隆次）との「インディゴ」を経て引退（りゅーじは「ブルースタンダード」時代の相方）。中村は元「オープンスペース」の砂金秀明と「べル」を結成し、後に解散。
- バースト（多和田上人、谷坂耕平）吉本興業
  - 多和田（一時期「たわた」に改名）は元「グッドモーニング」の中道正彦との「フラワーズオブロマンス」や元「パンダンス」、ピン芸人のkento fukaya（深谷健人）との「あまえんB」を経て吉本新喜劇で活動[625][626]、谷坂（現・こーへい）は元「マルシア」の濱村幸生との「チキンジャム」を経て元「てんてこまい」の吉田朋記と「ねこじゃらし」を結成[627]。
- パート2（原勝也、森健四郎）松竹芸能
- ハーレム野郎（正木竜三、マグナム北斗）太田プロダクション
  - マグナムはタレント・作家として活動。
- ばーん（高坂友衣、高田千尋）太田プロダクション
  - 「BURN」から改名。高坂は青森県を中心にピン芸人、高田はピン芸人・グラビアアイドルとして活動。
- Πr（長嶺潤、上原卓弥）マセキ芸能社
  - 長嶺は元「パンプキンルーム」「ふんわりふわふわ」の村山知資との「ムーラントジュン」を経てピン芸人「ジュン」、上原は構成作家・短編小説家として活動。
- ハイアンドロー（菅良太郎、畑中慎二郎）よしもとクリエイティブ・エージェンシー
  - 菅は元「ブルースタンダード」の向井慧・元「グレートホーン」の尾形貴弘と「パンサー」を結成。畑中はピン芸人「畑中しんじろう」や元「ブレーメン」のブレーメン岡部（岡部秀範、現・ピーチ）との「町のベーカリーズ」を経て、北海道を中心に再度ピン芸人として活動。
- ハイエナ（竹岡和範、坪井貴成）プライム
  - 竹岡（現・アマレス兄）はピン芸人を経てアマレス太郎と「アマレス兄弟」を結成、坪井は「坪井劇団（後に「ガラ劇」に改名）」を主宰[628]。
- 背水の人（櫻井徹、平澤豊人）SMA NEET Project
  - 「ギャンブラー」→「ロックオン」から改名。櫻井はピン芸人「SAKURAI」として活動。平澤（後に「とよと」に改名）は松場真哉との「りんごういろう」を経て[629]、元「むねもっち」の佐々木宗徳（むね）・ヒラモト雄一郎（もっち、現・元もっち）と「おかえりママ」を結成するも、後に脱退。
- ハイセンス（笈川幸司、長浜徹）ケイダッシュステージ
  - 笈川は日本語教師に転身。
- ハイツ友の会（清水香奈芽、西野）吉本興業
  - 西野はピン芸人として活動、清水は引退[630]。
- ハイパーポテンシャルズ（センス爆発女、ポテンシャル聡）プロダクション人力舎
  - 「アンパサンド」から改名。センス爆発女（増山緑）はピン芸人、ポテンシャル聡（中村聡）は作家として活動。
- ハイパント（松原美登、矢野博司）松竹芸能
  - 矢野はタレント「やのぱん（矢野ひろし）」として活動。
- パイレーツ（浅田好未、西本はるか→宇恵さやか）ルージュ→アバンギャルド
  - 全員タレントとして活動。
- ぱおーん（せーじ、ひろし）渡辺プロダクション
  - せーじはけーすけと「せーじ・けーすけ」を再結成し、再度解散後は大道芸人として活動。
- バカリズム（升野英知、松下敏宏）マセキ芸能社
  - 升野は「バカリズム」の名でピン芸人・タレントとして活動。正式には解散ではなく、松下の脱退という形を取っている。
- バカンス食堂（加藤誉子、渡部大嗣）よしもとクリエイティブ・エージェンシー→フリー→ワタナベエンターテインメント
  - 加藤はピン芸人を経て引退し、画家に転向。渡部は「渡部ダイシ」に改名し、安藤ヒロキオとの「アッパレ倶楽部」や元「ハッピーレシピ」「ケソケソ」、ピン芸人のあんじぇらとの「愛してマスカット」を経てピン芸人として活動。
- 麦芽（小出真保、鈴木奈都）太田プロダクション
  - 小出（現・こいでまほ）はピン芸人、鈴木も元「チャップメン」「エレファントジョン」、ピン芸人のケン・カトウ（加藤憲）との「ムーンライト（後に「世田谷フレンズ」に改名）」を経てピン芸人として活動。
- 爆烈Q（高見司、山元純一、中村好夫、梅本貴志、河合基宏）大滝エージェンシー→田辺エージェンシー→トゥインクル・コーポレーション
  - 高見はピン芸人「爆烈Q」として活動、中村は「笑福亭羽光」として落語家に転身。河合（現・ケチャップ河合）は「ホットサンド」やピン芸人「紅緒」を経て、元「バスチューアップ」のしんぺい（北山晋平）と「巷」を結成[631]。山元と梅本は引退。
- 馬車馬（有間勇太、片山裕介）ワタナベエンターテインメント
  - 有間（後に「馬王」に改名、現・馬王。）は仲根圭祐（ジャンボ仲根Jr.）との「エコギャング」やピン芸人、メトロポリちゃんVとの「うまめせん」[132]、再度ピン芸人を経て元「ネンチャクパンチ」「18KIN」、ピン芸人の今泉（今泉稔）と「うまいずみ。」を結成[133]。片山は甥の国沢一誠との「ヒカリゴケ」やピン芸人・ナレーターを経て、落語家「笑福亭茶光」として活動。
- パシンペロン（はやぶさゆか、岡ちゃん）ホリプロコム
  - はやぶさ（早房結香）はピン芸人「パシンペロンはやぶさ」、岡ちゃん（岡野絵里）はイラストレーターとして活動。
- バズーカルーム（中屋敬久、木曽さんちゅう）プロデューサーハウスあ・うん
  - 木曽は元「ケルン」の根津俊弘（現・ねづっち）との「Wコロン」やピン芸人を経て、元「ヴィンセント」「花パラダイス」の塩田忠道と「ケンメリ」を結成。
- はだか電球（後藤征平、山下吉宗）よしもとクリエイティブ・エージェンシー
  - 後藤は落語家「月亭太遊（後に「ひょうきんなおっさん（剽軽奈乙燦）」に改名）」として活動（後にフリーに転向）、山下は引退。
- ハチキーズ（キヨちゃんぽん、吉富省太）よしもとクリエイティブ・エージェンシー
  - キヨちゃんぽん（山崎直人）はピン芸人「長崎亭キヨちゃんぽん」、吉富はピン芸人「吉富Aボタン」を経て作家として活動。
- 80%（ヤン、サトシ）お笑い集団NAMARA
  - ヤン（伊藤浩寿）はラジオパーソナリティして活動。
- 8分音符（河邑美空、山路直子）松竹芸能
  - 河邑はピン芸人「河邑ミク」として活動。
- 八福亭（みずほ、秀吉）ドルフィンプロダクション→フリー→三木プロダクション→フリー
  - みずほはピン芸人「八福☆みずほ（後に「はちふくみずほ」に改名）」として活動[632]。秀吉はピン芸人「伊藤ピカル」を経て引退し、「新宿ゴールデン街劇場」の支配人を経て（2020年閉館）、現在は実家の「都製作所」に勤務[633]。
- バツイチ（平手俊夫、小沢一敬）名古屋吉本
  - 平手はフォトグラファー・脚本家・演出家・動画ディレクター・役者として活動[634]、小沢は元「マグニチュード」の井戸田潤と「スピードワゴン」を結成。
- バックスクリーン（星野和之、大谷哲也）よしもとクリエイティブ・エージェンシー
  - 星野はピン芸人・スポーツMCとして活動し、後に吉本を退社。大谷はピン芸人「大谷ってヤツですよ!」として活動。
- ハッシュドポテト（細川博一、広瀬健次）吉本興業
  - 細川（現・細川熊千代）は「爆笑ホームラン」や「チャンバラJr.」の一員を経て、そのメンバーであった松崎将人（現・松崎虎千代）・元「Wコミック」の荻野晋吾（おぎの信号）・元「じゃんじゃん横丁。」のうだともかず（烏田友和）と「チャンバラチャンネル」を結成（後に荻野が脱退）[523]。
- 八田荘（鈴木拓海、岩野達範）ワタナベエンターテインメント
- パッチワーク（濱本慎吾、堀内学）プライム
  - 濱本は引退[635]、堀内はピン芸人を経て大村市議会議員として活動[636]。
- バッドナイス（内田英輔、バッドナイス常田）ワタナベエンターテインメント
  - 「つねうち」から改名。常田（現・バッツネ）はピン芸人として活動（元「ガッツマン」のヤマト（現・やまと運之助）とのコンビ「高速スライダーズ（後に「ホタルイカ」に改名）」としても活動[205]）、内田は引退[11]。
- ハッピーエンド（田中慎之介、釜戸達考→ゆずき）SMA NEET Project
  - 「2の1」から改名。田中はピン芸人「しんのすけ」を経て、コンビ「オテンキ」に加入。ゆずき（山本譲城、ゆずきヶ島）はピン芸人として活動の傍ら、妻で元「123☆45」のイズミ（ピン芸人「いずみっくす」）とのユニット「マウンテンブック」として活動（フリーを経てTWIN PLANETに移籍）[87]。釜戸は2006年に脱退し、大城裕貴との「ミルキーウェイ」を経て引退[637]。
- ハッピーボーイズ（中嶋勇樹、中村竜太郎）よしもとクリエイティブ・エージェンシー
  - 中嶋はピン芸人を経て引退、中村は元「ステファニー」の五味侑也（五味ユーヤ）と「シューマッハ」を結成（後にサンミュージックプロダクションに移籍）。
- はないたち（花井章仁、舘昌美）吉本興業
  - 舘は俳優として活動。
- 鼻エンジン（松丘慎吾、村田渚）ソニー・ミュージックアーティスツ
  - 松丘は元「ノンキーズ」「山崎末吉」のヤマザキモータース（山崎晋、ノンキー山崎）との「くらげライダー」を経て、妻でピン芸人の赤プルと「赤プルと旦那（後に「チャイム」に改名）」を結成。村田は2006年11月11日に急性くも膜下出血のため急逝。
- 花金バーナード（はぎちゃん、サク。）よしもとクリエイティブ・エージェンシー
  - はぎちゃん（萩原清輝）は元「あわよくば」の西木ファビアン勇貫との「フランキー」や元「カーニバル」「キス」「セクシーパクチー」の山口ゆきえ（現・ゆきえ）との「シャインハッピー」を経てピン芸人[638]、サク。（作井良太）も元「顔色よろしわろし」「シャケ炒飯」の小前徹との「まぼろしのアレ」を経てピン芸人として活動[27]。
- はなしょー（杵渕はな、山田しょうこ）ワタナベエンターテインメント
  - 杵渕（後に「きねぶちはな」に改名、現・はな）はピン芸人を経て元「テンチュー」のエブリデイ竹内（竹内健）と「ぷぅ」を結成（後に太田プロダクションに移籍）、山田は退社しフリーのピン芸人「承子クラーケン」として活動。
- ハニートラップ（岩村、梅木、八木）吉本興業→サンミュージックプロダクション
  - 岩村はピン芸人「岩村あやみ」として活動[639]、梅木（現・ハニトラ梅木）と八木（現・やぎゅう）はコンビ「紳士淑女俱楽部（「丼」から改名）」を結成[640]。
- パニーニ（木坂哲平、飯沼博貴）太田プロダクション
  - 木坂はピン芸人「パニーニ木坂」として活動、飯沼は引退[297]。
- ハニーベージュ（秋本隆宏、福間秀倫）オフィス北野
  - 共に引退[641]。
- ハノーバー（井口バツ丸、良元カルビ）UMEDA芸能→松竹芸能
  - 「ハネウマ」から改名[642]。良元は元「絶対的7%」「はっぴちゃん。とGM」、ピン芸人の森田GMと「よしもとズ（後に「百点飯店」に改名）」を結成し[471]、後に解散。井口は引退[643]。
- ババリア（溝黒和昭、三浪昇）吉本興業
  - 溝黒（後に「ボン溝黒」に改名）は元「シュガーライフ」の安達健太郎との「カナリア」を経て、ピン芸人「ボンざわーるど」として吉本新喜劇で活動[213]。三浪は引退し、デコデザイナーに転身[644]。
- パパロア（川島光明、小川康弘）トゥインクル・コーポレーション
  - 「耳くそ」→「耳なり」から改名。川島はピン芸人「ナイチンゲール川島」、小川は構成作家・ライターとして活動。
- ぱぴゅーん（岡村まゆ、小川夏海）よしもとクリエイティブ・エージェンシー福岡支社
  - 小川は石原ヨシオカとの「さんぽみち」を経て林悦未と「マイクロバス」を結成[645]、岡村は解散に伴い事務所を退所[646]。
- パプア。（山城大毅、延藤ミッツェル五朗）よしもとクリエイティブ・エージェンシー
  - 延藤はげん太・加藤やすしとの「にわとりヘッド」を経て（サンミュージックプロダクション所属）、元「ハイアンドロウ」「ぴかいち」の中野たかしと「ザ・ビリーバーズ」を結成（2019年に中野が持病の悪化のため死去[647]）。山城は「SANPACHI雀」を経てピン芸人「頑張って山城」として活動。
- 浜口浜村（浜口祐次、浜村孝政）マセキ芸能社
  - 浜村はピン芸人「浜村凡平（後に「浜村凡平太」に改名）」として活動。
- ハム（諸見里大介、川見直道）よしもとクリエイティブ・エージェンシー
  - 諸見里は吉本新喜劇で活動。川見は引退し、現在は大阪市内で民芸店「ひふみ民藝店」を経営（後に奈良市に移転）[648]。
- 原あち郎・こち郎（原あち郎、原こち郎）吉本興業
  - こち郎（桑原和男）は中之島大学との「中之島大学・小学」や平参平との「平参平・源五郎」を経て吉本新喜劇で活動していたが、2023年8月10日に老衰のため死去[493]。
- Paradise18GO!!（鈴木千登世、横溝美友紀）松竹芸能
  - 鈴木（赤堀千登世）はタレントとして活動[649]。横溝はピン芸人や荒牧功（アラマテラピン）との「あんじ」を経て、元「タン☆バリ〜ン」の中村摂（現・なかむら摂）と「おひさまロケット」を結成し、後に活動休止。
- バラライカ（滝裕次郎、松澤仁晶、山本佳希）プロダクション人力舎
  - 全員俳優として活動（滝は「滝裕二郎」に改名）。
- バリアスリー（加藤克俊、加藤翔平、酒井啓太）プロダクション人力舎
  - 克俊が脱退しコンビ「S×L」となるも（翔平は後に「しょうへい」に改名）、2016年に一度解散。その後、同年8月に「リニア」として再結成（翔平は後に「サイモン」→「しょうへい」に改名）。
- ハリガネロック（ユウキロック、大上邦博）よしもとクリエイティブ・エージェンシー
  - ユウキ（松口祐樹）はピン芸人・構成作家・ライター、大上（おおうえくにひろ）はピン芸人を経てMCタレントとして活動。2人とも後に吉本を退社している。
- ハリネズミ（冨所大輔、永田耕介）フラットファイヴ
  - 冨所はピン芸人「トミドコロ」や元「カレー」のホシカワ（星川達朗）との「カラフルトランプ」を経て再度ピン芸人、永田もピン芸人「ダイモン（後に「ゆるえもん」に改名）」として活動。
- バルチック艦隊（三島達矢、小畑陽治）よしもとクリエイティブ・エージェンシー
  - 三島（ライチ三島）は元「うずまき」の南條庄祐（パイナポー南條、現・南條庄助）・佐野サスケ（佐野祐介、ピン芸人「サスケ」）と「ガンセキオープン」を結成（後に佐野が脱退し、コンビ「ドロスス（後に「みなみのしま」→「すゑひろがりず」に改名）」となる）。小畑は元「セカンドギア」の出井隼之介との「スクランブルハネムーン」を経て「セブンブリッジ」を結成し、後に解散。
- パルテノンモード（宮治慎吾、小野龍一）プロダクション人力舎
  - 宮治は退所しフリーのピン芸人として活動、小野は引退。
- 晴乃チック・タック（晴乃チック、晴乃タック）
  - タックは「高松しげお」の名で俳優・漫談家として活動、チックは1986年9月29日に脳溢血のため死去。
- パルフェ（中村涼子、岩間よいこ）ワタナベエンターテインメント
  - 中村はピン芸人・アーティスト、岩間はピン芸人を経てYouTuberとして活動。
- 春やすこ・けいこ（春やすこ、春けいこ）松竹芸能
  - やすこは女優・タレントとして活動[650]、けいこは夫で元「横山たかし・ひろし」の横山ひろしと「横山ひろし・春けいこ」を結成。
- バレッタ（黒瀬純、上荒磯勇）吉本興業
  - 黒瀬は元「モンスターズ」の佐藤哲夫と「パンクブーブー」を結成、上荒磯はラジオパーソナリティとして活動[651]。
- ハレルヤ（大野泰広、加藤直也）マセキ芸能社
  - 大野は俳優、加藤はピン芸人「カトゥー直也（後に「カトゥー」に改名）」として活動。
- ハレンチトースト（桝本浩二、井上学）よしもとクリエイティブ・エージェンシー
  - 桝本（桝本コージ）は元「なんばよこやま」のなんばあさと（難波麻人）と「夕暮れヒーロー」を結成（後に元「クララ」の田中光が加入しトリオ「マスモトコインランドリー（後に「アボカドランドリー」→「アボカドランドリ」に改名）」となり、田中の脱退後はコンビ「キャラバン」となるも解散）。その後は引退し、YouTuber「ノビター」として活動。井上もYouTuber「マナブ18号」として活動[652]。
- ハロ（竹内康晃、増井歩）ワタナベエンターテインメント
  - 竹内はピン芸人「タケウチヤスアキ」を経て実演販売士[377]、増井はピン芸人「ぺよん潤」として活動。
- ハローバイバイ（関暁夫、金成公信）よしもとクリエイティブ・エージェンシー
  - 関はピン芸人・タレント、金成は元「ゴッツインゲスト」「ガラクタパンチ」の菊池健一（キクチケンイチ）との「ギンナナ」を経て「千葉公平」の名で吉本新喜劇で活動[271]。
- パワーズ（須間一弥、小田進也→火野玉男）プロダクション人力舎
  - 須間（現・須間一也）は元「LAUGH-BOX」のKOJI（内山浩次）との「Zee-G」を経て舞台俳優・コメディアン、火野（堀部圭亮）は勝俣州和との「K2」を経て俳優・タレントとして活動（「竜泉」の名で放送作家としても活動）。小田は司会業に転身[653]。
- パワフルコンビーフ（コウタ、兼重清志）松竹芸能
  - 「チキン野郎」から改名。兼重はピン芸人、コウタは退社しフリーのピン芸人として活動。
- パンダスティックランマー（ちばちゃん、オジョー）吉本興業
  - オジョー（高橋文香）はピン芸人や元「タイブレイク」「兎」のいーだ（飯田真悟）との「オジョーさんと僕」を経て[403]、解散後は再度ピン芸人として活動[404]。
- パンダユナイテッド（石井勇気、菊地英之）ワタナベエンターテインメント
  - 石井は元「アビリティモンキー」「ホタテーズ」の後藤亮介・元「湘南デストラーデ」のナオ・デストラーデ（吉田尚）との「マイアミバスケットボールクラブ」を経て（後にフリーを経て浅井企画に移籍）、解散後はピン芸人として活動[45]。菊池は引退[654]。
- パンドラ（山崎真理、羽村嶺美）よしもとクリエイティブ・エージェンシー
  - 山崎（現・なめたらいかんぜよ。MARI）はピン芸人やポニー福元との「マーマレード」を経て、解散後は再度ピン芸人として活動。
- バンパイア（稲田直樹、中田勇人）よしもとクリエイティブ・エージェンシー
  - 稲田はピン芸人「いなだなおき」を経て元「河井山名」「ランニングハイ」、ピン芸人の河井譲（現・河井ゆずる）と「ゴリラーズ（後に「アインシュタイン」に改名）」を結成。
- VANVAN（西仁、仲一也）佐藤事務所
  - 仲は漫談家「一矢」として活動[655]。
- パンプキンショートケーキ（鈴木バイダン、りゅうたろう）吉本興業
  - 「やわら」から改名。鈴木は元「サンプル」の南との「オドるキネマ」を経てピン芸人として活動。りゅうたろうは元ピン芸人のシークエンスはやとも・元「パウパーウ」「うたたね」の金城めくるくんと「ウォーリーズジャパン」を結成し、後に脱退（はやともと金城はコンビ「ポンゴ」を結成）。
- パンプキンポテトフライ（谷拓哉、山名大貴）ホリプロコム
  - 谷はピン芸人として活動、山名は引退。
- ハンヘイレン（光國大輔、茗荷貴史）松竹芸能
  - 光國はピン芸人「代走みつくに」、茗荷もピン芸人「みょーちゃん」として活動。
- ハンマミーヤ（一木陵平、犬塚祐大）吉本興業
  - 一木はピン芸人「イチキップリン」、犬塚も元「くろあり」の修人（佐藤修人）・元「オープンスペース」の高橋亮介との「サンニンスペシャル」を経てピン芸人「犬塚大冒険」として活動[656]。

### ひ
- ぴーかぶー（田中希実、天野舞）プロダクション人力舎
  - 天野は元「ジャンクフードジェニー」「サンドウィッチマン」「メインストリート」「閃光少女」の濱田勉（つーさん!）とのユニット「ヒルトヨル」やピン芸人のkittan（北本智子、現・きったん）との「根菜キャバレー」を経て引退[657][327]、田中も引退している。
- ビーグル38（能勢ヒロシ、加藤統士、中屋卓）松竹芸能
  - 能勢はピン芸人「ビーグル38能勢」として活動、加藤は解散に伴い引退。中屋もピン芸人を経て引退。
- Bコース（タケト、ナベ、ハブ）よしもとクリエイティブ・エージェンシー
  - タケトとハブ（後に「ハブサービス」→「歩子」に改名[658]）はピン芸人として活動[659]、ナベはピン芸人を経て引退[660]。
- ビートルホーク（阿部育修、荒井義久）プロダクション人力舎
  - 阿部は引退し、僧侶に転身。荒井は元「宵待草」「サンミラノ」の長屋真治との「トチギフ」を経て元「南国バカンス」のナガシマパイナポーと「パラレル反抗期」を結成し、後に解散。
- ピーナッツパン（粕壁遥、田中希実）プロダクション人力舎
  - 粕壁は引退し、現在は東京都内のハンバーガーショップ「marger burger」の店長を務める[661]。田中もピン芸人「のんたなか」や元「あめんぼ」の天野舞との「ぴーかぶー」を経て引退。
- ビーフケーキ（近藤貴嗣、松尾充駿）よしもとクリエイティブ・エージェンシー
  - 近藤は脚本家・演出家、松尾はピン芸人「みっとしー」として活動。
- ぴいぷる（惠藤憲二、宮迫博之）吉本興業
  - 惠藤は引退し、実業家に転身[662]。宮迫は元「ホワイト&ホワイト」の蛍原徹との「雨上がり決死隊」を経てYouTuber・実業家として活動。
- ピーマンズスタンダード（吉田寛、南川聡史）松竹芸能
  - 吉田は引退し、現在はテレビ番組製作会社に勤務[663]。南川はピン芸人「みなみかわ」として活動（後に松竹を退社）。
- ビーム（今仁靖久、吉野誠）ホリプロ
  - 今仁はピン芸人「イマニヤスヒサ」として活動。
- ビールズ（橋本直、安井政史）吉本興業
  - 橋本は元「ポジションパーラーすえすえ」の鰻和弘と「銀シャリ」を結成。安井（一時期「安井まさじ」に改名）は「ガキ時計」や「シャーシャーシャーズ」を経て吉本新喜劇に所属していたが、2016年6月に退団[664]。その後は熊本県を中心にピン芸人として活動[664]。
- ヒガシ逢ウサカ（高見雄登、今井将人）吉本興業
  - 「東逢坂」から改名。高見はピン芸人「高見」を経て元「ももちゃん」「ビルドタイガーチーム」「へべれけ」の黒木悠介（現・黒木すず）と「スーズ」を結成、今井はピン芸人「今井らいぱち」として活動。
- ヒカリゴケ（片山裕介、国沢一誠）松竹芸能
  - 片山は笑福亭鶴光に入門し、「笑福亭茶光」として落語家に転身。国沢（國澤一誠）はイラストレーター・怪談師として活動。
- ピケ（阿部直也、ウキウキ!!ゆうき!!）よしもとクリエイティブ・エージェンシー
  - 「ジョナサン」から改名。阿部は元「DON'T LOOK BACK」「モッキンバード」「スーパームゥ」「今夜寝る・起きる」、ピン芸人のおきるくん（加藤寛大空、現・今夜すぐ起きる）・遠藤逸人との「タイガース」を経て元「田畑藤本」の田畑勇一と「とらふぐ」を結成、ゆうき（白井勇気）は元「ダーリンダーリン」「フランクリン」のかいし（柏原海志）との「リンダリンダ」を経てピン芸人「ウキウキゆうきっ!」として活動[665]。
- ビジーフォー（グッチ裕三、モト冬樹、ウガンダ、島田与作）渡辺プロダクション
  - グッチとモトはウーロン茶・紅一点・ロバよしおと「ビジーフォー・スペシャル」を結成。ウガンダ（ウガンダ・トラ）はタレントとして活動していたが、2008年5月31日に急性呼吸不全のため死去。島田（イタッケ島田）は引退。
- ビシバシステム（住田隆、西田康人→布施絵理）プロダクション人力舎
  - 住田はタレント・俳優、西田は「緋田康人」の名で俳優、布施も「ふせえり」の名で俳優として活動。事実上の活動休止。
- 非常階段（シルク、ミヤコ）吉本興業
  - シルクはタレントとして活動、ミヤコは1996年6月19日に肺がんのため死去。
- 美女と野獣（高松咲季、嶋崎幹）プロダクション人力舎
- 元ピン芸人のゴシヒロ（後に「#ゴシヒロ」に改名、現・ゴシヒロ。）が加入し、トリオ「ロモペ」となるも後に解散。高松（現・さきぽん）はピン芸人、嶋崎（現・m.o.m.o）はプロゲーマーとして活動[666]。
- ビスケッティ（佐竹正史、岩橋淳）吉本興業
  - 佐竹はピン芸人「ビスケッティ佐竹」、岩橋もピン芸人「なまらあつし」として活動。
- ビスケット（潮崎大士、永田たけまさ）浅井企画
  - 永田はピン芸人「あんこギャラクシー（後に「あんこ」に改名）」として活動、潮崎は引退[667]。
- ピスタチオ（伊地知大樹、小澤慎一朗）吉本興業
  - 伊地知はピン芸人「ピスタチオ伊地知」、小澤はタレントとして活動。
- ヒダリウマ（新崎喜朗、山添寛）よしもとクリエイティブ・エージェンシー
  - 山添は元「KBBY」の山﨑恵（現・山﨑ケイ）と「相席スタート」を結成、新崎は引退[668]。
- 左ミドル（華井啓行、長谷川道弘）松竹芸能
  - 華井は元「DA-DA」の植村茂浩との「モナコ大作戦」を経てピン芸人「華井二等兵」として活動、長谷川（横山みちや）は元「横山ともや・たつや」「横山ともや・たきや」の横山ともやと「横山ともや・みちや」を結成し和光プロダクションに移籍。
- ぴっかり高木とR藤本（ぴっかり高木、R藤本）よしもとクリエイティブ・エージェンシー
  - 「サイヤ人地球襲来!」から改名[669]。高木は元「トランジスタタイム」、ピン芸人のいしいそうたろうとの「ぴっかり高木といしいそうたろう」やピン芸人を経て、元「スウィング」、ピン芸人のかずみん（山田和身）と「ぴっかり高木とかずみん（後に「1973」に改名）」を結成[436]。R藤本はピン芸人として活動。
- ぴっかり高木といしいそうたろう（ぴっかり高木、いしいそうたろう）吉本興業
  - 高木はピン芸人を経て元「スウィング」、ピン芸人のかずみん（山田和身）と「ぴっかり高木とかずみん（後に「1973」に改名）」を結成[436]、いしいはピン芸人として活動。
- ビッキーズ（木部信彦、須知裕雅）吉本興業
  - 「LSD」から改名。須知はピン芸人「すっちー」として吉本新喜劇で活動。木部は引退し、たむらけんじが経営する焼き肉店「炭火焼肉たむら」に勤務[670]。
- ビッグブラザーズ（竹井輝彦、酒田薫）松竹芸能
  - 竹井はピン芸人、酒田は「酒田かおる」の名で俳優として活動[671]。
- ビックママ（大城文章、和田英雄）吉本興業
  - 大城は玉置ピンチ!との「右心臓800」を経てピン芸人「チャンス大城」として活動（大川興業、フリーを経て吉本興業に再移籍）、和田は引退。
- ピックルス（みつか、かおり）
  - みつか（楠美津香）は「コントきゃんでいず」やまりことの「ふらみんご」を経てタレント・俳優・放送作家として活動。モロ師岡の妻。
- ヒットマン（河野和男、林田竜次）ソニー・ミュージックアーティスツ→フリー→フラットファイヴ→グレープカンパニー
  - 河野はピン芸人「河野かずお」を経て、元「クールズ」、ピン芸人のガーユー（森脇優雅）と「埼京パンダース」を結成。林田は元「サポートセンター」「ワイワイダンヂ」の小高山善廣・元「王」「四人」「椀飯振舞」の小橋太っ太（橋口登志雄）との「3フランシスコ」や小高山との「てぶくろ」を経て、元「外苑警備隊」「ラジークイーン」のKIDとのユニット「ビフテキ」として活動[191]。
- ヒップアップ（島崎俊郎、小林進、川上泰生）渡辺プロダクション
  - 島崎はタレント・俳優・リポーターとして活動していたが、2023年12月6日に急性心不全のため死去。小林（小林すすむ）は俳優・タレントとして活動していたが、2012年5月16日にスキルス性胃がんと肝硬変のため死去。川上はローカルタレントとして活動。
- ピテカントロプス（中村聡、大和田匠）プロダクション人力舎
  - 中村（現・ポテンシャル聡）は元ピン芸人の増山緑（現・センス爆発女）との「アンパサンド（後に「ハイパーポテンシャルズ」に改名）」を経て作家として活動、大和田は引退[672]。
- ピテカンバブー（佐野忠宏、西田征史）ホリプロ
  - 佐野はピン芸人「寿司（後に「コトブキツカサ」に改名）」、西田は俳優・脚本家・演出家として活動。
- ひでのりん（中村秀雄、黒澤正徳）山中企画→プロダクションHIT
  - 黒澤は元「笑輝」の鈴木賢治と「すいたんすいこう」を結成。
- 桧・友野（桧博明、友野英俊）吉本興業
  - 桧は構成作家を経て実業家に転身、友野は元「ジャリズム」の山下しげのり（オモロー山下、現・インタビューマン山下）との「ガリッパナ」を経て放送作家として活動。
- ひのこ（田原徹、中谷亮太）松竹芸能
  - 中谷（現・なかや）はピン芸人を経て元「よだれどり」のすなおと「マムツー」を結成[673]、田原は解散に伴い引退[674]。
- ぴのっきを（蛸島屋鶴千代、清水共一）吉本興業
  - 後に「ぴのっきお」→「きょーちゃん蛸ちゃん」に改名。蛸島屋（新井正浩）はピン芸人を経て引退。清水はピン芸人「清水キョウイチ郎」として吉本新喜劇などで活動していたが、2006年11月4日に肺血栓のため死去。
- ひので（小幡和貴、池田直人）よしもとクリエイティブ・エージェンシー
  - 小幡はピン芸人「おばたかずき（後に「おばたのお兄さん」に改名）」として活動、池田は元「感動ピスト」の実方孝生（現・ジャンボたかお）と「レインボー」を結成。
- ヒノトリ（ばぁど、たくろー）マセキ芸能社
  - 「サメゾンビ」から改名。ばぁどは本名の「滝田和貴」として元「SLOWRUN」の土本真悠子と「ローマんな」を結成し[675]、後に解散。たくろー（鳥澤拓朗）は引退し、システムエンジニアに転身[676]。
- ビビる（大木淳、大内登）太田プロダクション→ワタナベエンターテインメント
  - 大木は「ビビる大木」の名でピン芸人・タレントとして活動。大内はマネージャー業や制作会社「ケイマックス」所属のスタッフを経て、現在はテレビ番組制作会社の社長を務める。
- ひみつスナイパー健（ふじこ、仁木恭平）サンミュージックプロダクション
  - ふじこは元「コル」の蜂谷豪孝との「シャドモン」や元「シオちゃんハセちゃん」のシオザキ・モリィ（大田萌加）との「イカのおすしちゃん」、ピン芸人を経て元「けつばん」「アメリカンコミックス」「スペシャルワン」、ピン芸人の鈴木祐介・元「ラフネス」「一本槍」のりょうちゃん（中尾亮）と「素晴らしき人生」を結成し、松竹芸能に移籍[60]。仁木は元「アライザライ」「キンミライ」「ドラゴンニンジャ」の山口コンボイ（山口昌孝）と「ケビンス」を結成し、吉本興業に移籍。
- 100W（市川健太、井出浩幸）フリー→ワタナベエンターテインメント
  - 市川はピン芸人「ラブラドールいちかわ」を経て、構成作家「いちかわニャー」として活動。
- ビューティーメーカー（湊ゆかり、竹之内雄太）吉本興業
  - 竹之内は鹿児島県を中心にローカルタレントとして活動[677]。
- びゅんびゅん（かなめ、のり）浅井企画
  - かなめ（山内要）は熊本県を中心にローカルタレント、のり（小石則幸）は「こいしのりゆき」の名で伊勢浩二（BOOMER）が主宰する劇団「伊勢一座」の俳優として活動。
- ひょろりんず（あれきさんだーおりょう、よろこんで佐藤）ワタナベエンターテインメント
  - おりょう（西条充敏）は構成作家「西条みつとし」として活動、佐藤は元「上木総合研究所」、ピン芸人のキューティー上木（現・キューティーうえき）との「あめん」やピン芸人を経て引退。
- 平川タロー・ジロー（平川タロー、平川ジロー）吉本興業
  - タローはピン芸人として活動、ジローは2004年5月28日に睡眠薬自殺のため死去。
- ビリジアン（小籔千豊、山田知一）吉本興業
  - 山田は構成作家「やまだともカズ」、小籔はピン芸人・タレントとして吉本新喜劇を中心に活動。
- ピレニーズ（小島大輔、吉岡慶）プロダクション人力舎
  - 小島は元「アクアプラス」の石井康平との「マチェーテ」を経て、ピン芸人「こじま観光」として活動。吉岡は元「ランドール」「パーカーホ」の松本アリヤ（ピン芸人「軟らかい水」）と「ナサ」を結成し[678]、後に解散。
- ピンキーワッフル（森下雅也、大澤歩佳）スターダストプロモーション
- ピンクダック（ミチ、レイコ）吉本興業
- ピンタンパン（むとパン、たんちゃん。、たかぴんア・ラ・モード☆）吉本興業
  - たかぴんが脱退しコンビとなるも、後に解散。むとパン（武藤光司）はピン芸人として活動[679]、たんちゃん。はピン芸人を経て元「らくだエンジェル」のよこみつエンジェルと「たんちゃん&エンジェル（後に「どりーむらんど」に改名[680]）」を結成[681]。たかぴんはピン芸人を経て元「プレオープン」「男性介護士」の内田うっちーと「ぷにぷにモンスターズ」を結成し、後に解散[172]。
- ぴんぽんず（松崎直哉、川本俊一）アンクルエフ→CLEAR-UP
  - 松崎はピン芸人「ヲタル」、川本は「ぴんぽんず「最高」川本（カワモト文明）」の名でピン芸人・俳優・脚本家として活動。

### ふ
- ファイヤーバード（荒木けんた、扇町周）松竹芸能
  - 荒木は「キングダムけんた」の名でミュージシャン・ギター漫談家として活動、扇町は引退[682]。
- ファンキーモンキークリニック（しょうへい、すぐる）マセキ芸能社
  - しょうへい（藤本昌平）はピン芸人を経て放送作家として活動、すぐる（高橋卓）は引退。
- フィッシュ&チップス（伊藤委裕、金本和幹）名古屋吉本
  - 「ノーサンキュー」から改名。伊藤はピン芸人「伊藤もとひろ」として活動、金本は引退[683]。
- フィフティーカーニバル（五十嵐翔、安川亮介）サンミュージックプロダクション
  - 五十嵐は元「ザクマシンガン」の石川勇樹と「フライングマン」を結成し、後に解散。安川は「ビーワンサン」や「テリヤキキャンディー」、元「あんぺあ」のようへい（安部洋平）との「ドラピンポン」を経て引退し、現在は福岡市内で不動産会社「RE/MAX Revo」を経営[684]。
- フィフティフィフティ（あきたけら、植村恵）吉本興業
  - あきはピン芸人「サドルマン」[685]、植村は俳優として活動[686]。
- ブーティスクエア（くまがいりえ、ひとみん）フリー
  - くまがいはピン芸人「くまりえ（後に「くまりえ。」に改名）」として活動（SHUプロモーション、フリー、TWIN PLANETを経て再度フリーで活動）[687]、ひとみん（現・高木ひとみ○）は元「バイリンガル」「ランチ・タイム」の副島秀紀（現・そえじまひでき）と「ぽんぽこ」を結成（三木プロダクション、フリーを経てサンミュージックプロダクションに移籍）[688]。
- プードル（メラちゃん、英吉）吉本興業
  - メラちゃんは元「紅くらげ」の前田克野と「アレックス」を結成[689]、英吉は引退[690]。
- ブーブートレイン（ドン・クサイ、織田浩義）プライム
  - 共にピン芸人として活動。
- 風流三昧（川崎葉子、川崎裕子、高村めぐみ）石井光三オフィス
  - 高村は声優として活動。
- ふうりんかざん（寺田弘治、為谷剛）大川興業
  - 寺田はピン芸人「寺田体育の日」、為谷もピン芸人「フランキー為谷」として活動（後にSMA NEET Projectに移籍）。
- フォークダンスDE成子坂（桶田敬太郎、村田渚）ホリプロ
  - 桶田は構成作家・芸人養成学校講師として活動していたが、2019年11月23日にがんのため死去。村田は元「坂道コロンブス」の松丘慎吾と「鼻エンジン」を結成するも、2006年11月11日に急性くも膜下出血のため急逝。
- フキノタイタン（中野秀紀、松村惇史）よしもとクリエイティブ・エージェンシー
  - 松村は弓場雄二郎（現・フィーバーゆうじろう）と「テゴネハンバーグ」を再結成し、再度解散後はプロポーカープレイヤーとして活動の傍ら、「塩村」の名でエアバンド「SALTY's」のボーカルとしても活動（2020年解散）。
- フクロトジ（山口健治、川口徹道）よしもとクリエイティブ・エージェンシー
  - 山口はピン芸人「けんじる」、川口もピン芸人「てつみち」として活動。
- ぷち観音（安藤なつ、松原陽子）サンミュージックプロダクション
  - 安藤は元「フルハウス」の金子和令（後に「カネコ」に改名、現・カズレーザー）と「メイプル超合金」を結成、松原はタレントとして活動。
- 腹筋戦艦ヤマト（腹筋善之介、保村大和）
  - 共に俳優として活動。
- フミ（吉永もーりしゃす、もういっちょ! とん平）吉本興業
- フライデーズ（ふちゅうふみえ、ますのみゆき）松竹芸能
  - ふちゅうは「府中ふみえ」に改名し、ピン芸人を経て元「カスタードホイップ」の中田健太郎（ピン芸人「中田けんたろう」）・元「ガールプレイヤー」、ピン芸人のはるはる（斎藤晴恵）と「プラン計画」を結成（後にはるはるが脱退）[691]。ますのは本名の「増野美由紀」の名でピン芸人・女優として活動[692]。
- ブラザース（谷口聡、石割博之）よしもとクリエイティブ・エージェンシー
  - 谷口はピン芸人を経て引退、石割もバンド「GB（GEININ-BAND）」のメンバーを経て引退。
- プラスチックゴーゴー（南郷和幸、蓮見正雄）吉本興業
  - 「蓮見南郷」から改名。南郷はピン芸人「南郷伯爵」として活動していたが、2024年10月31日に死去[693]。蓮見は構成作家「ハスミマサオ」として活動。
- プラスドライバー（角田晃広、大田賢二、和知晃）プロデューサーハウスあ・うん
  - 角田は元「アルファルファ」の豊本明長・飯塚悟志と「東京03」を結成、大田は実業家・ナレーターとして活動。和知は引退。
- プラス・マイナス（岩橋良昌、兼光タカシ）吉本興業
  - 「プラスマイナス」から改名[694]。兼光はピン芸人、岩橋は退社しフリーのピン芸人として活動。
- ブラック団（長澤大輔、久保田泰弘）プロデューサーハウスあ・うん
  - 久保田は声優「山口りゅう」として活動、長澤は実業家に転身。
- ブラック・ボックス（ルビー浅丘モレロ、赤P-MAN）オフィス北野
  - 「パンテオン」から改名。ルビー（現・やくみつゆ）はピン芸人（後にオフィス北野を退社）、赤P-MANもピン芸人として活動。
- プラッチック（一丁、ニッタロビンソン）SMA NEET Project
  - 一丁はピン芸人として活動（元「リトルサンシャイン」「レインボーグランド」の目良圭佑とのコンビ「とがし」としても活動[695]）、ニッタ（仁田和伸）は元「ファイティングポーズ」「ちょむ&マッキー」「かわはぎタンクトップ」、ピン芸人のちょむ（堀口勉）と「ちょむロビンソン」を結成（濱田勉（つーさん!）とのコンビ「ととや」としても活動[696]）[697]。
- ブラット（ゆーびーむ☆、みなみ）マセキ芸能社
  - 共にピン芸人として活動。
- ブラットピーク（河田祥子、土屋慧）プロダクション人力舎
  - 河田（モンキー・DH・カワタ）はOLとの兼業芸人に転向。土屋はピン芸人「土屋」を経て、元「あがすけ」の吉村和彬と「孫だしひやしとがし（後に「孫ダッシュ」に改名）」を結成しグレープカンパニーに移籍。
- フラッパー☆（ゆっちゃん、おみつ）よしもとクリエイティブ・エージェンシー
  - ゆっちゃんは元「ウンチャカ」の山口安威（ピン芸人「ヤスタケコレクション」、現・ヤスタケ）・元「南国姉妹」の国場俊彦（ピン芸人「タネンチュ国場」）との「ちんぺい」を経てピン芸人・YouTuberとして活動、おみつは解散に伴い引退。
- フラワーショウ（華ぼたん、華ばら、華ゆり、華あやめ、華らん）松竹芸能
  - ぼたんは1989年に入水自殺のため、ばらは2006年に肝不全のため死去。ゆりは女優として活動、あやめは「島川あゆみ」の名で東五九童とのコンビを経て引退。らんはゆりの産休時に短期間のみ参加。
- フラワーズオブロマンス（たわた、中道正彦）吉本興業
  - たわた（多和田上人）は元「パンダンス」、ピン芸人のkento fukaya（深谷健人）との「あまえんB」を経て[626]、解散後は吉本新喜劇で活動。中道は引退し、映像制作会社「フラワーズロマンス」を設立[625]。
- ぷらんくしょん（やほし、ぐっち、ラティーン）ワタナベエンターテインメント→マセキ芸能社
  - 後にラティーンが脱退、事実上の解散。ラティーンはYouTuber「アメコミトークライブ『しゃべんじゃーず』」のメンバーとして活動。
- ぷらんくとん（深琴、捺那）フリー
  - 深琴はピン芸人・YouTuberとして活動。
- フリーサイズ（たまこ、快信孝）浅井企画
  - たまこ（後に「たま子」に改名）は元「ブルームフラワー」のちい（後に「ちーちゃん」に改名）・元「マンゴスティン」の山中美代子（現・みよこ）との「三等分」やピン芸人「タマ子」を経て引退[354]、快は羽原なおみと「チックタックブーン（後に「青空ピー介・プー子」に改名）」を結成[698]。
- フリータイム（松浜心、塩谷正蔵）よしもとクリエイティブ・エージェンシー広島
  - 松浜はピン芸人「まつはましん」として活動。塩谷は引退し、現在は広島市内でカレー屋「nico curry」を経営[699]。
- プリオ（大島勝美、坂本誠一）大川興業
  - 坂本はピン芸人・タレントを経て、「さかもと聖朋」の名でダイエットインストラクター・カウンセラーに転身。
- ぷりずん。（逢見亮太、兼近大樹）よしもとクリエイティブ・エージェンシー
  - 逢見はピン芸人「おーみ」として活動、兼近は元「ベイビーギャング」、ピン芸人のりんたろー（現・りんたろー。）と「SCANDAL（後に「EXIT」に改名）」を結成。
- ブリの白子（稲田美紀、國松恵）よしもとクリエイティブ・エージェンシー
  - 稲田は元「イナズマパンティーズ」「グリードアイランド」「水の如しーず」の熊元侑里恵（現・熊元プロレス）と「紅しょうが」を結成。國松は元「つぼみ」「やぶさめ」「マキヨ」の福田麻貴との「アイカギ」やピン芸人「グリフォン國松」、元「鶏あえず」のTOKU（渡久山敬士）との「ぐりtoとく」を経て[4]、元「モンローズ」のマエノリュウタと「ピノッチオ」を結成し[5]、後に解散（TRFのものまねユニット「イージードゥダンサーズ」のメンバーとしても活動[6]）。
- ブリリアン（コージ、ダイキ）ワタナベエンターテインメント
  - コージ（徳田浩至、コージ・トクダ）は俳優・タレントとして活動の傍ら、社会人アメフトチーム「福岡SUNS」に所属していたが、2023年3月に退団。ダイキ（杉浦大毅）も俳優として活動。
- プリンセス金魚（みんなのたかみち、大前りょうすけ）松竹芸能→ワタナベエンターテインメント
  - 共にピン芸人として活動（たかみちは後に「たかみち店長」に改名[700]）[701]。
- ブルースタンダード（向井慧、近藤裕希、小浜隆次）よしもとクリエイティブ・エージェンシー
  - 向井は元「グレートホーン」の尾形貴弘・元「ハイアンドロー」の菅良太郎と「パンサー」を結成、近藤は元「パリコレ」の中村亮介との「バース」や小浜との「インディゴ」を経て引退。小浜（現・りゅーじ）は元「ミセスマルタン」「シガーロング」の山西章博との「トンファー」や近藤との「インディゴ」、元「えんにち」、ピン芸人のアイパー滝沢との「チャッピー。」を経て、元「ガッチャ」「サヨナラダンス」「シンガリ」の四角（滝野元気）と「ゴング」を結成[101]。
- プルートボブ（プルートサワイ、ボブ）よしもとクリエイティブ・エージェンシー
  - ボブはピン芸人として活動、サワイはピン芸人を経て引退。
- ブルーマウンテン（マル、ジョンコリンズ、ヤス）ソニー・ミュージックアーティスツ
  - ヤスが脱退しコンビとなるも、後に解散。
- ブルームフラワー（ちい、みい）エキサイティング・トリガー
  - ちい（中野千絵、後に「ちーちゃん」に改名）は元「フリーサイズ」のたまこ（後に「たま子」に改名）・元「マンゴスティン」の山中美代子（現・みよこ）との「三等分」を経て引退[355]、みいは元「202号室」、ピン芸人のまりか（現・マリカ）と「すきっぱマーチ」を結成し、後に活動休止。
- フルハウス（金子和令、東口宜隆）フリー
  - 金子（後に「カネコ」に改名、現・カズレーザー）は元「なつ☆あつこ」「ぷち観音」、ピン芸人の安藤なつと「メイプル超合金」を結成。東口（現・東ブクロ）は「119」やピン芸人「ちらしずし半人前」、シロー☆との「ヤンバルクイナ」を経て元「カサブランカ」の森田哲矢と「さらば青春の光」を結成（後に松竹を退社し、個人事務所「ザ・森東」を設立）。
- ブルマ（浜園みか、藤崎ミシェル）オスカープロモーション
  - 藤崎はタレント、浜園は退所しボディージュエリストとして活動[702]。
- ブレイク大臣（ジーニアス福澤、シャルマン加納）ひばりプロダクション
  - 福澤（福澤重文）は俳優として活動[703]。
- ブレーメン（スター関根、岡部秀範）よしもとクリエイティブ・エージェンシー
  - 岡部（ブレーメン岡部、現・ピーチ）は元「ハイアンドロー」の畑中しんじろうとの「町のベーカリーズ」や元「カントリーロード」、ピン芸人のGO!皆川（皆川安弘）との「ペペ」、ピン芸人を経てコンビ「かたつむり」に加入。関根は引退。
- ブレイブマン（伊藤貴之、吉田圭佑）よしもとクリエイティブ・エージェンシー
  - 伊藤は元「メルボルン」の石橋俊春（ピン芸人「石橋素直」）と「官兵衛」を結成[704]。吉田は元「ツインゴリラ」「ワシントン」「かつかれ〜」の萩原清輝（ピン芸人「おはぎマン」、現・はぎちゃん）との「古都ボーイズ」を経て元「シンクロック」の木尾洋平（現・木尾モデル）と「アッパレード」を結成し、後に解散に伴い引退[429]。
- フレッシュライム（渡辺直美、ササキりな）吉本興業
  - 渡辺はピン芸人・タレント・女優として活動、ササキはピン芸人を経て引退[705]。
- フレミング（舟生侑大、宮本駿）よしもとクリエイティブ・エージェンシー
  - 舟生（一時期「フネ」に改名、現・舟生）はピン芸人や元「サボテン」「カラン」の古賀充泰との「ハッピーアワー（後に「とりはげ」→「古賀・舟生ペア」に改名）」を経て一時引退後、古賀と「鶴亀」として再結成し復帰（フリーを経て吉本興業に再移籍）[706]。宮本はピン芸人「しゅんしゅんクリニックP」として活動。
- フレンチぶる（加瀬部駿介、大西翔）ケイダッシュステージ
  - 「フレンチブル」から改名。加瀬部はピン芸人「SHUNSUKE」、大西はYouTuber「抱きたい大西」として活動[707]。
- フレンチブルドッグ（菅原知明、島居俊介）よしもとクリエイティブ・エージェンシー
  - 「スパンコール」から改名。島居は元「TOKYO無鉄砲」の嶋田修平と「シマッシュレコード」を結成、菅原は引退。
- フローレンス（原田泰造、堀内健）太田プロダクション→渡辺プロダクション
  - 元「ジュンカッツ」の名倉潤が加入し、トリオ「ネプチューン」となる。
- ブロッサム（土生智子、吉長美鈴）吉本興業
  - 土生（後に「ハブ」→「はぶ」に改名）は「ホットモンタージュ3世」を経て「有閑マダム（後に「ゆうかんまだむ」に改名）」を結成、吉長は広島県のローカルタレントを経て引退。
- ブロンクス（中岡倫基、唐戸浩二、野口拓郎）吉本興業
  - 「フーリガン」から改名。中岡と野口は「演劇集団ドアーズ」のメンバーとして活動。
- フロントストーリー（光岡均、清水健次）よしもとクリエイティブ・エージェンシー
  - 清水はピン芸人「清水けんじ」として吉本新喜劇で活動、光岡は引退。
- フロントページ（益田博隆、藤川和孝）松竹芸能
  - 益田は放送作家として活動。

### へ
- 平安京999（黒田洋介、勝山慎司、多治見規人）吉本興業
  - 勝山は元「大浦梶」の梶剛（現・梶つよし）との「勝山梶（後に「アイスクリーム」に改名）」を経て、ピン芸人「ムーディ勝山」として活動。
- 平安美人（阪口誠、山田ひろあき）吉本興業
  - 山田（やまだひろあき）は吉本新喜劇で活動していたが[708]、2017年1月に退団。
- ベイブルース（河本栄得、高山知浩）吉本興業
  - 「河本・高山」から改名。高山（現・高山トモヒロ）はピン芸人を経て元「清水圭・和泉修」の和泉修と「ケツカッチン」を結成、河本は1994年10月31日に劇症肝炎による脳出血のため急逝。河本の死去後は高山の意向により事実上の活動停止状態であったが、2001年に「ケツカッチン」結成に伴い正式に解散となった。
- ベイビーズ（斉藤健一、友納一彦）福岡吉本→ワタナベエンターテインメント
  - 斉藤はピン芸人「ヒロシ」として活動。
- ベイビーギャング（北見寛明、りんたろー）よしもとクリエイティブ・エージェンシー
  - 北見は自身の不祥事により一時引退後、ピン芸人を経てたけし軍団の一員となり、元「チョッピングライト」「モッキンバード」の武田優作・佐藤洋平と「リッチモン」を結成（後に佐藤が脱退[528]）[529]。りんたろー（現・りんたろー。）はピン芸人を経て、元「ぷりずん。」の兼近大樹と「SCANDAL（後に「EXIT」に改名）」を結成。
- ベイビーフロート（にしやん、山崎ユタカ）松竹芸能
  - にしやん（西山征孝）は退所し、YouTuber「デカキン」として活動。山崎（現・山崎代表）はわっしー教授（鷲田豊明）との「ギリギリすれすれ」や元「りくちんこうじ」「三匹人間」「ジャム&マーガリン」の高橋洋平（ピン芸人「がなりかなり高橋」）との「ハウメニーピーポー」を経て[709][710]、元「あのつばめ」のししくらサソリ（宍倉孝雄）・いときん。（伊藤靖）と「燕代表」を結成[512]。
- ヘーシンク（藍木靖英、飯田英明）浅井企画
  - 藍木（現・やす）は元「La.おかき」の飯尾和樹と「ずん」を結成、飯田（ビッグマウス飯田）は「マンモウ飯田」の名で長野県を中心にローカルタレントとして活動[711]。
- 北京ゲンジ（お宮の松、無法松）オフィス北野
  - お宮の松はピン芸人・俳優として活動、無法松は元「ヘモグロビン」「熊本キリン」の桐畑亨（現・桐畑トール）と「ほたるゲンジ」を結成。
- ペコリーノ（植木おでん、クロコダイル ミユ）よしもとクリエイティブ・エージェンシー
  - 植木は元「キャラメルアンセム」のわたあめりな・元ピン芸人のまるいるいと「たまゆら学園」を結成（後にまるいが脱退）。ミユは一時引退後、「絵野みゆ（eno miyu）」の名でダンサー・振付師・役者として復帰[712]。
- ベジタブル（小宅雅司、右尾祐佑）松竹芸能
  - 右尾は三味線奏者として活動。
- ペパーミントの風に吹かれて（学ランの中沢、紳士服の成田）フリー→ワタナベエンターテインメント→フリー
  - 2013年に一度解散の際、成田は元「西村深村」の西村裕一と「幾三」を結成。その後2014年に再結成するも、後に再度解散。成田は元「ドリーマーズ」の坂本崇裕（現・坂本No.1）との「ワン・デシリットル」を経て、ピン芸人「成田デシリットル」として活動（元「ジェニーゴーゴー」「雨ザラシ」「ライダースライダー」、ピン芸人のねぎたたくや（根喜田拓也）・元「リッチトランプ」、ピン芸人のアポロ奥村（奥村俊祐）とのトリオ「アポロズ」としても活動[54]）。
- ペペ（GO!皆川、岡部）よしもとクリエイティブ・エージェンシー
  - 皆川はピン芸人として活動、岡部（現・ピーチ）はピン芸人を経てコンビ「かたつむり」に加入。
- ヘモグロビン（桐畑亨、山岡穣）トーイボックス→プライム
  - 桐畑（現・桐畑トール）は元「あいつら」の田中健三との「熊本キリン」を経て、元「北京ゲンジ」の無法松と「ほたるゲンジ」を結成。
- ベリー・ベリー（河中美二、上田歩武）よしもとクリエイティブ・エージェンシー
  - 河中は元「キャバレーナイト」「キャバレー」の宮田庸平・山本晶子（山本あきこ）と「シャングリラ」を結成（後に山本が脱退し、コンビ「赤い自転車（後に「ダンシングヒーロー」に改名）」となる[255]）。上田（現・グッドウォーキン上田）はピン芸人「ウエダコレクション」や元「ユキコミキ」「フライフェチ」の大渕源八との「ライフ」、元「ところてん」のますだひかるとの「あゆむひかる」を経て、元「西海岸's」「ときん」「ネギぽんず」の良平（現・グッド良平。）と「グッドウォーキン」を結成[713]。
- 便所隊（リリ便所、田辺麗圭）フリー
  - リリは引退し、オリエンタルランドに就職（現在は「ゲリP」の名で田辺のYouTubeチャンネルに出演[714]）[715]。田辺はピン芸人・ものまねタレントとして活動（オフィスKを経て再度フリーで活動）[716]。
- ペンタゴン（清水誠、新城長秀）SMA NEET Project
  - 「ヒデキヨ」から改名[717]。清水はピン芸人を経て元「サニー」のぴろ（林正浩）と「Q」を結成するも、2014年に一度解散[718]。その後は再度ピン芸人を経て2015年にぴろと「キュウ」として再結成（SMA NEET Project、フリー、オフィス北野、再度フリーを経てタイタンに移籍）。新城はピン芸人「あらしろん」や元「めーぷるちゃんぷる」、ピン芸人のレイチェルとの「シュガーブロッサム」[719]、小堺隆志との「モーニングマン」を経て[720]、解散後は再度ピン芸人「あらしろんCEO」として活動[721]。
- ぺんとはうす（世良光治、ヤマト）吉本興業
  - 世良はピン芸人「せらっきょ」として活動[722]、ヤマトは引退[232]。
- HENHEN事変（おおのまりあ、アイドル鳥越）ホリプロコム
  - おおの（一時期「マネージャー大野」に改名）はプロレスラーのHARUKAZE（加藤悠）との「ネバーギブアップ」を経て、解散後は「ベスト大野」の名でピン芸人・イベント司会・MC・DJとして活動。鳥越はピン芸人として活動。

### ほ
- 鳳仙花（白井宏映、沼田由紀子、中村佳子）松竹芸能
  - 白井が脱退しコンビとなるも、後に解散。沼田は元「ミルクハット」の末岡愛子と「ベビィリッチ」を結成、中村は引退。
- 法薬女子大学（古川かずな、中村まいこ）フリー→ホリプロコム
  - 「MK研新会」→「エルアール30」から改名。古川は放送作家として活動、中村は引退[723]。
- ほうらい（小野祐太、山崎豊）松竹芸能
  - 小野（小野ちんぺー）は高良武幸と「東京応援団」を結成[724]。山崎（山崎ユタカ、現・山崎代表）は元「まー雷音」のにしやん（西山征孝、現・デカキン）との「ベイビーフロート」やわっしー教授（鷲田豊明）との「ギリギリすれすれ」[709]、元「りくちんこうじ」「三匹人間」「ジャム&マーガリン」の高橋洋平（ピン芸人「がなりかなり高橋」）との「ハウメニーピーポー」を経て[710]、元「あのつばめ」のししくらサソリ（宍倉孝雄）・いときん。（伊藤靖）と「燕代表」を結成[512]。
- ボーイフレンド（黒沼誠、宮川英二）キーストンプロ→吉本興業
  - 「年中無休」から改名。黒沼はピン芸人「まっこん」を経て元「ランチキ」「ロイヤルテント」「岐阜東京」のなかざわゆうき（中澤雄希）と「ろどりげす」を結成[725]、宮川は引退。
- ポートワシントン（伊藤知貴、笠谷翔平）吉本興業
  - 伊藤は元「ZUMA」の鬼塚ひかる（船橋輝、ピン芸人「ZUMAひかる」）と「ZUMAワシントン（後に「-ZX-」に改名）」を結成[726]、笠谷は引退[727]。
- ホーム・チーム（与座嘉秋、檜山豊）マセキ芸能社
  - 与座はピン芸人「与座よしあき」として活動し、後に事務所を退社。檜山は引退し、劇団「チーム・ギンクラ」を主宰。
- ホームラン（たにし、勘太郎）トービック
  - 「コント21世紀」から改名。たにしは漫談家「ホームランたにし」として活動、勘太郎は2021年9月18日に心不全のため死去。
- HOLLYナイト（HOLLY、小松"ナイト"拓矢）どっかんプロ
  - HOLLY（堀口修司）はピン芸人・イベント司会者・パーソナリティとして活動の傍ら、MID-FMの執行役員局長を務める[728]。小松（現・小松Re拓矢）はひとしザ・ワールド・B.Cとの「ピカソ」やへちまとの「雪柳」を経て[729][730]、橋本潜伏先と「Mr.ロビンソン」を再結成[731]。
- ボールボーイ（横山貴規、佐竹佑一）広島吉本
  - 佐竹はピン芸人・ラジオパーソナリティとして活動、横山は引退[732]。
- 保健体育委員（金子真弓、岩田未来）ホリプロ
- 北北西に進路を取れ（松本秀樹、早瀬勝夫）吉本興業→浅井企画
  - 「早瀬・松本」→「マ/ヒ」から改名。松本はピン芸人・グッドドッグライフプランナーとして活動。
- ほくろ38コ（岡野絵里、田中沙綾香）ホリプロ
  - 岡野（岡ちゃん）は元「クルクルキューティクル」の早房結香（後に「はやぶさゆか」に改名、現・パシンペロンはやぶさ）との「パシンペロン」を経てイラストレーターとして活動。
- 星セント・ルイス（星セント、星ルイス）ライムライト企画
  - セントは2004年7月22日に肺がんのため、ルイスは2005年3月10日に肺がんのため2人とも死去。
- ボスマジック（新川寛人、山口康弘）プロダクション人力舎
  - 山口はピン芸人「ヤマグチクエスト」として活動。新川は引退し、現在は「株式会社Eventy」を経営[733]。
- ホタテーズ（後藤亮介、川口英之）ホリプロコム
  - 「ボストンミルク」から改名。後藤は元「パンダユナイテッド」の石井勇気・元「湘南デストラーデ」のナオ・デストラーデ（吉田尚）と「マイアミバスケットボールクラブ」を結成し（後にフリーを経て浅井企画に移籍）、後に解散に伴い引退[45]。川口はピン芸人・怪談師として活動。
- 螢雪次朗一座（螢雪次朗、ルパン鈴木）
  - 螢は俳優として活動。
- ポチョム・キン（松田美帆子、野澤恵美子→寺門恵美）ホリプロ
  - 松田は足立麻美（現・あだちあさみ）・上地春奈と「キャラメルクラッチ」を結成し、後に解散。寺門はピン芸人「メグちゃん」として活動。
- ポップコーン正一・正二（ポップコーン正一、ポップコーン正二）オフィス北野
  - 正一はピン芸人として活動、正二は引退。
- ポップマン（西本尚貴、加藤聖也）吉本興業
  - 西本（後に「にしもとサイクル」に改名、現・西本サドル）は元「象桜」の町田晶洋（現・町ルダ）との「カンガルーリゾートホテル」やなかおきアンシコースケー（中沖光佑）との「じゃいあんづ」を経て、実弟の西本ペダルと「西本サイクル」を結成。加藤（現・かとうスムージー）は元「アトラン」、ピン芸人のコヤマダ（小山田剣士郎）と「国道アリス」を結成。
- ポテト少年団（中谷貴寛、菊地智義、内藤輝彦）よしもとクリエイティブ・エージェンシー
  - 菊地はピン芸人「キクチウソツカナイ。」として活動、内藤は介護職に転身。中谷も引退している[734]。
- ポテトフライ（宇野栄二、藤原桂造→青野敏行）吉本興業、1990年
  - 「うのっちょ・いもっちょ」→「ザ・ポテト」から改名。宇野は「宇野ポテト」の名で俳優・方言指導者・日本保守党所属の政治家として活動[735]。藤原はピン芸人「ダービー藤原」として活動の傍ら、西脇市議会議員としても活動。青野は吉本新喜劇などで活動。
- ほどよし（小竹正義感、木田雄貴）ワタナベエンターテインメント
  - 小竹はピン芸人「こたけ正義感」として活動。木田は元「パーティーズ」の石原涼允（現・石ちゃん最高No.1）と「木田と石原（後に「うに桜」に改名）」を結成し[736]、後に解散。
- 骨付きバナナ（うえし、こうだい）松竹芸能
  - 共に退所。こうだいは元「たこやきパーティ」「あえかな点滅」の川合裕也と「しっとり最高裁」を結成（川合は「たこやきパーティ」時代の相方）、うえしも活動を続ける。
- ボブキャッツ（ヒロ、雄大）吉本興業
  - ヒロはピン芸人「吉田ヒロ」として吉本新喜劇を中心に活動、雄大は引退。
- 誉（遠藤敬、宇野誠）吉本興業
  - 遠藤はピン芸人を経て構成作家として活動、宇野は引退。
- ぼれろ（渡辺敬介、小庭康正）サンミュージックプロダクション
  - 渡辺は元「コメディアンズ」「ピーチガールズ」「エデン」「しまいにゃショパン」「ザ・二ヶ所」、ピン芸人の飯島翔平との「エイリアンGOGO」や元「スウィング」「ラブカップル」「逆転満塁ホームラン」のファイト中田（中田喜之、現・なかたよしゆき）との「ピーターパンZ」を経て俳優、小庭はピン芸人「こにわ」として活動。
- ホワイト&ホワイト（蛍原徹、森田嘉宏）吉本興業
  - 蛍原は元「ぴいぷる」の宮迫博之との「雨上がり決死隊」を経てピン芸人・タレント、森田は大塚修司との「電光石火」や元「チェイサーズ」の山崎雅行との「I少年D」を経てピン芸人「コラーゲン配合マン（後に「コラアゲンはいごうまん」に改名）」として活動。
- ぼん&正月（ぼん、正月）
  - ぼんは「西田和昭」の名で俳優・映画評論家として活動。
- ボンクラーズ（山田昌平、むらっちょ）よしもとクリエイティブ・エージェンシー
  - 共に引退。
- ホンコン・マカオ （初代）（ホンコン、マカオ）吉本興業
  - 初代ホンコン（板尾創路）は元「ダブルホルモンズ」「ホンコン・マカオ（2代目）」の2代目ホンコン（蔵野孝洋、現・ほんこん）と「130R」を結成。
- ホンコン・マカオ （2代目）（ホンコン、マカオ）吉本興業
  - 2代目ホンコン（蔵野孝洋、現・ほんこん）は元「ホンコン・マカオ（初代）」の初代ホンコン（板尾創路）と「130R」を結成。
- 本日は晴天なり（栗田育美、清水香苗）太田プロダクション
  - 栗田はピン芸人「本日は晴天なり」、清水もピン芸人として活動。
- ポンループ（アミ、こまってます鈴木）グレープカンパニー
  - アミは「粗大アミ」に改名し、元「幸せのトナリ」のボンゴゆうすけ（小笠原侑祐）・元「エールタワー」の石井裕二とのユニット「アミとゆうじとボンゴ」として活動[366]。鈴木は元「マタミタナ」「いいね」のいさやまと「すい」を結成[737]。

## ま行

### ま
- マーマレード（なめたらいかんぜよ。MARI、ポニー福元）よしもとクリエイティブ・エージェンシー
  - MARI（山崎真理）はピン芸人、福元も元「アジールセッション」「俺たちに明日はない」の安田孟との「アトキンソン」を経てピン芸人として活動。
- まー雷音（内田雷音、西山征孝）フリー
  - 「ペッツェリン」から改名[738]。内田は元「三毛猫ブラザーズ」の前野太志（ピン芸人「ドングリーノ」）との「テトラポッド」を経て[739]、元「蒼い風」の神永セイシと「蒼い風」を結成し、後に解散[740]。西山（にしやん）は元「ほうらい」の山崎豊（山崎ユタカ、現・山崎代表）との「ベイビーフロート」を経て（松竹芸能所属）、YouTuber「デカキン」として活動。
- -4℃（松本美香、上嶋祐佳）松竹芸能
  - 松本はピン芸人として活動。上嶋（岡田祐佳）は岡田圭右（ますだおかだ）と結婚し（後に離婚）、後にタレントとして復帰。
- マイネームイズ（柳沢寛雄、福田貴文）吉本興業
  - 柳沢（後に「柳沢寛々」に改名）は「GOBUGOBU」の一員となり、後にそのメンバーである吉内一洋との「赤いタンバリン」やピン芸人「カンカン」、元「ウラカン・ラナ」の筏津龍人（現・イカ）との「浜風キッド」、再度ピン芸人を経て元「こんらんチョップ」「グーとパー」、ピン芸人の前すすむ（上林尊久）と「全力じじぃ（後に「TOKYO COOL」に改名）」を結成（SMA NEET Project、フリーを経てグレープカンパニーに移籍）。
- マイマイカブリ（五十嵐良一、高橋栄文）吉本興業→ホリプロ
  - 「のらりくらり」から改名。高橋は放送作家「たかはC」として活動。
- マイるどミルド（平岡修、竹田吉輝）プライム
  - 共に引退[741]。
- 前田一球・写楽（前田一球、前田写楽）吉本興業
  - 2代目写楽（前田りょうてん、現・しゃーやん）は吉本新喜劇で活動。
- 前田犬千代・竹千代（前田犬千代、前田竹千代）吉本興業
  - 竹千代は後に「チャンバラトリオ」のメンバーとして活動していたが、2008年11月9日に胃がんのため死去。犬千代は引退[742]。
- まかろにステーション（ギャビン、きたば）グレープカンパニー
  - ギャビンはピン芸人・モデルとして活動、きたばは引退[743]。
- マキシマムパーパーサム（つよし、長沢喜稔）よしもとクリエイティブ・エージェンシー
  - つよしはYouTuber「つよしマン」、長沢は作家として活動。
- マグニチュード（ひろき、じゅん）吉本興業
  - じゅん（井戸田潤）は元「バツイチ」の小沢一敬と「スピードワゴン」を結成。
- まこと&がっしゃん（まこと、がっしゃん）
  - まこと（北野誠、一時期「MAKOTO」に改名）はピン芸人・タレントとして活動、がっしゃんは本名の「東野博昭（東野ひろあき）」として放送作家に転身。
- マザー（八田航樹、浦島こうじ）ワタナベエンターテインメント
  - 浦島はピン芸人「ウラシマンタロウ（後に「ウラシマ」に改名）」として活動（元「リンゴスター」「ナンシンヨク」「イルカアタック」の小川裕史（ピン芸人「ギリギリ小川」）とのコンビ「池袋デビルズ」としても活動[744]）[745]。
- まさし・裕士（島田まさし、中田裕士）吉本興業
  - まさしは大平まさひことの「D-GRIP」を経てピン芸人として活動。裕士（中田ゆうじ）は中田尚希（中田なおき、現・なおき）との「中田尚希・裕士」を経て元「テイクオフ」の宮本龍見（宮本たつみ、現・龍見）と「笑ハンティング」を結成し、後に解散に伴い引退。
- マジェスティ（清水健次、田村研一）吉本興業
  - 清水は光岡均との「フロントストーリー」を経て、解散後はピン芸人「清水けんじ」として吉本新喜劇で活動。田村は田村裕（麒麟）の実兄[746]。
- まじかるず（堀井祥明、藤代達生）太田プロダクション
  - 堀井は「堀井宇宙」に改名し、元「大吉マニア」の峰本大作（現・大ちゃん）・吉名崇朗と「003MANIA」を結成するも、2001年に脱退（峰本と吉名はコンビ「23区」を結成するも、後に解散）。その後は再度本名に戻し、ピン芸人・タレントとして活動。藤代は2004年に直腸がんのため死去。
- 魔女っこ（永島さや佳、伊藤しほ乃）カレント
  - 共に退社。伊藤はグラビアアイドルを経てジムインストラクターとして活動[747]。
- マスタング（竹田昌史、松尾圭司）よしもとクリエイティブ・エージェンシー
  - 竹田はピン芸人「たけだバーベキュー」として活動。松尾はピン芸人「ボーイ」を経て横井心と「そなた」を結成し、後に解散。
- 魔族（サドヤマエス、マゾ田エム→マゾちゃん）ニュースタッフプロダクション→ホリプロコム
  - 「電光魔族」から改名。サドヤマはピン芸人「日焼寿司」[748]、マゾちゃん（小枝哲幸）はピン芸人・マネージャーとして活動（フリーを経て100companyに移籍）[749]。マゾ田は脱退に伴い引退[750]。
- マチェーテ（石井康平、小島大輔）プロダクション人力舎
  - 石井は元「ドリーマーズ」の坂本崇裕（現・坂本No.1）との「クリーニングマン」を経て佐野寛と「アクアキャンディー」を結成し、後に解散に伴い引退。小島はピン芸人「こじま観光」として活動。
- マチコ（勝又伸悟、藤平益人）浅井企画
  - 勝又（後に「ani」に改名、現・勝又:）は実弟で元「コンツ」の勝又誉文（後に「弟」に改名）との「勝又（後に「勝又:」に改名）」を経てピン芸人・俳優として活動、藤平は引退。
- 町のベーカリーズ（ブレーメン岡部、畑中しんじろう）よしもとクリエイティブ・エージェンシー
  - 岡部（現・ピーチ）は元「カントリーロード」、ピン芸人のGO!皆川（皆川安弘）との「ペペ」やピン芸人を経てコンビ「かたつむり」に加入、畑中は北海道を中心にピン芸人として活動。
- 街の帽子屋さん（川崎史貴、松崎智文）よしもとクリエイティブ・エージェンシー
  - 川崎は「ラブソング」やピン芸人「バイク川崎バイク」、「繭」を経て再度ピン芸人として活動。松崎はピン芸人「帽子屋お松」を経て引退し、作家に転身。
- 真っ赤なロードスター（大隈一郎、安藤亮司）ワタナベエンターテインメント
  - 大隈は「大隈いちろう」の名でピン芸人・俳優・演出家、安藤も俳優として活動。
- マッキアイアイ（牧野朋子、中村愛）浅井企画
  - 牧野はピン芸人「牧野ステテコ」として活動。
- 松口VS小林（松口祐樹、小林友治）吉本興業
  - 松口（現・ユウキロック）は元「あっぱれ団」の大上邦博（おおうえくにひろ）との「ハリガネロック」を経てピン芸人・構成作家・ライター（後に吉本を退社）、小林も村越周司との「モストデンジャラスコンビ」を経てピン芸人「ケンドーコバヤシ」として活動。
- マックボンボン（志村健、井山淳→福田正夫）渡辺プロダクション
  - 「チャーミングコンビ」から改名。志村（志村けん）は「ザ・ドリフターズ」の付き人を経て正式メンバーに加入、2020年3月29日に新型コロナウイルス感染症のため死去。井山は引退。
- マッサジル（長谷川雅紀、久保田昌樹）札幌吉本→フリー→ソニー・ミュージックアーティスツ
  - 「まさまさきのり」から改名。2000年に一度解散の際、長谷川はピン芸人として活動。その後2002年に再結成するも、2011年に再度解散。長谷川はピン芸人「のりのりまさのり」を経て、元「ガスマスク」「桜前線」の渡辺隆と「錦鯉」を結成。久保田は引退し、2018年8月9日に死去[751]。
- マッチポンプ（木村耕介、山田直人）松竹芸能
  - 木村は引退[752]、山田は河野智彰との「ミヤ」や元「ガブル/ガブル」、ピン芸人のひょうごとの「さんびーち」を経てピン芸人「山田BODY」として活動[357]。その後、2021年に再結成[358]。
- マッドドックス（関口大輔、吉田一人）ニュースタッフエージェンシー
  - 「マシンガンワルツ」から改名。吉田（吉田かずと、現・吉田猛々）は元「牛肉オレンヂ」「キラッキラーズ」の松山慎吾（ジャック豆山、ピン芸人「ぎゅうにく」）との「珍獣大行進（後に「ザ・マルチ」に改名）」やピン芸人、元「モジモジハンター」の石井太郎との「バンビライオン」を経て、解散後は再度ピン芸人や元「太陽コンパス」「三木大城」「スパプリ」の1、2の大心（大城大心）との「ジェットカンフル」を経て元「ヴィンテージ」の大赤見展彦（現・大赤見ノヴ）と「ナナフシギ」を結成し、太田プロダクションに移籍。
- Mahha（中谷みつとし、前田貴彦）浅井企画→ワタナベエンターテインメント
  - 「ライドン」→「麻波」から改名。中谷はタレントを経て、現在は「株式会社ミッドキャニオン」を経営[753]。前田（現・前田あうと）はベア志朗（現・さかもとしろう）との「ザ・ゴリラバンド」を経てピン芸人・役者・裏方として活動[342]。
- マドモアゼルズ（平山洋祐、坪倉雄太）ワタナベエンターテインメント
  - 平山はピン芸人「ヒラヤマンショー」として活動、坪倉は引退。
- マニアック（浦井崇、大山英雄）吉本興業
  - 浦井は元「ダンス・ダンス」の矢部正（現・小矢部マサシ）との「やるじゃねぇかーず」やピン芸人を経て構成作家・俳優に転身、大山はピン芸人・タレントとして吉本新喜劇などで活動。
- マニッシュガーリー（広田陽、竹上裕二）よしもとクリエイティブ・エージェンシー東海支社
  - 広田（現・ひろたあきら）は「も〜にんぐ」や元「ダイナゴン」のドンタコス溝口（溝口大樹）との「リリアン」、元「わんわんもーもー」、ピン芸人のたかぴん（現・たかぴんア・ラ・モード☆）との「おともだち」を経て、解散後はピン芸人・絵本作家として活動[170]。
- まめのき（木村直博、豆山しんご）SMA NEET Project
  - 木村は作家（元「うえはまだ」「すっきりソング」「はぐれ超人」、ピン芸人の植田マコトとのコンビ「やわらかい服（後に「ひざげり小僧」に改名）」を経て[107]、元「からっぽハイツ」「すだとくじらい」の須田啓祐とのコンビ「青いママチャリ」としても活動[285]）、豆山（松山真悟）はピン芸人「ジャック豆山」として活動（元「うえはまだ」「すっきりソング」「はぐれ超人」「ひざげり小僧」、ピン芸人の植田マコト・元「お団子まんじゅう」の古澤（古澤光弘）とのトリオ「シャトーMK（後に「シャトー」に改名）」としても活動[108]）。
- マリオネットブラザーズ（井上大生、肉汁）浅井企画
  - 共にピン芸人として活動。
- ○-×（橋本まさを、小原大祐）よしもとクリエイティブ・エージェンシー
  - 橋本は瀧和馬との「ハードボイルド兄弟」や元「スカンクダマシイ」の武田優作・元「ポケットモンキー」の佐藤洋平との「チョッピングライト」[754]、再度ピン芸人を経て元「ポケットモンキー」「ピンクココナッツ」の尾崎正尚と「マルコ」を結成し[530]、解散後は再度ピン芸人「アモーレ橋本（後に「ブラボー!橋本」に改名）」として活動。小原（現・ダイス）はピン芸人や元「笑鷺」の濱口洋輔との「ファイナルジャッジメント」を経て、解散後は再度ピン芸人として活動。
- マロンフェスタ（わっしょい中村、いただきマスク）プロダクション人力舎
  - いただきマスクは引退、中村もピン芸人を経て引退。
- 漫画トリオ（横山ノック、横山フック、横山パンチ）吉本興業
  - ノックはタレントとして活動の傍ら政界に進出し、参議院議員・大阪府知事を務めたが、2007年5月3日に中咽頭がんのため死去。2代目フック（青芝フック）は赤井タンクとの「青芝フック・赤井タンク」や青芝キックとの「青芝フック・キック」を経てピン芸人・タレントとして活動。パンチはタレント「上岡龍太郎」を経て引退し、2023年5月19日に肺ガン・間質性肺炎のため死去。
- マンキンタン（山本剛史、渡辺博基）よしもとクリエイティブ・エージェンシー
  - 渡辺（現・渡辺銀次）は元「大江戸FC」「パリス」、ピン芸人のすし佐々木（現・すしささき。）との「エマ」やピン芸人「〇〇渡辺」を経て、元「デビルポメラニアン」の小橋共作と「news38（後に「ドンデコルテ」に改名）」を結成。山本は引退。
- マンゴスティン（宮島里奈、山中美代子）浅井企画
  - 山中（後に「みよ」に改名）は元「ブルームフラワー」のちい（中野千絵、後に「ちーちゃん」に改名）・元「フリーサイズ」のたまこ（後に「たま子」に改名）との「三等分」を経てピン芸人「三等分みよ（後に「みよこ」に改名）」として活動[755]、宮島は引退[756]。
- MANZAI-C（西野健一、森光司）大川興業→フリー→フリーフォークス→オフィス自由→サクセスプロモーション
  - 西野は引退し、現在は十日町市でペット用品店「ミジョット」を経営[757]。森は構成作家として活動。
- マンブルゴッチ（川村龍俊、藤堂雄太）プロダクション人力舎
  - 川村はヒップホップグループ「オトノ葉Entertainment」のボーカルとして活動。藤堂は寺崎仁人（現・寺崎ガザオ）と「ロケット」を結成（後に元「プレパラート」の秋山潤が加入し、トリオ「グーニーズ」となるも解散）。その後はピン芸人「とーどーゆーた（後に「ゆってぃ」に改名）」として活動。
- まんもす2（奈津あつし、松原ひとし）佐藤企画
  - 奈津は「佐藤あつし（さとうあつし）」の名でコメディアン・歌手として活動、松原は引退。

### み
- ミーナ（喜助、ATSUSHI）ホリプロコム
  - 喜助は元「バジトウフー」の久保田誠実（現・なるみ）と「らんちゅう」を結成[758]、ATSUSHIは元「恐竜メリケンサック」「みつあみ」のつるた社長（鶴田健二郎、現・牛丼）との「ハチャメチャイソギンチャク（後に「ジュンチャントンコツ」→「ふうりん」に改名）」を経て引退[759]。
- みかずき組（白石美樹、坂本和江）プライム
  - 白石は建築デザイナー・タレント[760]、坂本は「中島あゆみ（日本酒あゆみ）」の名でタレント・結婚相談所仲人として活動。
- 三日月シュガー（ゆだのりを、瀬下翔太、佐々木ユーキ）ケイダッシュ
  - 「ノーザンライト」から改名。ゆだが脱退し、コンビ「ねじ」となる（瀬下は「せじも」、佐々木は「ササキユーキ」に改名）。
- 三日月トリオ（梨岡丈純、田中スケナリ、宮部啓輔）吉本興業→フリー→マセキ芸能社
  - 梨岡は引退し、現在は「株式会社エス・トラスト」の営業部に勤務[761]。
- 三木大城（三木奮、大城大心）ワタナベエンターテインメント
  - 大城（現・1、2の大心）は元「太陽コンパス」「キングストン」の玉城靖規（やーすー）と「スパプリ」を再結成し（玉城は「太陽コンパス」時代の相方）[762]、再度解散後は元「フィットネス」「マッドドックス」「ザ・マルチ」「バンビライオン」の吉田一人（ピン芸人「メンズカズト」、現・吉田猛々）との「トリガー（後に「ジェットカンフル」に改名）」やピン芸人を経て、玉城と「太陽コンパス」として再結成[376]。三木は太田拓郎と「からくりタンバリン（後に「漫才少爺」に改名）」を結成。
- みず菜（悪魔西村、ちぇく田、妻木香里）よしもとクリエイティブ・エージェンシー
  - 「トロピカルクラッカーズマーメイド」→「メガネメガネ」から改名[763]。妻木が脱退しコンビとなるも、後に解散。西村は本名の「西村俊輔」として元「フレンドブレンド」「ハイジ」の竹下将と「ナオコ」を結成（後に元「菫花火」「宇宙遊泳」「ブライダルダービー」「ジャズタイム」の東方亮憲（現・ヒガシ）が加入し、トリオ「バネ」となるも解散[764]）。ちぇく田（吉田翔）は元「鳥溶岩」の前田晃利との「ジョーイ・グラッドストーン（後に「スポンジ―」に改名[765]）」やピン芸人[766]、どんまい高橋との「くのいち」[767]、再度ピン芸人を経て元「ジャンクフードジェニー」「サンドウィッチマン」「メインストリート」「閃光少女」「ヒルトヨル」、ピン芸人の濱田勉（つーさん!）と「きのこのサラダ」を結成し[768]、解散後は元「まれーぐま」の秋葉信吾との「めざめるパワー」や元「とり温泉」「びびり丸」「あはは」のサメ（荒川綾美）との「お玉」を経て再度ピン芸人として活動[769][770]。妻木は元「夕凪ロマネコンティ」の名輪久美子と「モダン娘」を結成し、後に解散に伴い引退[771]。
- ミスマッチグルメ（じゅんいちダビッドソン、ポーク林）アミー・パーク
  - じゅんいちはピン芸人として活動、林はピン芸人を経て引退。
- みたらし祭り（ゴッチス、りゅうせい）プロダクション人力舎
  - 共に活動は続ける。
- 満（溝上洋次、諸岡立身）吉本興業
  - 溝上（新塾イーグル、現・イーグル溝神）は元「エグザミア」の福田善計（新塾タイガー、現・タイガー福田）と藤原直樹（新塾マンモス、現・ブー藤原）・元「デモしかし」「ギャルソンズ」の高山和也（新塾ドラゴン、DRAGONタカヤマ、現・コウカズヤ）・元ピン芸人の安富郁矢（新塾コブラ、現・サンキュー安富）と「超新塾」を結成、諸岡はコントユニット「トーキョーハイライト」を主宰。
- 南の風（風力3）（湯川宏明、井上亮）トゥインクル・コーポレーション
- みのなが（美濃昌輝、長岡大祐）吉本興業
  - 「たじる&エレジー」→「美濃・長岡」から改名。美濃は引退[772]、長岡は作家「長岡マホロ」として活動[773]。
- ミモ・ファルス（岡田和幸、小畑圭司、米原正毅）吉本興業
  - 岡田は「チャンバラJr.」の一員を経て俳優、小畑は「小畑・谷口」を経てラジオパーソナリティとして活動。米原は山崎雅行との「チェイサーズ」を経て引退。
- ミヤ（山田直人、河野智彰）松竹芸能
  - 山田は元「ガブル/ガブル」、ピン芸人のひょうごとの「さんびーち」を経てピン芸人「山田BODY」として活動し[357]、後に木村耕介と「マッチポンプ」を再結成[358]。
- 宮川大助・小助（宮川大助、宮川小助）松竹芸能
  - 大助は妻で元「新鮮組」の宮川花子と「宮川大助・花子」を結成。小助（現・宮川青丸）は元「鳳キング・ポーカー」の鳳キング・ミッキー修（現・梅乃ハッパ）との「トリプルパンチ」を経て、後に妻となる宮川とん子と「宮川青丸・とん子」を結成。
- ミヤコジマ（道古風杜、ねぎ）吉本興業
  - 道古（現・かざ杜）は元「サイレントインファイト」「大城間」の大陸（大城陸）との「たちこぎ」やピン芸人「どうこかざと」を経て[774]、元「ネイチャーバーガー」の三浦リョースケと「あさがお」を結成[616]。ねぎ（井内大介）は元「ダトウキョク」「オチャニゴス」の岩堀佑哉と「てんま」を結成し[775]、後に解散。
- ミラール（佐藤剛、渡辺崇裕）松竹芸能
  - 共にピン芸人として活動（渡辺は「わたなべ花火」に改名）。
- 未来世紀01・02（桂珍念、城戸雄一）吉本興業
  - 珍念は落語家、城戸は「きどゆういち」の名で大分県を中心にローカルタレントとして活動。
- ミラクルパワーズ（三島裕一、代官山ボノ）石井光三オフィス
  - 三島はピン芸人「三島ゆういち（後に「ハッピーマックスみしま」に改名）」として活動。
- ミルククラウン（ジェントル、タケウチ）よしもとクリエイティブ・エージェンシー
  - ジェントル（菊地正和）は俳優に転身。タケウチ（竹内健人）はピン芸人を経てコンビ「怪獣」に加入し、解散後は再度ピン芸人「たけうちっち」として活動。
- Mint姉弟（ミリ、しんご）
  - ミリ（すぎはら美里）はタレント「西脇理恵」、しんごも「楽しんご」の名でピン芸人・タレントとして活動（「角南匡哉」の名で整体師としても活動）。

### む
- ムートン（伊藤俊一、島田浩史）松竹芸能
  - 伊藤はピン芸人「ムートン伊藤」、島田は野外料理研究家「ベアーズ島田キャンプ」として活動。
- ムービングボール（常田功、杉渕敦）フリー
  - 常田（現・バッツネ）は元「じぇんばじぇんば」の藤巻竜太との「爆走列島（後に「スナッチ」に改名）」やピン芸人「バッドナイス常田」、元「あかいらか」の内田英輔との「つねうち（後に「バッドナイス」に改名）」を経て、解散後は再度ピン芸人として活動（元「ガッツマン」のヤマト（現・やまと運之助）とのコンビ「高速スライダーズ（後に「ホタルイカ」に改名）」としても活動[205]）。杉渕は元「オブジェ」の岩谷史哉との「純情スニーカー」やピン芸人「花園バンビーノ」[776][777]、信夫大育との「オーストラリア」を経て[778]、解散後はピン芸人・YouTuberを経て引退[779]。
- ムテンカナンバー（河江菜月、吉住暢子）プロダクション人力舎
  - 吉住はピン芸人「吉住」として活動、河江（現・かわえなつき）はピン芸人を経て元「モダンボーイズ」、ピン芸人のシフォン大喜（長岡大喜）と「おかえりニコルソン」を結成[780]。
- 村本・来栖（村本大輔、来栖史博）吉本興業
  - 村本は「バブルスライム」や「兄さんとだい」、「村本宮田」、ピン芸人「村本大輔ーズ」を経て元「ウェルダン」「瞬間時空」「パラフィンキック」の中川和宗（現・中川パラダイス）と「ウーマンラッシュアワー」を結成。来栖はピン芸人として活動[781]。

### め
- メイデン玉砕（橋山メイデン、後村武志）よしもとクリエイティブ・エージェンシー
  - 橋山は元「コンマニセンチ」の竹永よしたか（ノーフューチャー竹永）との「こまく」や元「ティーチ」「サッチ」の神田慶太郎との「ヘビメタハワイ」を経て[329][347]、解散後はピン芸人として活動。
- メインストリート（田中さん、浜田ツトム）キーストンプロ→フリー→ソニー・ミュージックアーティスツ
  - 田中は本名の「田中要一郎」の名でピン芸人・占い師として活動。浜田（濱田勉、つーさん!）はピン芸人や元「じぇんが!」「ミランダ」のゆめかとの「花火」を経て[782]、元「りあるキッズ」の安田善紀（りあるキッズ安田）と「閃光少女」を結成し[783]、解散後は元「あめんぼ」「ぴーかぶー」の天野舞とのユニット「ヒルトヨル」や元「たこやき」「ソン・ネジドリルン」「ペペロンチーノペロリンチョ」「アヒルディーテ」「みず菜」「スポンジー」「くのいち」のちぇく田（吉田翔）との「きのこのサラダ」[657][768]、元「我々ディメンション」のPONとの「毎日エゴイスト」を経て[784]、元「SF革命」「テレプシコーラ」「ブーメラン学園」の杉村潤・元「オモプラッタ」「あゆ」、ピン芸人の鈴木入道（鈴木雄也）と「ハイパーラッシュ」を結成（後に杉村が脱退[785] ）[786]。
- メカドッグ（杉山英司、沢原宜之）浅井企画
  - 「霊血サンデー」→「機械犬」から改名。杉山はピン芸人「杉山えいじ（後に「スギちゃん」に改名）」、沢原は放送作家・パーソナリティ・司会者として活動[787]。
- 目黒スプリング（北村洋平、桜花）ホリプロコム
  - 北村はピン芸人を経て引退、桜花はピン芸人として活動。
- めっちぇん（赤羽奈々瀬、菰岡真実）サンミュージックプロダクション
  - 赤羽は「片倉まち」の名でプロ雀士・ナレーター・MC、菰岡は占い師「KOMO」として活動。
- メメ（高橋八代枝、堀幸代）よしもとクリエイティブ・エージェンシー
  - 高橋はピン芸人「メメ高橋」や元「マーマレード」の新美一将との「ツインドライブ」、元「ドラムバスーン」「空想旅行」の往蔵弘佳との「ブロックライブラリー」を経て引退。堀も解散に伴い引退[788]。
- メルヘン倶楽部（たくちゃん、くにちゃん）よしもとクリエイティブ・エージェンシー
  - たくちゃんはピン芸人「たくぴよねす」を経て元「青春禁止」の小川あかねと「猫足バスタブ」を結成し、後に解散。
- メロディー（きみえ、さちこ）ホリプロコム
  - きみえはピン芸人「メロディーきみえ」として活動。
- メロンソーダ（林本啓祐、松本和也）ホリプロコム
  - 林本（黒騎士ハヤシモト）は元「首都高ヴィーナス」、ピン芸人のドラマチック貞（長橋貞彰）と「スーパースター」を結成（後に元「あがいん」のハンサム浅野（浅野雄太）が加入しトリオとなるも解散）。松本は「春風亭昇也」として落語家に転身。
- めろんとばくだん（加藤憲、岡村嘉顕）SMA NEET Project
  - 「御神木」から改名。加藤は元「キュンキュンパフェ」「雷ZINちゃん」の稲垣社長・中垣塾長との「キングヴィオラ」を経てピン芸人・リングアナウンサー・実演販売士して活動。
- 明太Co（木村明、高石太）吉本興業
  - 木村（木村あきら）は「プレイボーイズ」に加入するも、後に解散。高石は松竹新喜劇を経て喜劇俳優として活動していたが、2020年1月31日に虚血性心疾患のため死去[789]。
- メンタルエイジ（長沼麗王、細野哲平）よしもとクリエイティブ・エージェンシー
  - 長沼は元ピン芸人のとべま〜し（現・とべまーし）と「ターニングポイント」を結成（後に元「乙な女」、ピン芸人のゆうじん（井上裕司）が加入し、トリオ「クローバー」となるも解散）。細野は網本陽介（現・ぁみ）・ぺん太と「ありがとう」を結成（後にぺん太が脱退）。
- メンバメイコボルスミ11（ビク・トリア、ココ・シャネル）吉本興業
  - ビク（岡村理世）は引退し美容師に転身、ココ（栄孝子）もピン芸人を経て引退。

### も
- モエヤン（池辺愛、久保いろは）ぐあんばーる
  - 久保は「漣さや香」の名でボイストレーナーとして活動、池辺は東京学芸大学で助教を務める。その後、2024年に再結成。
- モジモジハンター（肖田シロ、石井太郎）ニュースタッフエージェンシー
  - 石井はピン芸人を経て元「フィットネス」「マッドドックス」「ザ・マルチ」の吉田一人（ピン芸人「メンズカズト」、現・吉田猛々）と「バンビライオン」を結成し、後に解散。
- モストデンジャラスコンビ（小林友治、村越周司）吉本興業
  - 小林はピン芸人「ケンドーコバヤシ」として活動。村越は一時引退後にピン芸人として復帰するも（フリーを経て吉本興業に再移籍）、後に再度引退。
- モストデンジャラストリオ（Mr.X、ウルフ、キバ）よしもとクリエイティブ・エージェンシー
  - 「極悪連合」から改名。Mr.Xとキバはコンビ「モストデンジャラス」を結成するも、後に解散し共に引退。ウルフはピン芸人「浜辺のウルフ」として活動（後にグレープカンパニーに移籍）。
- モダンボーイズ（長岡大喜、類家大地）プロダクション人力舎
  - 長岡はピン芸人「シフォン大喜」を経て元「ムテンカナンバー」、ピン芸人のかわえなつき（河江菜月）と「おかえりニコルソン」を結成[780]、類家（現・類家ドラマティック）は元「フライアウトワンマン」の真野暁良（真野5.1ch）との「Groovy Rubbish」を経てピン芸人として活動。
- 毛平と八作（草井毛平、中田八作）松竹芸能
  - 毛平は「マットーヤ毛平」の名で漫談家・ピン芸人として活動していたが、1990年5月29日にバイク事故のため死去。八作は「中田はっさく」の名で漫談家として活動。
- 桃組（大谷健太、宮川正）よしもとクリエイティブ・エージェンシー
  - 大谷はピン芸人として活動。宮川は引退し、現在は東京都内で居酒屋「七ツ半」を経営[790]。
- モラリスト（ろりこ、畑雅文）サンミュージックプロダクション
  - ろりこはピン芸人「ロリィタ族。」を経て元「ミライパレード」のさいとうあずさ（斎藤梓）と「チェリーボンボン」を結成、畑は脚本家・演出家として活動。
- モンキーチャック（星飛雄馬、ちゃご）ケイダッシュステージ
  - 共に引退。星は映像編集業者を経て、現在は外資系企業の日本支社に勤務[791]。ちゃご（真砂武史）は教師に転身[792]。
- モンスターズ（佐藤哲夫、赤嶺幸一）吉本興業
  - 佐藤は元「バレッタ」の黒瀬純と「パンクブーブー」を結成。赤嶺（現・あかみねとんぼ）は元ピン芸人の森本徳久（後に「森本のりひさ」→「森本ちゃん」に改名、現・いっちゃく先生）との「どんぴしゃ」を経て、解散後はピン芸人として活動の傍ら、福岡市内でラーメン店「秀ちゃんラーメン とんぼ店」を経営[593]。
- モンタ&一億（青芝モンタ、ゼンジー・一億）和光プロダクション
  - モンタはピン芸人、一億（セイント・アリババ）はマジシャンとして活動。
- モンチャック（森山智生、山田佳祐）ソニー・ミュージックアーティスツ
  - 森山はピン芸人「MORIYAMA」や元「ヒヨシンガシ」「トレンドスープ」の木村太紀（ピン芸人「木村たいき」）との「すっぴんピエロ」[793]、再度ピン芸人を経て元「ちむりん」「姫くり」のゆず姉と「ゆずの花」を結成[794]。
- モンツキはかま（お祭りBoy、大藤顕人）松竹芸能
  - 「オーシャン」から改名[795]。お祭りBoy（山口元）はピン芸人として活動、大藤はピン芸人「オオトウ」を経て元「シャンゼリーゼ」「ガング」「ウルトラトウフ」、ピン芸人のカモシダせぶん（鴨志田道秋）と「ヴァヴァ（後に「デンドロビーム」に改名）」を結成[128]。

## や行

### や
- 野球家族（舘野忠臣、根本卓也）フリー→吉本興業→フリー→マセキ芸能社
  - 「TV BOYS」から改名。舘野は元「ガスマスクガール」の山元康輔（現・ヤマゲン）と「ネコニスズ」を結成しタイタンに移籍、根本はピン芸人「エンジンコータロー」として活動（フリー、SMA NEET Project、再度フリーを経てトゥインクルコーポレーションに移籍）[796]。
- やさしい雨（吉本純、松崎克俊）太田プロダクション
  - 「優しい雨」から改名。松崎はピン芸人・構成作家として活動。吉本は引退し、現在は代々木にあるバー「vivo daily stand 代々木店」の店長を務める。
- 矢じるし（梅津裕騎、井上和則）ケイダッシュステージ
  - 井上は元「ジャウー」の沢田純平との「ヘラクレス」を経て引退。
- やすえ・やすよ（やすえ、やすよ）吉本興業
  - やすえ（未知やすえ）は吉本新喜劇で活動、やすよは引退。
- 安田と竹内（安田裕己、竹内宣和）松竹芸能
  - 安田（現・団長安田）は元歌手の黒川明人（クロちゃん）・元大相撲力士の広瀬康幸（HIRO）と「安田大サーカス」を結成、竹内はピン芸人「タケウチパンダ」として活動。
- ヤツる（八木正朗、築城博之）松竹芸能
- やぶれかぶれ（田渕章裕、三木昴生）吉本興業
  - 田渕は元「マロンバロン」「いちごマジック」の木村亮介（現・きむ）と「インディアンス（後に「ちょんまげラーメン」に改名）」を再結成、三木（現・昴生）は実弟の亜生と「ミキ」を結成。
- ヤポンスキー（槙真太郎、小林英彦）ワタナベエンターテインメント
  - 小林はピン芸人「ヤポンスキーこばやし画伯」として活動、槙は引退[797]。
- 山崎末吉（ノンキー山崎、末吉くん）太田プロダクション
  - 山崎（現・ヤマザキモータース）は元「坂道コロンブス」「鼻エンジン」の松丘慎吾との「くらげライダー」を経て元「ダムダムダン」のダムダム正一（河野正一）と「カンキョーズ」を結成、末吉くんはピン芸人を経て引退。
- 山崎二宮（山崎静代、二宮伸介）吉本興業
  - 山崎（しずちゃん）は元「侍パンチ」「足軽エンペラー」、ピン芸人の山里亮太と「南海キャンディーズ」を結成。二宮はナイス中山（中山真）との「牛若丸」を経て、「雨宮金次郎」の名で「劇団ニコルソンズ」の舞台役者として活動。
- 山田カントリー（山田庸平、浅井優）よしもとクリエイティブ・エージェンシー
  - 「北まくら」から改名。山田は引退し、現在はエアコン清掃業者「エアコンやまちゃん」を経営[798]。浅井はピン芸人「あさいタワー（後に「バケモン先生」に改名）」として活動。
- 山マウンテン（新井聖二、井上純一）浅井企画
  - 「ちんだる」から改名[799]。新井は舞台俳優[800]、井上（後に「井上ブルドーザー」に改名、現・井上ポイント）は元「ブロッケン」の永吉英一（現・ブルーザー永吉）との「ブルーザー」を経てピン芸人として活動[801][802]。
- やめまいだー（吉原和弘、吉田敬太）ニュースタッフエージェンシー
  - 吉田（現・吉田ウーロン太）は元「牛肉オレンヂ」のオレンヂ（辻本耕志）・元「てとらぽっぷ」の竹森直人（現・竹森千人）と「フラミンゴ」を結成し、俳優・声優・脚本家としても活動。
- やるじゃねぇかーず（矢部正、浦井崇）吉本興業
  - 矢部は構成作家「小矢部マサシ」として活動、浦井はピン芸人を経て構成作家・俳優に転身。
- ヤンキース（セイキ、タツヤ）吉本興業
  - 「生野ブラザーズ」→「生野ヤンキース」から改名。セイキは「長原成樹」の名でピン芸人・タレントとして活動、タツヤは自身の不祥事により引退。
- ヤングキャベツ（中静祐介、高橋なんぐ）お笑い集団NAMARA
  - 共にピン芸人・ローカルタレントとして活動。その後、2016年に再結成。
- ヤンバルクイナ（シロー☆、東口宜隆）松竹芸能
  - シロー☆はピン芸人「ピン芸人シロー☆」として活動、東口（現・東ブクロ）は元「カサブランカ」の森田哲矢と「さらば青春の光」を結成（後に松竹を退社し、個人事務所「ザ・森東」を設立）。

### ゆ
- ゆうえんち（らーゆ、くじら）オフィスインディーズ
  - くじらはピン芸人・タレントとして活動、らーゆは引退[803]。
- ゆうきたけし（ゆうき、たけし）吉本興業→フリー→ワタナベエンターテインメント→SMA NEET Project
  - たけし（虫賀健）はピン芸人「ゆうきたけし」や元「ラフスタディー」「ストレンジサニィシアター」の熊本アイとのユニット「ムシガ」を経て[804]、元「シュビシャビレ」の藤井萌人・ナオトと「みちがえる」を結成[805]。ゆうき（佐藤由樹）は引退[806]。
- 有刺鉄線（もっち、池田智明）ソニー・ミュージックアーティスツ
  - もっち（ヒラモト雄一郎）は元「中央塗装」の佐々木宗徳（むね）と「むねもっち」を結成（後に元「背水の人」「りんごういろう」のとよと（平澤豊人）が加入しトリオ「おかえりママ」となり、とよとの脱退後は再度コンビとなるも解散）。その後はピン芸人「元もっち」として活動[807]。
- U-turn（土田晃之、対馬盛浩）太田プロダクション
  - 土田はピン芸人・タレントとして活動、対馬は引退。
- U2ROCKET（小林幸弘、石山博士）
  - 石山は元「ザ・ニュースペーパー」の若林幸樹・福島カツシゲと「COLORS」を結成。
- ゆかいパン（山崎尚哉、中嶋佑輔）吉本興業
  - 「ゆかい犯」から改名。山崎は川出康介と「ぶらんこ」を結成し、後に解散。
- ゆったり感（江凸崎馬門、中村ひでゆき）吉本興業
  - 江凸崎はピン芸人「江崎ばもん」[808]、中村もピン芸人として活動[809]。
- ゆめみがち（ゆめっち、ホンマ）よしもとクリエイティブ・エージェンシー
  - ゆめっちは元「つぼみ」「やぶさめ」「マキヨ」「アイカギ」「キス」の福田麻貴・元「ハラペコパンジー」のかなでと「3時のヒロイン」を結成、ホンマはピン芸人「チカコホンマ」として活動。

### よ
- 横山アラン・ドロン（横山アラン、横山ドロン）吉本興業
  - 解散後は大阪市内でショーパブ「アランドロン」を2人で経営していたが、2019年1月に閉店[810]。
- 横山ノック・アウト（横山ノック、横山アウト）
  - ノックは後に「漫画トリオ」を結成し、活動停止後はタレントとして活動の傍ら政界に進出し参議院議員・大阪府知事を務めたが、2007年5月3日に中咽頭がんのため死去。アウトは田中章（プリンプリン）の実父。
- 横山やすし・西川きよし（横山やすし、西川きよし）吉本興業
  - やすしはタレント・俳優として活動していたが、1996年1月26日にアルコール性肝硬変のため死去。きよしはピン芸人・タレントとして活動の傍ら政界に進出し、参議院議員を3期18年務めた。
- 四次元ナイフ（山内祥聖、山本大介）よしもとクリエイティブ・エージェンシー
  - 山本はピン芸人「ずばり!タコ介」として活動。山内は引退し、2012年7月より園田競馬場内で串カツ屋「串勝や」を経営[811]。2017年4月には東心斎橋に串カツ屋「串勝や かせやん（現在は「串勝や やまちゃん」として営業）」を開業した[812]。

## ら行

### ら
- ラーメンズ（小林賢太郎、片桐仁）田辺エージェンシー→トゥインクル・コーポレーション
  - 小林は引退し、劇作家・演出家に転向。片桐は俳優・タレントとして活動の傍ら、エレキコミックとのコントユニット「エレ片」として活動。
- ライパッチ（小林透、田中慎）よしもとクリエイティブ・エージェンシー
  - 「来八」から改名。小林は引退し、裏方・ライターとして活動の傍ら、営業会社「合同会社Saider」を経営[813]。
- ライム・ライト（ライム中田、ライト坂田）吉本興業
  - ライムは本名の「別所清一」として吉本新喜劇で活動。ライト（大町浩）は引退し、大阪府内で家具屋「ウンコちゃんの家具屋」を経営（現在はライトの親族が経営[814]）。その後は2014年より「PALLET HOUSE JAPAN」の代表としてヴィンテージ家具の製作を行なっている[815]。
- ラインバック（西井隆詞、中川巧）松竹芸能
  - 西井は元「アップスタート」「スクラッチ」の田中毅（ピン芸人「スクラッチ田中」、現・たなかつよし）との「ダブルダッチ」を経て、ピン芸人「コア・ファイター西井（後に「ラジバンダリ西井」に改名）」として活動。
- ラヴ兄弟（ラヴ・ホタル、ラヴ・ミツオ、ラヴ・ヨシオ、ラヴ・エイジ、ラヴ・ポンチ）浅井企画
  - ホタルはピン芸人「長州小力」、ミツオはピン芸人「アントニオ小猪木」、ヨシオはピン芸人「スギタヒロシ（ジャイアント小馬場）」、エイジはピン芸人「ウクレレえいじ」、ポンチはピン芸人「佐々木孫悟空」として活動。
- ラヴドライブ（パルデン、ダイゴ）プロデューサーハウスあ・うん→アミー・パーク
  - 「日英同盟」→「家出兄弟」から改名[816]。パルデンは後に妻となる元ピン芸人のまなてぃと「板橋区民」を結成[817]。ダイゴは引退し、ライター・実演販売士・イベント司会者として活動[818]。
- La.おかき（飯尾和樹、村山ひとし）浅井企画
  - 飯尾は元「ヘーシンク」の藍木靖英（現・やす）と「ずん」を結成、村山はアイドルイベントの司会・ラジオパーソナリティ・放送作家として活動。
- 楽珍トリオ（久彌繁、浜田もり平、我善導）フリー→トゥインクル・コーポレーション→WAHAHA本舗
  - 「ハーゲンダッチュ」から改名。浜田はピン芸人を経て妻の寺田奈美江（後に離婚）と「はまこ・テラこ」を結成、我は俳優として活動。久彌は引退。
- ラジークイーン（よしえ・つねお、あららナカジー、チェリー吉武、美妻隆盛、原田豪紀、KID）WAHAHA本舗
  - よしえは2008年に脱退し[819]、ものまねタレント「よしえつねお」として活動[820]。ナカジーは2011年に脱退に伴い引退[821]。吉武は2013年に脱退し[188]、ピン芸人として活動[822]。美妻は2009年に脱退し[188]、ピン芸人「みつまJAPAN'」として活動[823]。原田はピン芸人・MCとして活動[189]。KIDはピン芸人として活動の傍ら[190]、元「津々浦々」「ヒットマン」「3フランシスコ」「てぶくろ」の林田竜次とのユニット「ビフテキ」としても活動[191]。
- 羅生者（R藤本、浴衣船）
  - 「ミスター・チルドレン」から改名[669]。R藤本はぴっかり高木との「サイヤ人地球襲来!（後に「ぴっかり高木とR藤本」に改名）」を経てピン芸人、浴衣船（若林寛朗、一時期「わかまさみ」に改名）はディレクター・放送作家・ライター・イベントプランナーとして活動[824]。
- ラックチャック（大重弥、砂川禎一郎）ニュースタッフエージェンシー
  - 共にコントユニット「夜ふかしの会」で活動（大重は後に「大重わたる」に改名）。
- ラ☆パニック（原口晶匡、鈴木達也）ケイダッシュステージ
  - 原口はものまねタレント「原口あきまさ」として活動。鈴木は元「チャックリン」の大輪貴史（ピン芸人「おおわ貴史」）との「粋なり」を経て、「鈴木ちるど」の名でコントユニット「夜ふかしの会」のメンバーとして活動していたが、2011年に脱退。
- ラバボーズ（小野島徹、横田翔）松竹芸能
  - 「オノヨーコ」から改名。小野島はピン芸人を経て元「棚からブタもち」、ピン芸人の餅田コシヒカリと「駆け抜けて軽トラ」を結成し、後に解散。横田は実演販売士として活動[825]。
- LOVE（奥村邦義、たつろう）吉本興業
  - 奥村（後に「カルビちゃん」に改名、現・カルビ）は元「顔色よろしわろし」の都築（現・つづき）と「きっと君はくるさ」を結成[826]、たつろう（浦辻達郎）はピン芸人として活動。
- ラブアンドピース（青木進、中島翔）アップフロントエージェンシー
  - 中島は放送作家「中嶋翔」として活動。
- ラブカップル（中田喜之、増田香）サンミュージックプロダクション
  - 中田（現・なかたよしゆき）はピン芸人を経て元「ロックンロールコメディーショー」の橋本裕介（フレディ・橋本・マーキュリー）と「逆転満塁ホームラン」を結成し、解散後は元「まぜごはん」「ぼれろ」「エイリアンGOGO」の渡辺敬介との「ピーターパンZ」を経てピン芸人・タレントとして活動。増田は引退。
- ラフ・コントロール（重岡謙作、森木俊介）よしもとクリエイティブ・エージェンシー
  - 元「ウンチャカ」「ちんぺい」のヤスタケ（山口安威、ピン芸人「ヤスタケコレクション」）が加入しトリオ「ラフコン」となるも、後にヤスタケが脱退し再結成。
- ラフコン（重岡謙作、森木俊介、ヤスタケ）よしもとクリエイティブ・エージェンシー
  - 重岡と森木はコンビ「ラフ・コントロール」を再結成、ヤスタケ（山口安威）はストリートミュージシャンを経て「カジサックの部屋」のカメラマンとして活動。
- LAUGH-BOX（毬絵、KOJI）プロダクション人力舎
  - 毬絵は本名の「斉藤陽一郎（一時期「斎藤陽一郎」に改名）」の名で俳優として活動。KOJI（内山浩次）は元「パワーズ」の須間一也と「Zee-G」を結成し、後に解散。
- ラブミーテンダー（西井隆詞、舟岡昭浩）松竹芸能
  - 西井は中川巧との「ラインバック」や元「アップスタート」「スクラッチ」の田中毅（ピン芸人「スクラッチ田中」、現・たなかつよし）との「ダブルダッチ」を経て、ピン芸人「コア・ファイター西井（後に「ラジバンダリ西井」に改名）」として活動。舟岡は森美剛（森よしたか）との「レイカーズ」や元「騎兵隊」の柳瀬暁生（柳瀬たかお）との「ザ・やなせふなおか」を経て引退。
- ラムシャンプー（池田宜敬、池上貴彦） プロダクション人力舎
  - 池田は元「オレンジジュース」の前田武伸との「オレンジシャンプー」を経て引退[827]、池上も解散に伴い引退。
- ラモンズスクイット（守永龍弘、鳥居美由貴）松みのるお笑い塾
  - 守永はピン芸人「ラブ守永」（ひばりプロダクション、フリー、SMA NEET Project、再度フリーを経てサンミュージックプロダクションに移籍）、鳥居もピン芸人「鳥居みゆき」として活動（後にサンミュージックプロダクションに移籍）。
- LaLaLa（田村憲司、大北貴洋）吉本興業
  - 田村は「たむらけんじ」の名でピン芸人・タレント・実業家として活動、大北は引退。
- らんちきハイツ（伊藤貴之、吉見明洋）よしもとクリエイティブ・エージェンシー
  - 伊藤はピン芸人「セミリタイア伊藤」や元「リンダスター」「イッツビリー」の吉田圭佑との「ブレイブマン」を経て[828]、元「メルボルン」の石橋俊春（ピン芸人「石橋素直」）と「官兵衛」を結成[704]。吉見は元「ヒゲガールズ」「ティッシュマンズ」「左右ズ」「カランコロンズ」、ピン芸人の大西ユースケ（大西悠佑）との「屋上のつどい」を経て引退[829]。
- ランチランチ（ラリゴ、海野孝太）ホリプロコム
  - ラリゴ（藤崎賢嗣）はピン芸人を経て引退、海野も解散に伴い引退。
- ランディーズ（中川貴志、高井俊彦）吉本興業
  - 共に活動は続ける。高井は吉本新喜劇で活動。
- ランナァズハイ（中込康次郎、小宮篤志、小比賀大介）ノーリーズン
  - 小宮が脱退し、コンビ「すがお」となるも後に解散。
- ランプアップ（小沢宏喬、塚田舞）ケイダッシュステージ
  - 小沢は藤倉織江との「連日恋夜」や元「セクシーチョコレート」の高山和隆（ピン芸人「岬のワルツ」、高山カズタカ）との「銀河の夜」を経てピン芸人「おざおざ」として活動。塚田（まいちゃん）は元「ジョイタイム」の清水俊亮（現・清水シュン）と「サジタリ」を結成し、後に解散に伴い引退。
- ランボランチ（不破遥香、長谷川みづき）ワタナベエンターテインメント
  - 不破（現・フワちゃん）は元「爆弾連盟」「D・N・A」「アストロNエース」の芝山大補との「SF世紀宇宙の子」を経てYouTuber・タレントとして活動[541]、長谷川は引退[830]。

### り
- りあるキッズ（安田善紀、ゆうき）よしもとクリエイティブ・エージェンシー
  - 安田（りあるキッズ安田）はピン芸人や元「ジャンクフードジェニー」「サンドウィッチマン」「メインストリート」、ピン芸人の濱田勉（つーさん!）との「閃光少女」[783]、元「ジャム」の三浦二郎との「ミッションモード」を経て再度ピン芸人として活動（「旭堂南洋」の名で講談師としても活動）。ゆうき（長田融季）は一時引退後、ピン芸人・YouTuberとして復帰。
- リトルドンファン（岩切専廣、江村貴大）よしもとクリエイティブ・エージェンシー
  - 岩切（現・いわきり新習慣）は元「ウィナーウィナーズ」の比留間睦（現・ヨッシャ比留間）との「ハイジャンプ」を経て元「モチツ、モタレ」の石川晴路（現・ジェット）・ピロ田中（田中宏明）と「レボルシオン」を結成し[831]、解散後は元「西日本連合」「俺猿スパーキング」の村上チカト（村上親人、現・チカトプライド）との「番犬キスケ」や元「メリケンサック」の平井芳弘との「発熱スニーカー」[832][833]、元「寒空パンチピッチ」のおーくら今に見てろ!（大倉悠人、ピン芸人「おーくらゆーと」）とのユニット「金曜日のロイド」を経てピン芸人として活動（元「ジンギスキャン」、ピン芸人のタケ竹原（竹原和宏）とのユニット「メアリの休日」としても活動）[834]。江村は引退し、現在は実家の「江村工設」に勤務[835]。
- リトレイン（瀧音圭輔、速水優）プロダクション人力舎
  - 瀧音はピン芸人「たきおと」として活動、速水は引退。
- リミテッド（陣内智則、西口圭）吉本興業
  - 陣内はピン芸人・タレントとして活動、西口は引退。
- リンゴスター（小川裕史、平田俊之、高野尚之）プロダクション人力舎
  - 小川はピン芸人「ギリギリ小川」や元「ベストフレンズ」の石塚慎也との「ナンシンヨク」、元「真夜中クラシック」「純東京」のタケイユウスケとの「イルカアタック」を経て、元「チル弁天」「オルガンズ」「マザー」、ピン芸人のウラシマンタロウ（浦島こうじ、現・ウラシマ）と「池袋デビルズ」を結成[744]。平田は引退し、現在はフリーのWebライターとして活動[836]。高野はピン芸人「リンゴスター高野（後に「タッカーノ」に改名）」として活動。
- リンダ（徳村亜紀子、小川智恵美）よしもとクリエイティブ・エージェンシー
  - 徳村はピン芸人「とくこ」として活動。

### る
- ルーシー（木村直博、穴井一久）プロダクション人力舎
  - 「Lucy!」から改名。木村は元「三福星」「ヒラヰトハナワ」の平井邦明との「ぼーなすとらっく」や「わくわく会議室」、元「牛肉オレンヂ」「キラッキラーズ」「ザ・マルチ」「豆フル金フル」、ピン芸人の豆山しんご（松山真悟、現・ジャック豆山）との「まめのき」を経て、解散後は作家として活動（元「うえはまだ」「すっきりソング」「はぐれ超人」、ピン芸人の植田マコトとのコンビ「やわらかい服（後に「ひざげり小僧」に改名）」を経て[107]、元「からっぽハイツ」「すだとくじらい」の須田啓祐とのコンビ「青いママチャリ」としても活動[285]）。穴井は構成作家「あないかずひさ」として活動。
- ルサンチマン（よしお、パジャマお兄さん）オフィス北野
  - よしお（吉尾信介）は2014年10月29日に病気のため急逝、パジャマお兄さん（浅川渉）はピン芸人「ルサンチマン浅川」として活動。事実上の解散。

### れ
- レイカーズ（森美剛、舟岡昭浩）松竹芸能
  - 森はピン芸人「森よしたか」を経て引退。舟岡は元「騎兵隊」の柳瀬暁生（柳瀬たかお）と「ザ・やなせふなおか」を結成し、後に解散に伴い引退。
- 0.03秒（エリック・ニコラス、川島拓真、どんぐり）よしもとクリエイティブ・エージェンシー
  - エリックはピン芸人、どんぐりはYouTuber「プリッとChannel」のメンバーとして活動[837]。
- 令和喜多みな実（野村尚平、河野良祐）吉本興業
  - 「プリマ旦那」から改名[838]。河野はピン芸人「コウノ・オブ・ザ・イヤー」として活動。
- レッドガオ（赤壁裕樹、REOTO）グレープカンパニー
  - 「ライオンレッド」から改名[839]。共に退所し、フリーのピン芸人として活動[840][841]。
- レッドクリスマス（森雄一、藤原大輔）ソニー・ミュージックアーティスツ
  - 森はピン芸人、藤原もピン芸人「ダイスケ・モンテネグロ」として活動。
- レム色（渡辺剛太、唐沢拓磨）げんしじん事務所
  - 渡辺はスポーツニッポンの記者を経て作家として活動[842]、唐沢はピン芸人「ぐたく」や元「いけないパラダイス」の與那覇直也（ヨナ）との「ピンクノイズ」を経て、元「いけないパラダイス」、ピン芸人のスターライト永留（永留博昭）と「バースデーパーティーズ」を結成[86]。
- 連戦姉妹（川村れいな、川村わかな）ケイダッシュステージ
  - わかなはピン芸人「かわむらわかな」を経て引退し、2020年4月9日に脳腫瘍のため死去。れいなは解散に伴い引退。

### ろ
- ローズヒップファニーファニー（ハギノ・リザードマン、ムーラちゃん）よしもとクリエイティブ・エージェンシー→フリー→サンミュージックプロダクション
  - 「爆力毒蛙インド会社」から改名。ハギノ（萩原秀一）はピン芸人「ハギノリザードマン」を経て、元「ラインズマン」「プラチナポケット」「ユニバーサルボンボン」「スーパーニュウニュウ」の大将と「ベルナルド」を結成[437]。ムーラちゃん（村井寛規）はピン芸人「ナゲット村井」や元「ルームナンバー」「ずっぽん」の清水てっぺいとの「ネスコ」を経て[345]、元「マイティガール」の彩吹トラコと「さよならファーブル」を結成[346]。
- ローハイズ（橋爪ヨウコ、井本みさお）サンズエンタテインメント
  - 橋爪はピン芸人を経て元「グリングリン」「ライオンパンチ」、ピン芸人のドイツみちこと「こじらせハスキー」を結成し太田プロダクションに移籍、井本は引退[843]。
- ロカカカ（舛方一真、さんきゅう倉田）よしもとクリエイティブ・エージェンシー
  - 共にピン芸人として活動（舛方は「ますかた一真」に改名）。
- ロケット（藤堂雄太、寺崎仁人）プロダクション人力舎
  - 元「プレパラート」の秋山潤が加入し、トリオ「グーニーズ」となるも後に解散。藤堂はピン芸人「とーどーゆーた（後に「ゆってぃ」に改名）」として活動。寺崎は沖縄吉本に移籍し、江藤大輔との「ガジラー」を経てピン芸人「寺崎ガザオ」として活動[275][276]。
- ロシアンモンキー（川口清行、すーなか）よしもとクリエイティブ・エージェンシー
  - すーなか（中須智一）はピン芸人を経て、元「少年少女」の坂口真弓と「怪獣」を結成（後に元「ミルククラウン」の竹内健人（現・たけうちっち）が加入しトリオとなるも解散）。その後は吉本を退社しタレントとして活動。川口は解散に伴い引退。
- ロックンロールコメディーショー（池田57CRAZY、フレディ・橋本・マーキュリー）サンミュージックプロダクション
  - 池田は一時引退後、娘のレイラと「完熟フレッシュ」を結成し復帰。橋本（橋本裕介）は元「スウィング」「ラブカップル」、ピン芸人の中田喜之（現・なかたよしゆき）との「逆転満塁ホームラン」やピン芸人を経て引退し、マネージャーに転身。
- Rまにあ（しゅく、中島ゆたか）浅井企画
  - しゅく（宿輪竜一）はピン芸人「しゅく造め（後に「しゅくはじめ」に改名）」として活動、中島はマネージャーに転身[844]。
- ロデオボックス（高須克裕、田中邦彦）吉本興業
  - 高須はピン芸人「生江ミョウジ」を経て元「シャンビアス」「漫才ゲリラ」のまつもとしん児と「たいよう」を結成し（後にグレープカンパニーに移籍）、後に解散。田中は元「けもの道」の中立豊（ピン芸人「ルチャダテリブレ」、現・中立人生）と「無駄無駄ラッシュ（後に「ザ・ワールド」に改名）」を結成し、後に解散。
- ロビンケビン（及川博文、菊地数馬）よしもとクリエイティブ・エージェンシー
  - 菊池（キクチカズマ）はトロピカルタカと「ミスターピーナッツ」を結成[845]。
- ロビンス（佐野玄、上条剛志）松竹芸能
  - 上条はピン芸人「かみじょうたけし」として活動。
- ロビンソン（河口こうへい、森山パンタ）ホリプロコム
  - 河口はピン芸人・ものまねタレントとして活動。
- ロマンチックセクシー（井上遊太、北村直久）フロム・ファーストプロダクション
  - 井上は元「紅ジャケとん太はね太」、ピン芸人のスター旭（旭圭介）と「ウラノス」を結成し、後に解散[846]。北村は構成作家として活動[847]。
- ロマン峠（井上正太、平岡隼馬、坂口ススム）プロダクション人力舎
  - 「サービス」から改名。坂口が脱退しコンビとなるも、後に解散。井上はピン芸人「井上が来たぞ」、平岡も元「根菜キャバレー」、ピン芸人のきったん（北本智子）との「キャロパン」を経てピン芸人「平岡純米」として活動。
- ロモペ（ゴシヒロ#、さきぽん、m.o.m.o）プロダクション人力舎
  - ゴシヒロ#（現・ゴシヒロ。）は元「アン縫い」の天野裕と「やおよろず」を結成[848]。さきぽん（高松咲季）はピン芸人、m.o.m.o（嶋崎幹）はプロゲーマーとして活動[666]。
- ロングショート（金田慶哲、常定剛）プロダクション人力舎
  - 金田は「.monkey」や「アイアンボール」、元「2の1」「演芸おんせん」の田中慎之介（現・しんのすけ）との「アイアンボーイ」を経てピン芸人「慶」として活動。
- ロンドンブーツ1号2号（田村淳、田村亮）吉本興業→吉本興業、フリー

## わ行

### わ
- Y&Y（但野由美、上山有香）プロダクション人力舎
  - 「ゆかとゆみ」から改名。但野はピン芸人を経て引退、上山も解散に伴い引退。
- ワイルドカード（宝山直史、栗焼力裕）ニュースタッフエージェンシー
  - 宝山はピン芸人「ホーザン」として活動。栗焼は元「青春バニラ」、ピン芸人の早川皓一郎（早川スイッチ、現・クレイジードラゴン）と「どろんこボーイ」を結成し[849]、後に解散。
- ワイルドピッチ（田中康之、中川裕也）松竹芸能
  - 田中はピン芸人「我こそは田中」として活動、中川は引退。
- 若井けいじ・えいじ（若井けいじ、若井えいじ）ケーエープロダクション
- 若井小づえ・みどり（若井小づえ、若井みどり）ケーエープロダクション→吉本興業
  - 「若井こづえ・ひとみ」から改名。小づえはピン芸人として活動していたが、1999年1月13日に急性くも膜下出血のため死去。みどりはメグマリコ（現・めぐまりこ）との「新小づえ・みどり（後に「若井みどり・メグマリコ」に改名）」を経て吉本新喜劇で活動。
- 若井ぼん・はやと（若井ぼん、若井はやと）松竹芸能
  - ぼんは「若井ぼん&ミッサン」や「若井ぼん・ねっと」を経てピン芸人・漫談家として活動。はやとはピン芸人・ラジオパーソナリティ・タレント・俳優として活動していたが、2008年12月8日に心不全のため急逝。
- 若月（若月徹、若月亮）吉本興業
  - 徹は三遊亭鳳楽に入門し、「三遊亭鳳月」として落語家に転身[850]。
- 和牛（水田信二、川西賢志郎）吉本興業
  - 水田はピン芸人として活動、川西も活動を続ける。
- WAGE（森迅史、岩崎宇内、野中淳、小島義雄、槙尾祐介）アミューズ
  - 森は「森ハヤシ」の名で脚本家・ラジオパーソナリティ、小島はピン芸人「小島よしお」として活動。野中はミュージシャン「手賀沼ジュン」を経て引退、岩崎（現・岩崎う大）と槙尾（現・槙尾ユウスケ）はコンビ「劇団イワサキマキオ（後に「かもめんたる」に改名）」を結成。
- 技ありーず（新山武司、中務靖久）松竹芸能
  - 中務はマジシャン「ビックリツカサ」として活動。
- 忘れる。（橋本知也、鶴山侑一）吉本興業→フリー
- ワセダ中退・落第（野坂昭如、野末陳平）
  - 1960年頃に結成し、新宿末広亭などに出演していた。
- What's Up（安藤亮司、斉藤誠人）ワタナベエンターテインメント
  - 安藤は俳優として活動、斉藤（現・マー坊）は元「ちゃわんむし」の小嶋章弘（現・おぐ）と「ロビンフット」を結成。
- ワラウータン（澤木誠、松崎孝之）よしもとクリエイティブ・エージェンシー
  - 澤木はピン芸人「アッサー!澤木」を経て元「はんこーき」の市川賢人と「さえずりほおずり」を結成し[851][852]、後に解散。松崎は解散に伴い引退[853]。
- ワルステルダム（松尾美梨亜、大久保真生）プロダクション人力舎
  - 松尾はピン芸人「松尾みりあ」や元「ジプシーダンス」「ストレンズ」のリョウマエダ（前田涼）との「イタイモンク」を経て、再度ピン芸人「松尾美梨椏」として活動。大久保は引退[854]。
- わをん（倉本カズキ、小林周平）よしもとクリエイティブ・エージェンシー
  - 倉本（後に「クランチ」に改名）は元「アジールセッション」の安田孟との「俺たちに明日はない」を経てピン芸人「倉本くらんち」として活動（ガロインとのユニット「インディポップレッスン」としても活動[855]）[856]、小林も元「くいな」の丸山陽介との「ミスリップカンパニー」を経てピン芸人として活動[857][858]。
- ワンインチ（ひできち、やまけん）フリー
  - やまけん（山本賢一郎）は元「50螺旋」「スタンデライオン」「ナナイロ」の斉藤徹哉（てつ）との「ザ・テガタナーズ」を経て引退[604]。
- ワンスター（阿諏訪泰義、佐々木修）プロダクション人力舎
  - 阿諏訪は元「白と白のストライプ」「ナナイロ」の金子学と「うしろシティ」を結成し、後に解散に伴い事務所を退社。佐々木はピン芸人「佐々木おさむ」や桐沢崇との「マーブルズ」、再度ピン芸人を経て山之内智と「ソノシート」を結成。
- ワンツーギャンゴ（今井辰紀、浦本雄介）サンミュージックプロダクション
  - 今井は2011年5月20日に病気のため急逝、浦本は引退[859]。
- ワンドロップ（かんし、こがけん）よしもとクリエイティブ・エージェンシー
  - かんしはピン芸人「ピストジャム」として活動。こがけんもピン芸人として活動の傍ら、おいでやす小田とのユニット「おいでやすこが」として活動。
- ワンハイスクール（筑肱賢一、榊原のぶひろ）プロダクション人力舎